# Olympische Sommerspiele 2016/Teilnehmer (Deutschland)

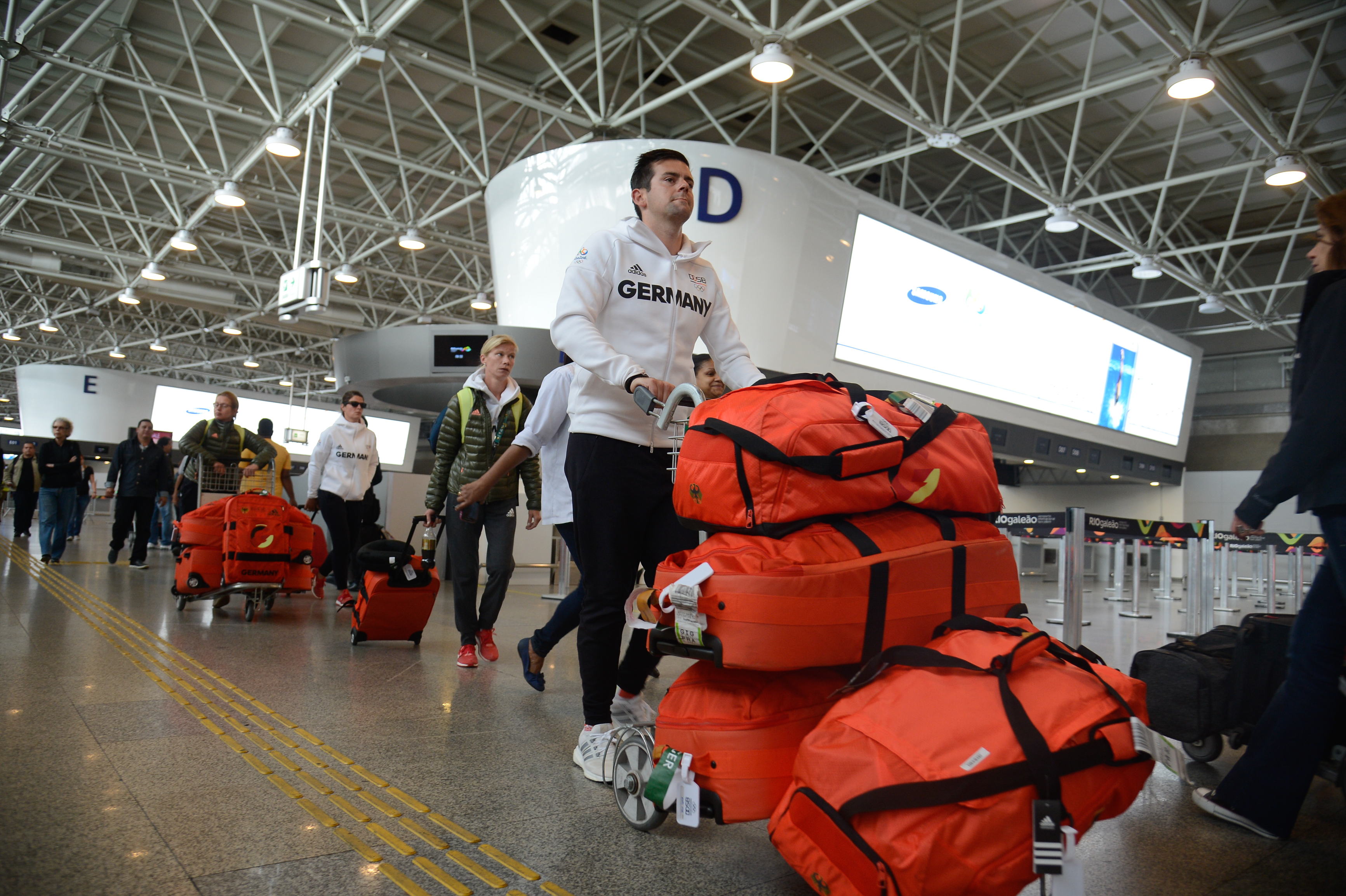
Mit gepackten Koffern macht sich die deutsche Mannschaft wieder auf den Heimweg.

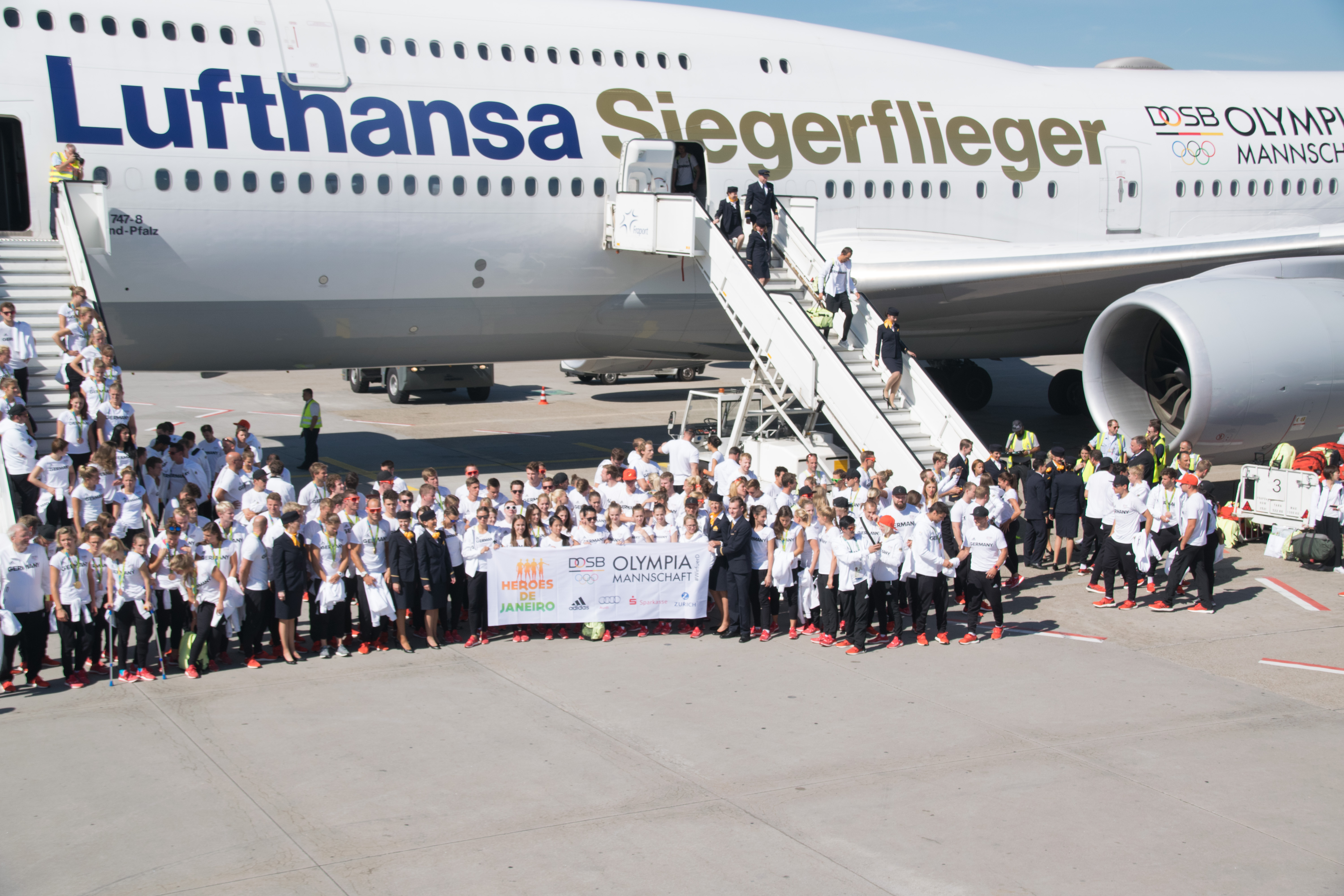
Ankunft der deutschen Olympiamannschaft mit einem Sonderflugzeug der Lufthansa am 23. August 2016 auf dem Flughafen Frankfurt

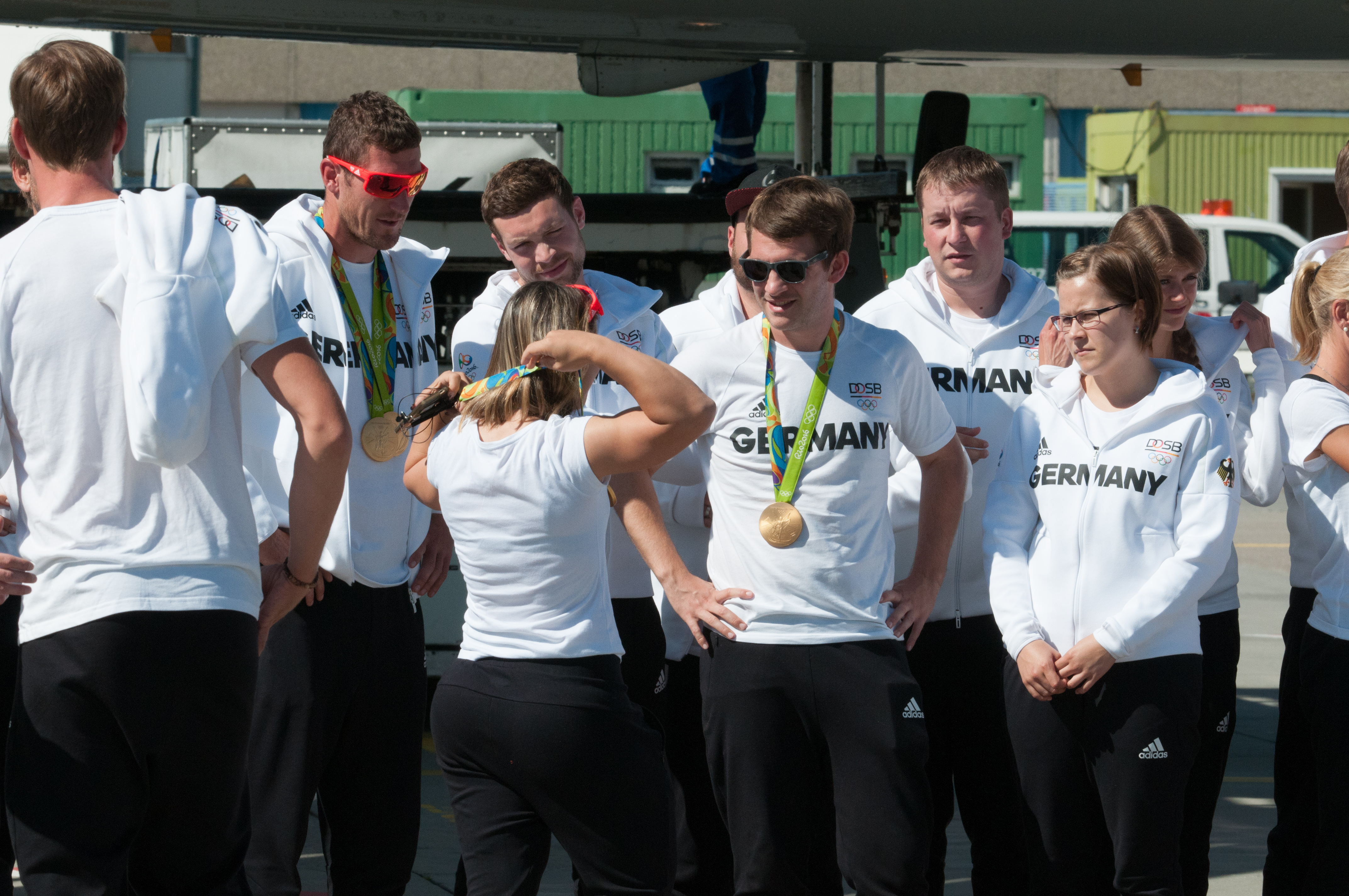
Ankunft der Mannschaft am 23. August 2016

| Gelbes Symbol für Goldmedaillen mit stilisierten Olympischen Ringen | Graues Symbol für Silbermedaillen mit stilisierten Olympischen Ringen | Braundes Symbol für Bronzemedaillen mit stilisierten Olympischen Ringen |
| ------------------------------------------------------------------- | --------------------------------------------------------------------- | ----------------------------------------------------------------------- |
| 17                                                                  | 10                                                                    | 15                                                                      |

Deutschland nahm an den Olympischen Spielen 2016 in Rio de Janeiro teil. Es war die insgesamt 24. Teilnahme an Olympischen Sommerspielen.
Die Nominierung der einzelnen Sportler als Mitglied der deutschen Olympiamannschaft erfolgte durch den Deutschen Olympischen Sportbund (DOSB) auf Vorschlag der Fachverbände in drei Runden. Am 31. Mai 2016 wurden in der ersten Nominierungsrunde 44 Athleten nominiert. In der zweiten Runde am 28. Juni 2016 erfolgte die Nominierung von weiteren 143 Athleten. Die letzte Nominierung erfolgte am 12. Juli 2016. Nachnominierungen und Veränderungen aufgrund von Verletzungen gab es am 19. Juli 2016. Nun wurde von einer Athletenstärke von 450 für Rio ausgegangen, davon 26 als potentielle Nachrücker. Durch eine nachträgliche Starterlaubnis für zwei Athletinnen erhöhte sich die Zahl auf 452.

## Fahnenträger

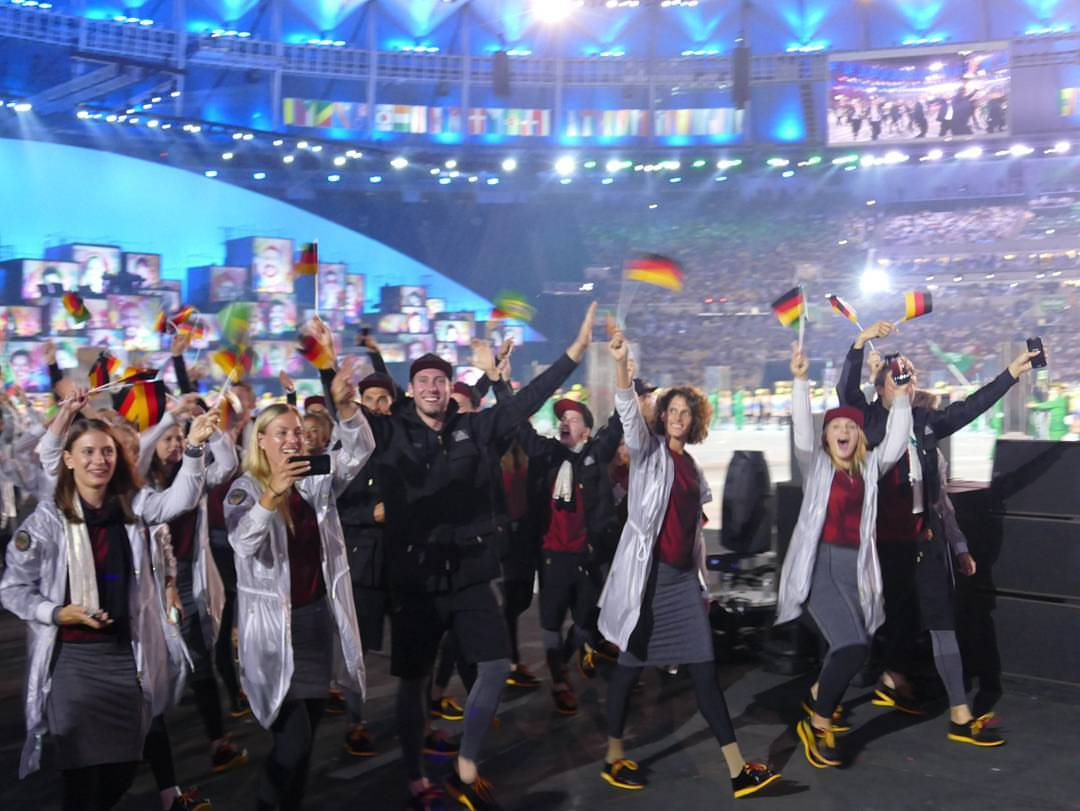
Einzug der deutschen Mannschaft während der Eröffnungsfeier

Fahnenträger bei der Eröffnungsfeier wurde nach der erstmaligen Umfrage unter Sportfans im Internet Tischtennisspieler Timo Boll, der sich gegen Hockeyspieler Moritz Fürste, Vielseitigkeitsreiterin Ingrid Klimke, Fünfkämpferin Lena Schöneborn und Radsportlerin Kristina Vogel durchsetzen konnte. Bei der Abschlussfeier trug Kanute Sebastian Brendel die Fahne, der bei diesen Spielen zwei Goldmedaillen gewinnen konnte und insgesamt dreifacher Olympiasieger ist. Die erfolgreichsten deutschen Athleten dieser Olympischen Spiele sind die Kanuten Sebastian Brendel, Marcus Groß und Max Rendschmidt mit jeweils zwei Goldmedaillen.

## Offizielle Bekleidung

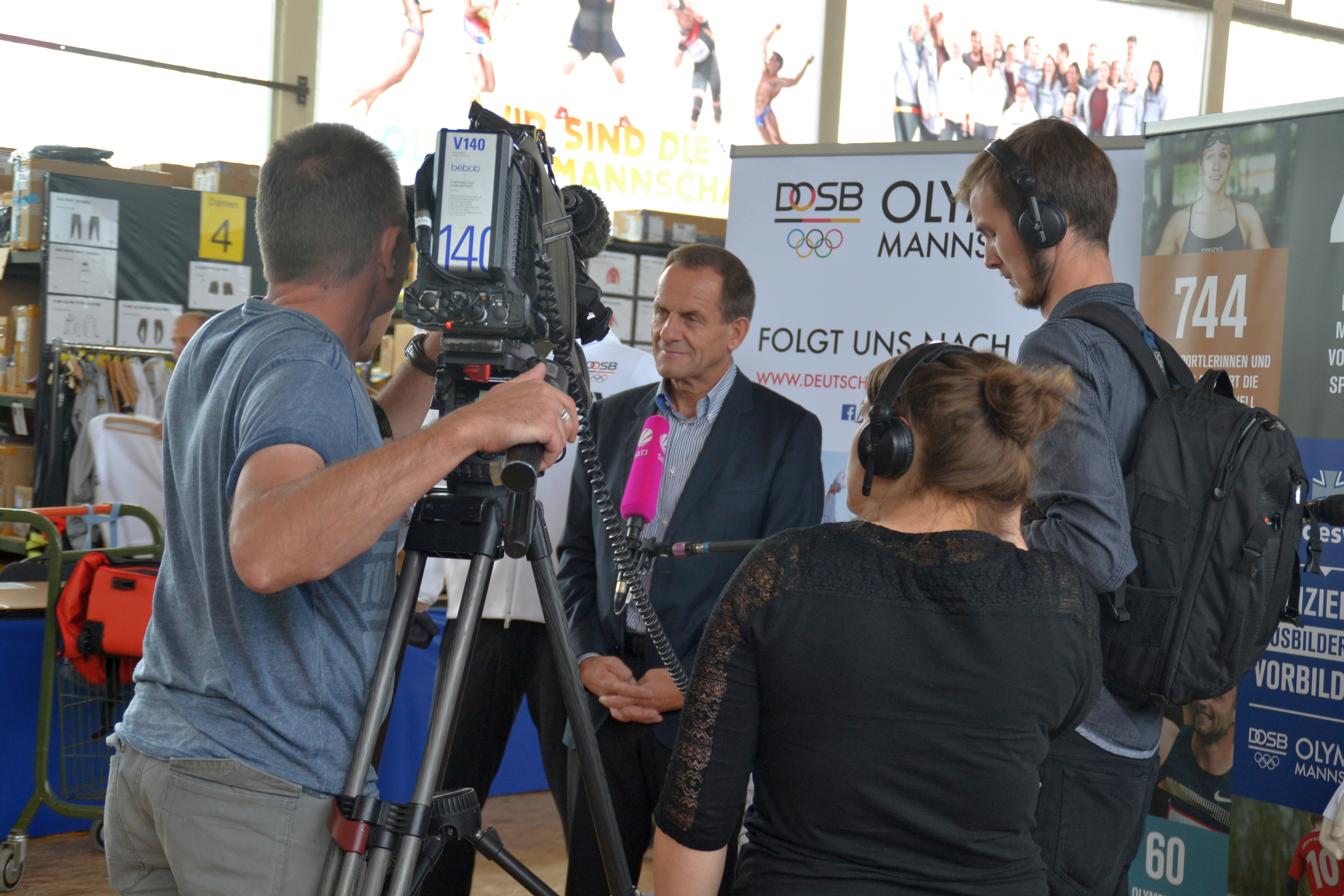
Alfons Hörmann bei einem Interview während der Olympiaeinkleidung

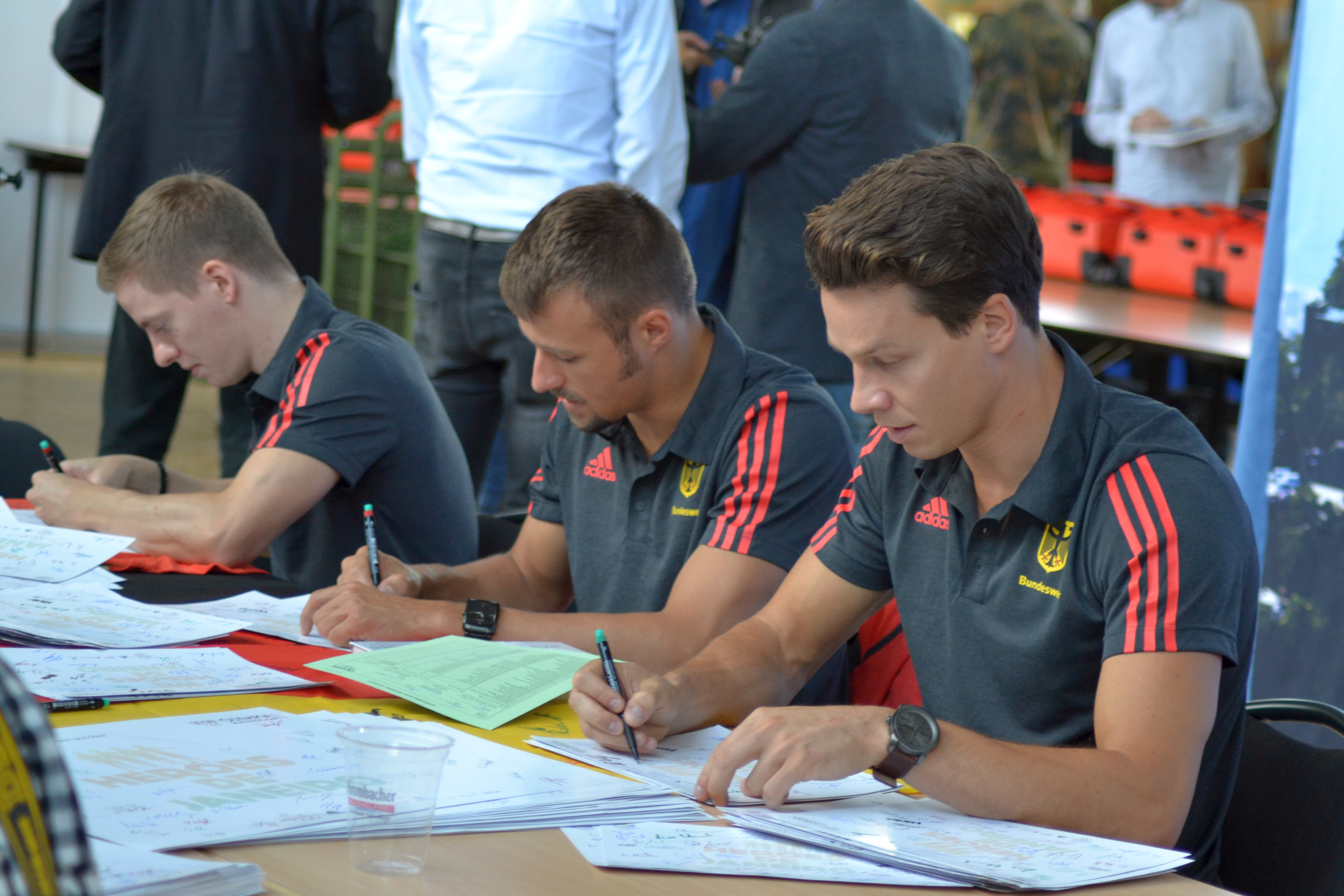
Wasserspringer Martin Wolfram, Sascha Klein und Patrick Hausding (von links) beim Autogrammeschreiben während der Einkleidung

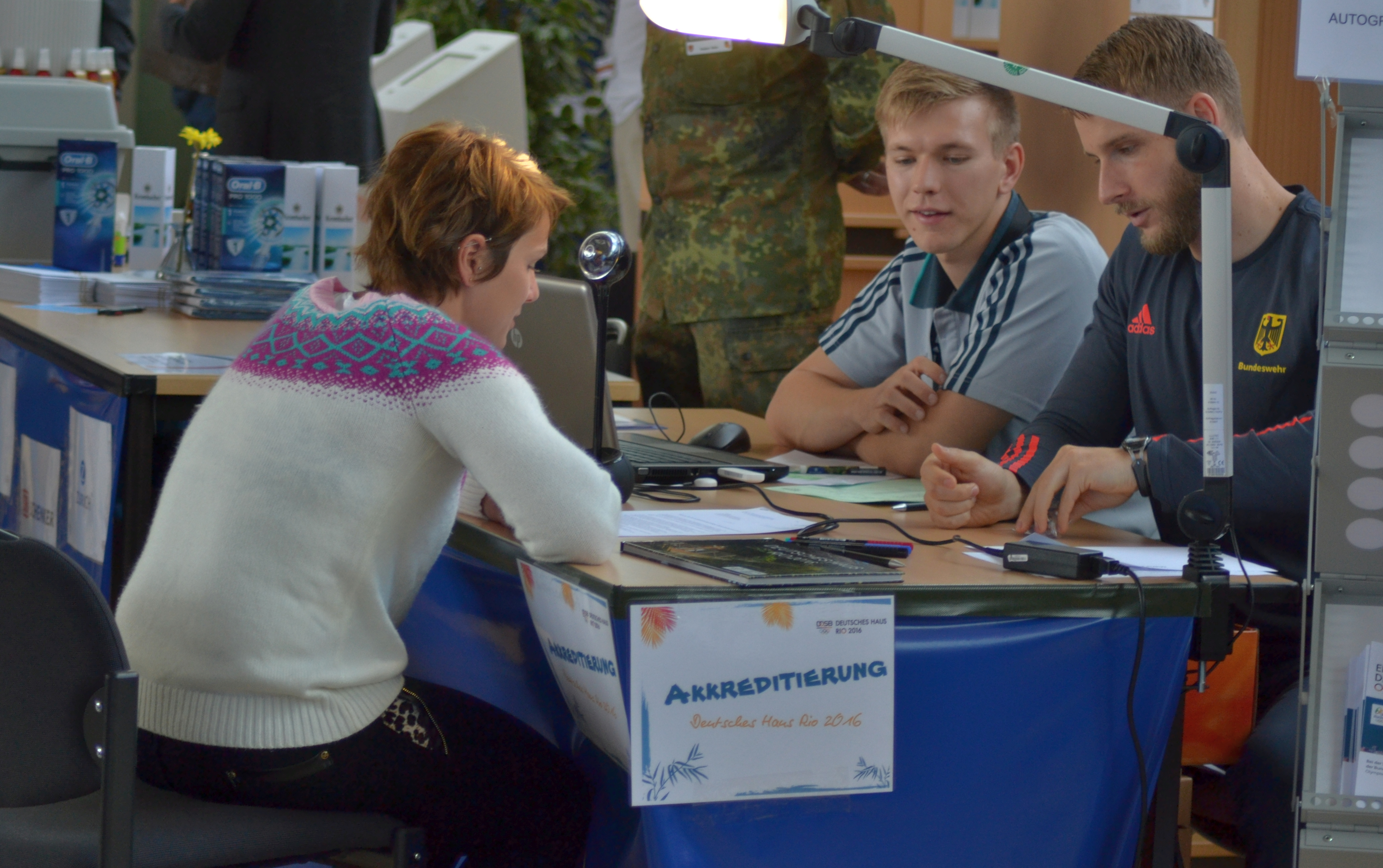
Nora Subschinski am Stand der Deutschen Sporthilfe bei der Einkleidung

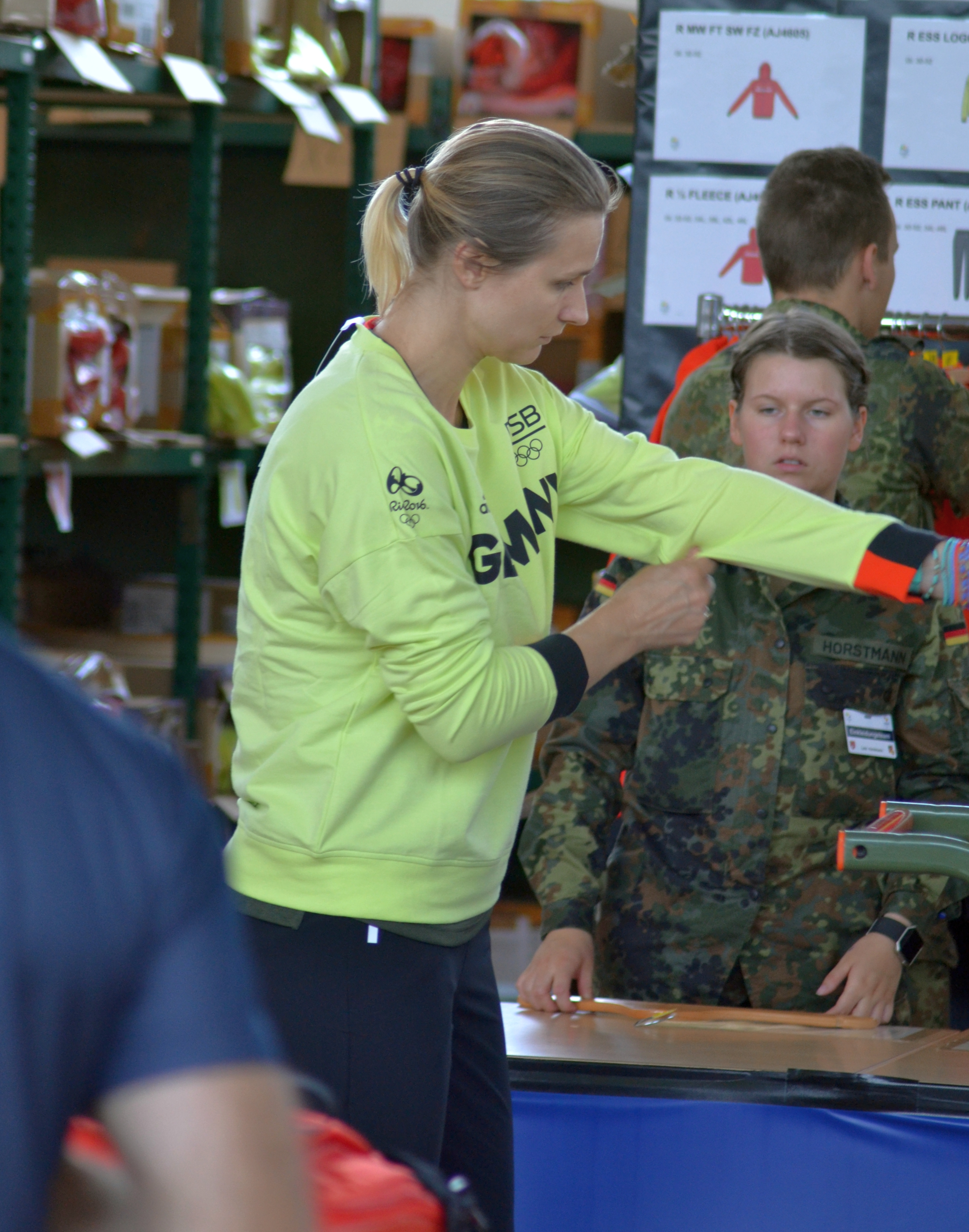
Britta Heidemann bei der Anprobe

Die Einkleidung der Sportler erfolgte zwischen dem 4. und 15. Juli in der Emmich-Cambrai-Kaserne in Hannover, zum Medientag am 7. Juli waren auch Vertreter der Presse zugelassen, denen neben Sportlern, Trainern und Betreuern aus dem Bereich Schießen und Wasserspringen, mehrere Leichtathleten sowie zwei Handballern auch Offizielle wie DOSB-Präsident Alfons Hörmann und Delegationsleiter Michael Vesper sowie IOC-Athletenkandidatin Britta Heidemann zur Verfügung standen.
Offizielle Bekleidung des deutschen Olympiateams:

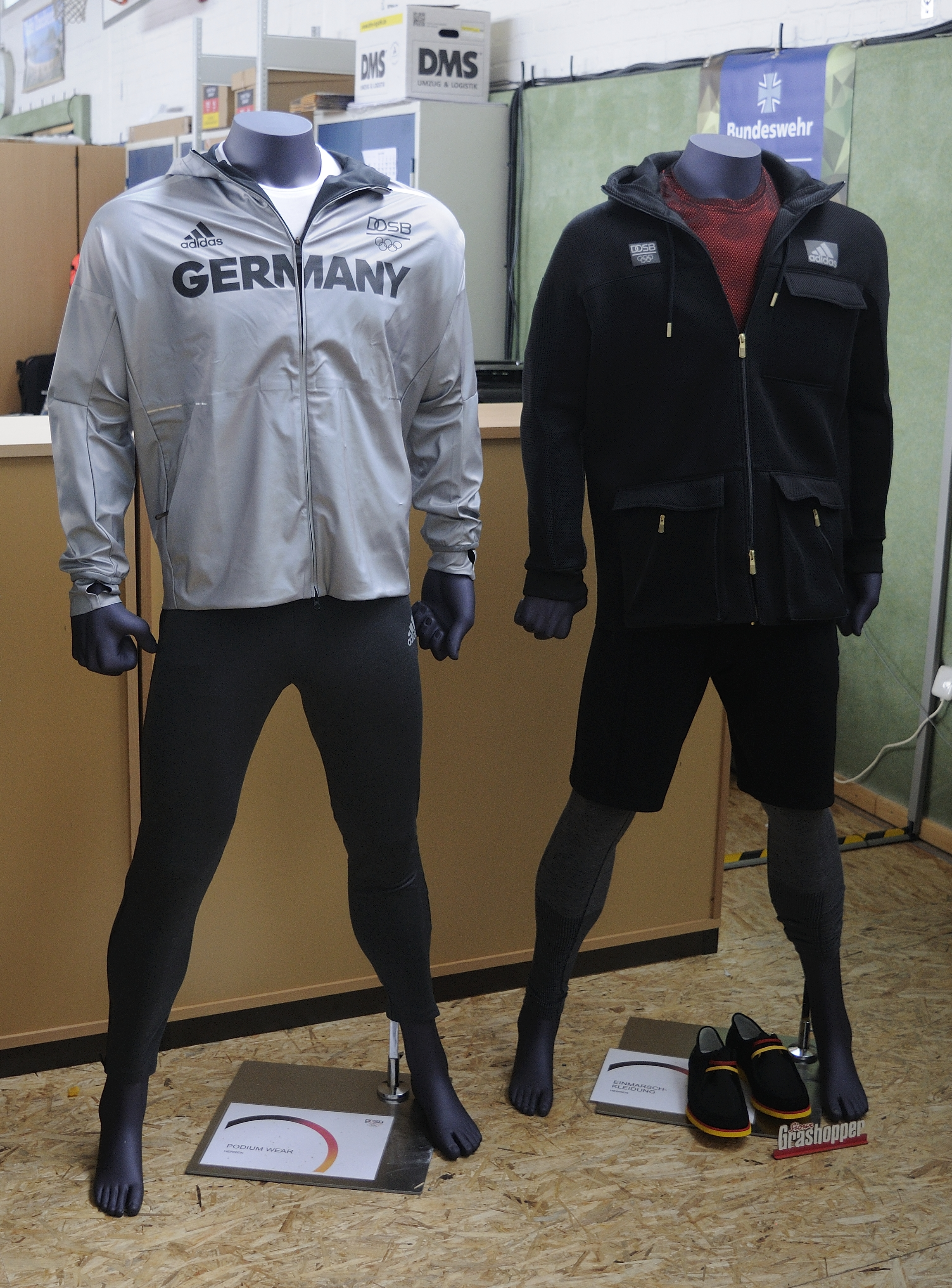
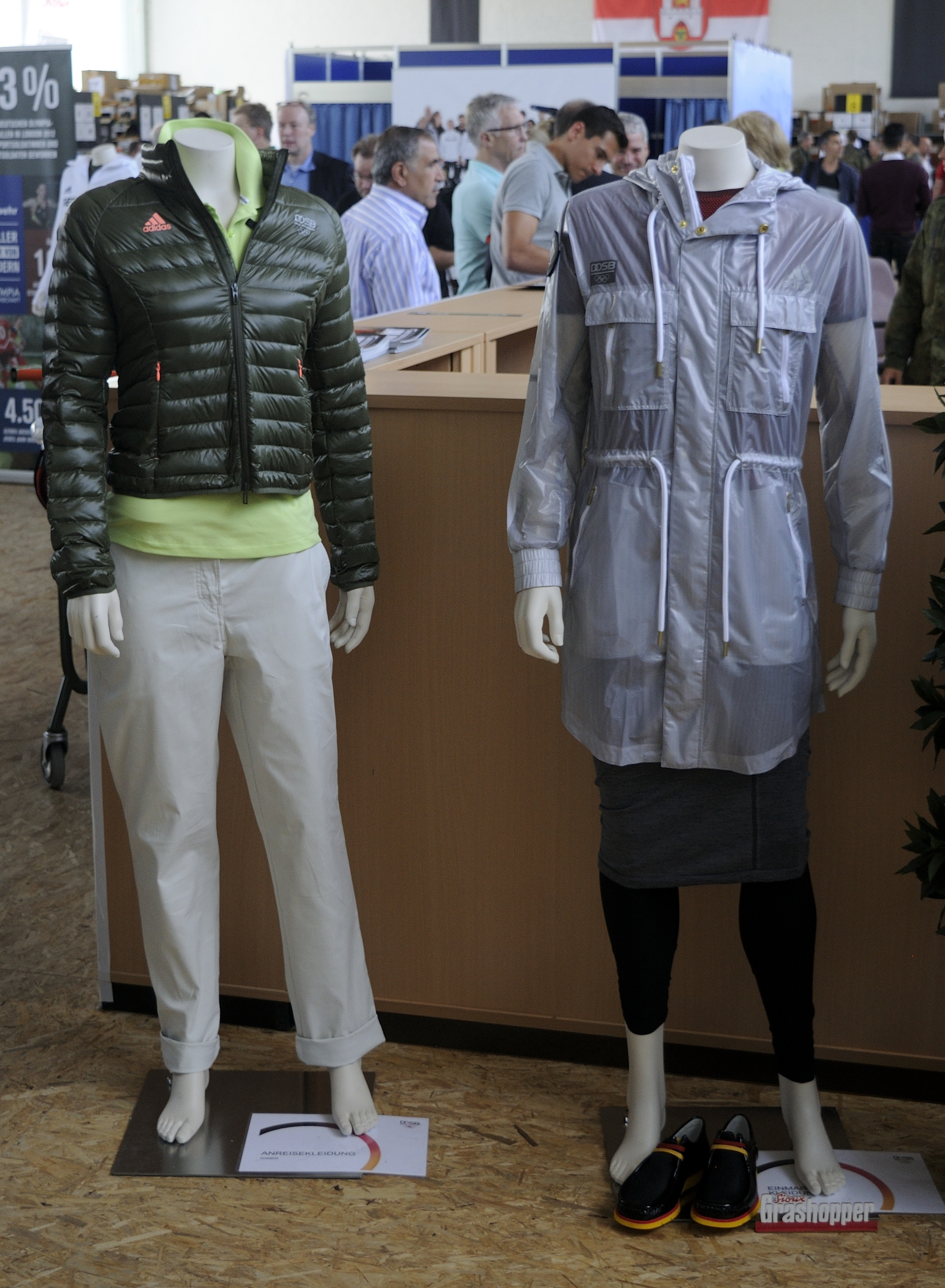
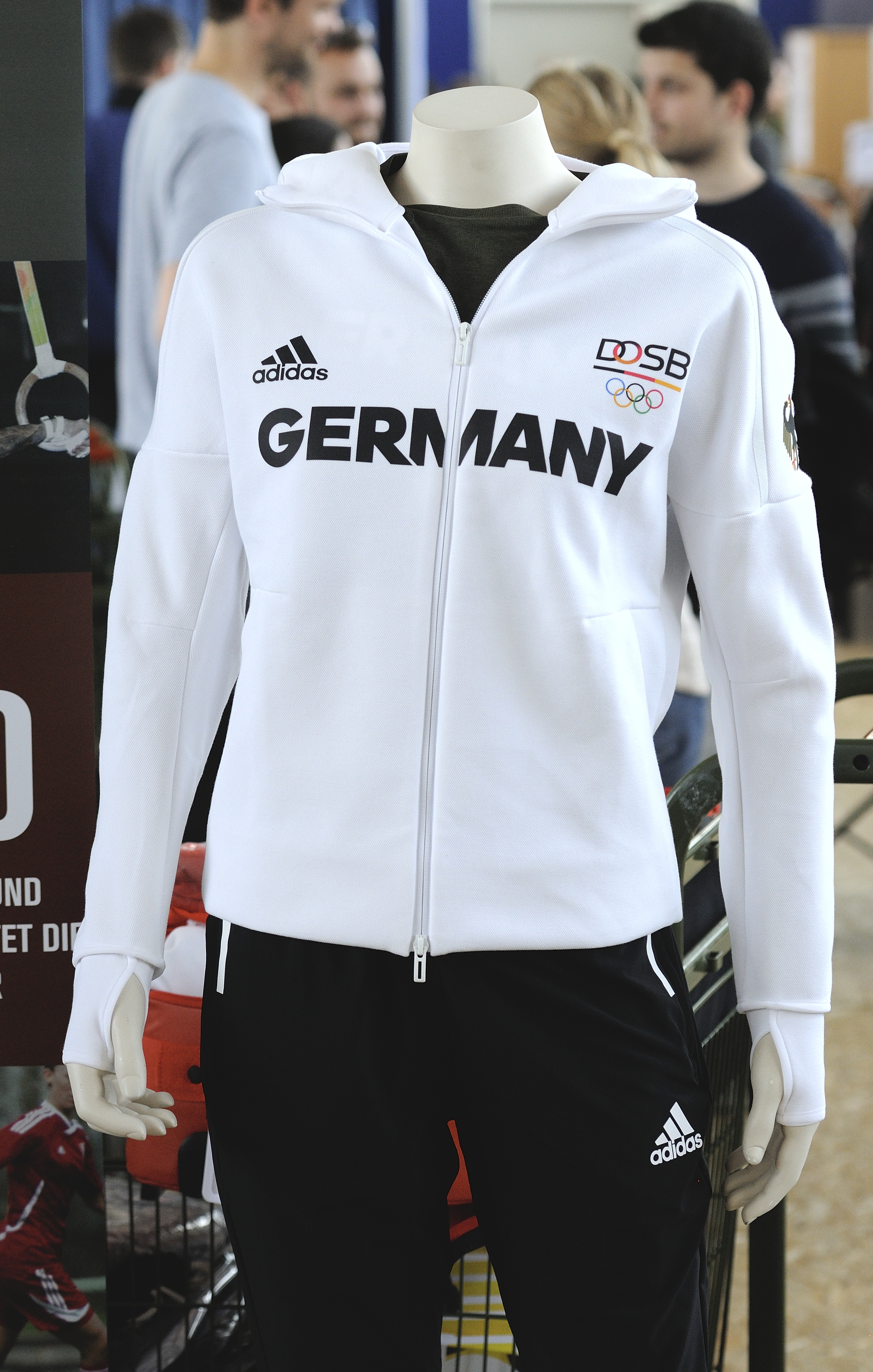

## Medaillen

### Medaillenspiegel
Die Angabe der Anzahl der Wettbewerbe bezieht sich auf die mit deutscher Beteiligung.
| Rang   | Sportart        | Goldmedaille – Olympiasieger | Silbermedaille – 2. Platz | Bronzemedaille – 3. Platz | Gesamt | Wettbewerbe |
| ------ | --------------- | ---------------------------- | ------------------------- | ------------------------- | ------ | ----------- |
| 1      | Kanu            | 4                            | 2                         | 1                         | 7      | 16          |
| 2      | Schießen        | 3                            | 1                         | —                         | 4      | 12          |
| 3      | Reiten          | 2                            | 2                         | 2                         | 6      | 06          |
| 4      | Rudern          | 2                            | 1                         | —                         | 3      | 10          |
| 5      | Leichtathletik  | 2                            | —                         | 1                         | 3      | 37          |
| 6      | Fußball         | 1                            | 1                         | —                         | 2      | 02          |
| 7      | Turnen          | 1                            | —                         | 1                         | 2      | 16          |
| 7      | Radsport        | 1                            | —                         | 1                         | 2      | 18          |
| 9      | Beachvolleyball | 1                            | —                         | —                         | 1      | 02          |
| 10     | Tischtennis     | —                            | 1                         | 1                         | 2      | 04          |
| 11     | Bogenschießen   | —                            | 1                         | —                         | 1      | 02          |
| 11     | Tennis          | —                            | 1                         | —                         | 1      | 03          |
| 13     | Hockey          | —                            | —                         | 2                         | 2      | 02          |
| 14     | Judo            | —                            | —                         | 1                         | 1      | 13          |
| 14     | Ringen          | —                            | —                         | 1                         | 1      | 07          |
| 14     | Wasserspringen  | —                            | —                         | 1                         | 1      | 07          |
| 14     | Segeln          | —                            | —                         | 1                         | 1      | 06          |
| 14     | Boxen           | —                            | —                         | 1                         | 1      | 06          |
| 14     | Handball        | —                            | —                         | 1                         | 1      | 01          |
| Gesamt | Gesamt          | 17                           | 10                        | 15                        | 42     |             |

### Medaillengewinner

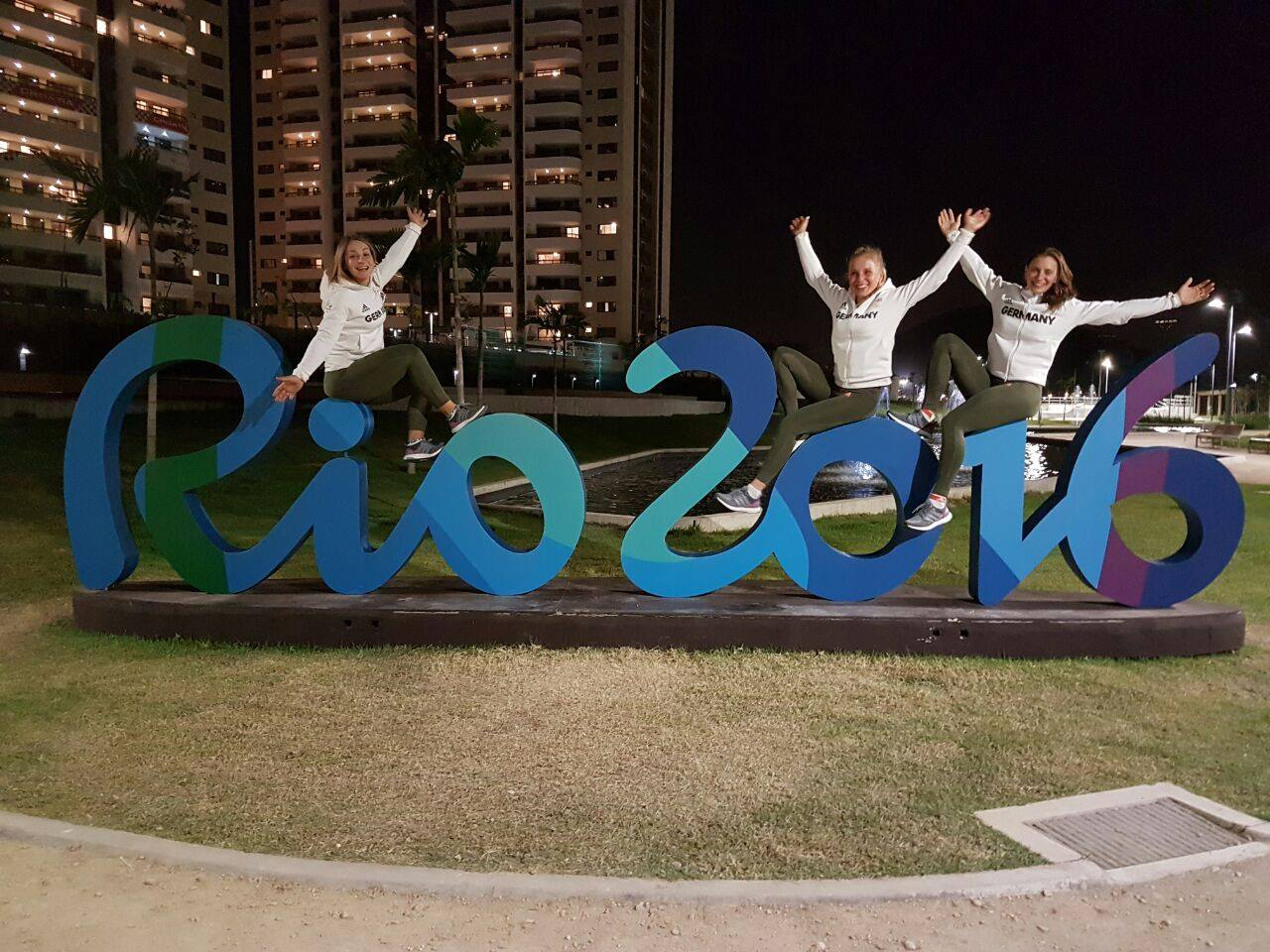
Die Bahnsprinterinnen Kristina Vogel (l.), Pauline Grabosch (M.) und Miriam Welte am „Wahrzeichen“ des Olympischen Dorfes

#### Gold
| Name | Sportart        | Wettkampf                           |
| --- | --------------- | ----------------------------------- |
| Michael Jung | Reiten          | Vielseitigkeit Einzelwertung        |
| Hans Gruhne Lauritz Schoof Karl Schulze Philipp Wende | Rudern          | Doppelvierer Männer                 |
| Carina Bär Julia Lier Lisa Schmidla Annekatrin Thiele | Rudern          | Doppelvierer Frauen                 |
| Barbara Engleder | Schießen        | Dreistellungskampf 50 Meter         |
| Henri Junghänel | Schießen        | Kleinkalibergewehr liegend 50 Meter |
| Kristina Bröring-Sprehe Sönke Rothenberger Dorothee Schneider Isabell Werth | Reiten          | Dressur Mannschaftswertung          |
| Christoph Harting | Leichtathletik  | Diskuswurf                          |
| Christian Reitz | Schießen        | Schnellfeuerpistole 25 Meter        |
| Sebastian Brendel | Kanurennsport   | C-1 1000 m                          |
| Fabian Hambüchen | Gerätturnen     | Reck                                |
| Kristina Vogel | Bahnradsport    | Sprint                              |
| Laura Ludwig Kira Walkenhorst | Beachvolleyball | Beachvolleyball Frauen              |
| Marcus Groß Max Rendschmidt | Kanurennsport   | K-2 1000 m                          |
| Saskia Bartusiak Melanie Behringer Laura Benkarth Sara Däbritz Lena Goeßling Josephine Henning Svenja Huth Mandy Islacker Tabea Kemme Isabel Kerschowski Annike Krahn Melanie Leupolz Leonie Maier Dzsenifer Marozsán Anja Mittag Babett Peter Alexandra Popp Almuth Schult | Fußball         | Mannschaft                          |
| Sebastian Brendel Jan Vandrey | Kanurennsport   | C-2 1000 m                          |
| Marcus Groß Max Hoff Tom Liebscher Max Rendschmidt | Kanurennsport   | K-4 1000 m                          |
| Thomas Röhler | Leichtathletik  | Speerwurf                           |

#### Silber
| Name | Sportart      | Wettkampf                         |
| --- | ------------- | --------------------------------- |
| Sandra Auffarth Michael Jung Julia Krajewski Ingrid Klimke | Reiten        | Vielseitigkeit Mannschaftswertung |
| Monika Karsch | Schießen      | Sportpistole 25 Meter             |
| Lisa Unruh | Bogenschießen | Einzel                            |
| Felix Drahotta Malte Jakschik Eric Johannesen Andreas Kuffner Maximilian Munski Hannes Ocik Maximilian Reinelt Richard Schmidt Martin Sauer (Steuermann)                                                                                           | Rudern        | Achter                            |
| Angelique Kerber | Tennis        | Einzel                            |
| Isabell Werth | Reiten        | Dressur Einzel                    |
| Tina Dietze Franziska Weber | Kanurennsport | K-2 500 m                         |
| Han Ying Shan Xiaona Petrissa Solja | Tischtennis   | Mannschaft                        |
| Tina Dietze Sabrina Hering Steffi Kriegerstein Franziska Weber | Kanurennsport | K-4 500 m                         |
| Robert Bauer Lars Bender Sven Bender Julian Brandt Max Christiansen Matthias Ginter Serge Gnabry Timo Horn Jannik Huth Lukas Klostermann Philipp Max Max Meyer Eric Oelschlägel Nils Petersen Grischa Prömel Davie Selke Niklas Süle Jeremy Toljan | Fußball       | Mannschaft                        |

#### Bronze
| Name | Sportart       | Wettkampf                     |
| --- | -------------- | ----------------------------- |
| Laura Vargas Koch | Judo           | Mittelgewicht (bis 70 kg)     |
| Kristina Vogel Miriam Welte | Bahnradsport   | Teamsprint                    |
| Daniel Jasinski | Leichtathletik | Diskuswurf                    |
| Sophie Scheder | Gerätturnen    | Stufenbarren                  |
| Kristina Bröring-Sprehe | Reiten         | Dressur Einzel                |
| Denis Kudla | Ringen         | Griechisch-Römisch bis 85 kg  |
| Patrick Hausding | Wasserspringen | Kunstspringen 3 m             |
| Christian Ahlmann Ludger Beerbaum Daniel Deußer Meredith Michaels-Beerbaum | Reiten         | Springreiten Mannschaft       |
| Timo Boll Dimitrij Ovtcharov Bastian Steger | Tischtennis    | Mannschaft                    |
| Linus Butt Florian Fuchs Moritz Fürste Mats Grambusch Tom Grambusch Martin Häner Tobias Hauke Timm Herzbruch Nicolas Jacobi Mathias Müller Timur Oruz Christopher Rühr Moritz Trompertz Niklas Wellen Christopher Wesley Martin Zwicker                           | Hockey         | Mannschaft                    |
| Erik Heil Thomas Plößel | Segeln         | 49er                          |
| Lisa Altenburg Franzisca Hauke Hannah Krüger Nike Lorenz Marie Mävers Julia Müller Janne Müller-Wieland Pia-Sophie Oldhafer Selin Oruz Katharina Otte Cécile Pieper Kristina Reynolds Anne Schröder Lisa Schütze Annika Sprink Charlotte Stapenhorst Jana Teschke | Hockey         | Mannschaft                    |
| Artem Harutiunian | Boxen          | Halbweltergewicht (bis 64 kg) |
| Ronald Rauhe | Kanurennsport  | K-1 200 m                     |
| Christian Dissinger Paul Drux Steffen Fäth Uwe Gensheimer Kai Häfner Silvio Heinevetter Julius Kühn Finn Lemke Hendrik Pekeler Tobias Reichmann Martin Strobel Steffen Weinhold Fabian Wiede Patrick Wiencek Andreas Wolff                                        | Handball       | Mannschaft                    |

### Zielvereinbarungen des Deutschen Olympischen Sportbundes
Der DOSB vereinbart für die Olympischen Spiele mit den einzelnen Sportverbänden Zielkorridore für die Zahl der erreichbaren Medaillen und Finalplätze. Das Erreichen oder Verfehlen dieser Ziele hat wiederum Auswirkung auf die Förderung der Sportverbände durch den DOSB für den kommenden Olympiazyklus.
Vor den Spielen wurde vom DOSB der Wunsch kommuniziert, mindestens wieder 44 Medaillen wie bei den Spielen vor vier Jahren in London zu gewinnen.
| Zielvereinbarungen des DOSB (Stand Ende 2015) |       |                   |                          |                    |                            |
| Verband                                       |       | Medaillenkorridor | Finalplatzkorridor (1–8) | Medaillen erreicht | Finalplätze (1–8) erreicht |
| Bund Deutscher Radfahrer                      | 5–9   | 14–16             | 2                        | 9                  |                            |
| Bahn                                          | 4–6   | 10                | 2                        | 8                  |                            |
| BMX                                           | 0     | 1–2               | 0                        | 0                  |                            |
| MTB                                           | 0–1   | 2                 | 0                        | 0                  |                            |
| Straße                                        | 1–2   | 3–4               | 0                        | 1                  |                            |
| Bundesverband Deutscher Gewichtheber          | 0     | 3                 | 0                        | 0                  |                            |
| Deutsche Reiterliche Vereinigung              | 3–5   | 12                | 6                        | 7                  |                            |
| Deutsche Taekwondo Union                      | 0–1   | 1–2               | 0                        | 1                  |                            |
| Deutsche Triathlon Union                      | 0–1   | 2                 | 0                        | 0                  |                            |
| Deutscher Badminton-Verband                   | 0–1   | 1–3               | 0                        | 0                  |                            |
| Deutscher Basketball Bund                     | 0     | 0                 | -                        | -                  |                            |
| Frauen                                        | 0     | 0                 | -                        | -                  |                            |
| Männer                                        | 0     | 0                 | -                        | -                  |                            |
| Deutscher Boxsport-Verband                    | 1–3   | 3–5               | 1                        | 1                  |                            |
| Deutscher Fechter-Bund                        | 2     | 4                 | 0                        | 1                  |                            |
| Deutscher Fußball-Bund                        | 2     | 2                 | 2                        | 2                  |                            |
| Frauen                                        | 1     | 1                 | 1                        | 1                  |                            |
| Männer                                        | 1     | 1                 | 1                        | 1                  |                            |
| Deutscher Golf Verband                        | 0     | 2                 | 0                        | 0                  |                            |
| Deutscher Handballbund                        | 0     | 2                 | 1                        | 1                  |                            |
| Frauen                                        | 0     | 1                 | -                        | -                  |                            |
| Männer                                        | 0     | 1                 | 1                        | 1                  |                            |
| Deutscher Hockey-Bund                         | 0–1   | 2                 | 2                        | 2                  |                            |
| Frauen                                        | 0     | 1                 | 1                        | 1                  |                            |
| Männer                                        | 0–1   | 1                 | 1                        | 1                  |                            |
| Deutscher Judo-Bund                           | 3–4   | 5–7               | 1                        | 3                  |                            |
| Deutscher Kanu-Verband                        | 8     | 13–16             | 7                        | 14                 |                            |
| Slalom                                        | 2     | 4                 | 0                        | 4                  |                            |
| Rennsport                                     | 6     | 9–12              | 7                        | 10                 |                            |
| Deutscher Leichtathletik-Verband              | 4–8   | 18–20             | 3                        | 17                 |                            |
| Deutscher Ringer-Bund                         | 1–2   | 3–4               | 1                        | 3                  |                            |
| Deutscher Ruderverband                        | 2–4   | 10–14             | 3                        | 6                  |                            |
| Deutscher Rugby-Verband                       | 0     | 0                 | -                        | -                  |                            |
| Frauen                                        | 0     | 0                 | -                        | -                  |                            |
| Männer                                        | 0     | 0                 | -                        | -                  |                            |
| Deutscher Schützenbund                        | 2–3   | 7–10              | 5                        | 9                  |                            |
| Bogen                                         | 0     | 1–2               | 1                        | 1                  |                            |
| Kugel                                         | 2–3   | 6–8               | 4                        | 8                  |                            |
| Deutscher Schwimm-Verband                     | 3–7   | 21–25             | 1                        | 13                 |                            |
| Schwimmen und FW                              | 2–5   | 10–12             | 0                        | 8                  |                            |
| Synchronschwimmen                             | 0     | 0                 | -                        | -                  |                            |
| Wasserball Frauen                             | 0     | 0                 | -                        | -                  |                            |
| Wasserball Männer                             | 0     | 1                 | -                        | -                  |                            |
| Wasserspringen                                | 1–2   | 10–12             | 1                        | 5                  |                            |
| Deutscher Segler-Verband                      | 2     | 4–6               | 1                        | 2                  |                            |
| Deutscher Tennis Bund                         | 1–2   | 1–2               | 1                        | 2                  |                            |
| Deutscher Tischtennis-Bund                    | 1–2   | 3                 | 2                        | 4                  |                            |
| Deutscher Turner-Bund                         | 1–3   | 8–10              | 2                        | 5                  |                            |
| Kunstturnen                                   | 1–3   | 6–7               | 2                        | 5                  |                            |
| Rhythmische Sportgymnastik                    | 0     | 2                 | 0                        | 0                  |                            |
| Trampolin                                     | 0     | 0–1               | 0                        | 0                  |                            |
| Deutscher Verband für Modernen Fünfkampf      | 1     | 2                 | 0                        | 2                  |                            |
| Deutscher Volleyball-Verband                  | 0–2   | 5                 | 1                        | 1                  |                            |
| Beach                                         | 0–1   | 3                 | 1                        | 1                  |                            |
| Halle Frauen                                  | 0     | 0                 | -                        | -                  |                            |
| Halle Männer                                  | 0     | 0                 | -                        | -                  |                            |
| Gesamt                                        | 42–71 | 149–181           | 42                       | 105                |                            |

## Teilnehmer nach Sportarten
Als geistliche Vorbereitung und seelsorgerische Begleitung für alle deutschen Sportler reisten Thomas Weber sowie ein katholischer Pfarrer mit.

### Badminton
| Athleten                           | Wettbewerb | Gruppenphase                       | Gruppenphase              | Gruppenphase | Gruppenphase | Achtelfinale  | Achtelfinale  | Viertelfinale | Viertelfinale | Halbfinale    | Halbfinale    | Finale        | Finale        | Rang          |
| Athleten                           | Wettbewerb | Gegner                             | Ergebnis                  | Punkte       | Rang         | Gegner        | Ergebnis      | Gegner        | Ergebnis      | Gegner        | Ergebnis      | Gegner        | Ergebnis      | Rang          |
| ---------------------------------- | ---------- | ---------------------------------- | ------------------------- | ------------ | ------------ | ------------- | ------------- | ------------- | ------------- | ------------- | ------------- | ------------- | ------------- | ------------- |
| Frauen                             |            |                                    |                           |              |              |               |               |               |               |               |               |               |               |               |
| Karin Schnaase                     | Einzel     | Chloe Magee                        | 2:0 (21:14, 21:19)        | 69:75        | 2/3          | ausgeschieden | ausgeschieden | ausgeschieden | ausgeschieden | ausgeschieden | ausgeschieden | ausgeschieden | ausgeschieden | ausgeschieden |
| Karin Schnaase                     | Einzel     | Wang Yihan                         | 0:2 (11:21, 16:21)        | 69:75        | 2/3          | ausgeschieden | ausgeschieden | ausgeschieden | ausgeschieden | ausgeschieden | ausgeschieden | ausgeschieden | ausgeschieden | ausgeschieden |
| Johanna Goliszewski / Carla Nelte  | Doppel     | Tang Yuanting / Yu Yang            | 0:2 (10:21, 11:21)        | 110:144      | 4/4          | ausgeschieden | ausgeschieden | ausgeschieden | ausgeschieden | ausgeschieden | ausgeschieden | ausgeschieden | ausgeschieden | ausgeschieden |
| Johanna Goliszewski / Carla Nelte  | Doppel     | Chang Ye-na Lee So-hee /           | 1:2 (18:21, 21:18, 17:21) | 110:144      | 4/4          | ausgeschieden | ausgeschieden | ausgeschieden | ausgeschieden | ausgeschieden | ausgeschieden | ausgeschieden | ausgeschieden | ausgeschieden |
| Johanna Goliszewski / Carla Nelte  | Doppel     | Gabriela Stoewa / Stefani Stoewa   | 0:2 (14:21, 19:21)        | 110:144      | 4/4          | ausgeschieden | ausgeschieden | ausgeschieden | ausgeschieden | ausgeschieden | ausgeschieden | ausgeschieden | ausgeschieden | ausgeschieden |
| Männer                             |            |                                    |                           |              |              |               |               |               |               |               |               |               |               |               |
| Marc Zwiebler                      | Einzel     | Scott Evans                        | 1:2 (21:9, 17:21, 7:21)   | 87:75        | 2/3          | ausgeschieden | ausgeschieden | ausgeschieden | ausgeschieden | ausgeschieden | ausgeschieden | ausgeschieden | ausgeschieden | ausgeschieden |
| Marc Zwiebler                      | Einzel     | Ygor Coelho de Oliveira            | 2:0 (21:12, 21:12)        | 87:75        | 2/3          | ausgeschieden | ausgeschieden | ausgeschieden | ausgeschieden | ausgeschieden | ausgeschieden | ausgeschieden | ausgeschieden | ausgeschieden |
| Michael Fuchs / Johannes Schöttler | Doppel     | Goh V Shem / Tan Wee Kiong         | 0:2 (14:21, 17:21)        | 100:112      | 3/4          | ausgeschieden | ausgeschieden | ausgeschieden | ausgeschieden | ausgeschieden | ausgeschieden | ausgeschieden | ausgeschieden | ausgeschieden |
| Michael Fuchs / Johannes Schöttler | Doppel     | Fu Haifeng / Zhang Nan             | 0:2 (11:21, 16:21)        | 100:112      | 3/4          | ausgeschieden | ausgeschieden | ausgeschieden | ausgeschieden | ausgeschieden | ausgeschieden | ausgeschieden | ausgeschieden | ausgeschieden |
| Michael Fuchs / Johannes Schöttler | Doppel     | Phillip Chew / Sattawat Pongnairat | 2:0 (21:14, 21:14)        | 100:112      | 3/4          | ausgeschieden | ausgeschieden | ausgeschieden | ausgeschieden | ausgeschieden | ausgeschieden | ausgeschieden | ausgeschieden | ausgeschieden |
| Mixed                              |            |                                    |                           |              |              |               |               |               |               |               |               |               |               |               |
| Birgit Michels / Michael Fuchs     | Doppel     | Zhao Yunlei / Zhang Nan            | 0:2 (19:21, 16:21)        | 97:126       | 4/4          | ausgeschieden | ausgeschieden | ausgeschieden | ausgeschieden | ausgeschieden | ausgeschieden | ausgeschieden | ausgeschieden | ausgeschieden |
| Birgit Michels / Michael Fuchs     | Doppel     | Debby Susanto / Praveen Jordan     | 0:2 (16:21, 15:21)        | 97:126       | 4/4          | ausgeschieden | ausgeschieden | ausgeschieden | ausgeschieden | ausgeschieden | ausgeschieden | ausgeschieden | ausgeschieden | ausgeschieden |
| Birgit Michels / Michael Fuchs     | Doppel     | Chau Hoi Wah / Lee Chun Hei        | 0:2 (17:21, 14:21)        | 97:126       | 4/4          | ausgeschieden | ausgeschieden | ausgeschieden | ausgeschieden | ausgeschieden | ausgeschieden | ausgeschieden | ausgeschieden | ausgeschieden |

### Beachvolleyball
| Athleten                         | Gruppenphase             | Gruppenphase              | Gruppenphase | Gruppenphase | Achtelfinale         | Achtelfinale       | Viertelfinale   | Viertelfinale      | Halbfinale       | Halbfinale         | Finale           | Finale             | Rang |
| Athleten                         | Gegner                   | Ergebnis                  | Punkte       | Rang         | Gegner               | Ergebnis           | Gegner          | Ergebnis           | Gegner           | Ergebnis           | Gegner           | Ergebnis           | Rang |
| -------------------------------- | ------------------------ | ------------------------- | ------------ | ------------ | -------------------- | ------------------ | --------------- | ------------------ | ---------------- | ------------------ | ---------------- | ------------------ | ---- |
| Frauen                           |                          |                           |              |              |                      |                    |                 |                    |                  |                    |                  |                    |      |
| Karla Borger / Britta Büthe      | Heidrich/Zumkehr         | 0:2 (12:21, 16:21)        | 4            | 3            | Larissa / Talita     | 0:2 (17:21, 19:21) | ausgeschieden   | ausgeschieden      | ausgeschieden    | ausgeschieden      | ausgeschieden    | ausgeschieden      | 9    |
| Karla Borger / Britta Büthe      | van Gestel/van der Vlist | 2:0 (21:19, 21:14)        | 4            | 3            | Larissa / Talita     | 0:2 (17:21, 19:21) | ausgeschieden   | ausgeschieden      | ausgeschieden    | ausgeschieden      | ausgeschieden    | ausgeschieden      | 9    |
| Karla Borger / Britta Büthe      | Bansley/Pavan            | 0:2 (19:21, 15:21)        | 4            | 3            | Larissa / Talita     | 0:2 (17:21, 19:21) | ausgeschieden   | ausgeschieden      | ausgeschieden    | ausgeschieden      | ausgeschieden    | ausgeschieden      | 9    |
| Karla Borger / Britta Büthe      | Pazo/Agudo *             | 2:0 (21:13, 21:8)         | 4            | 3            | Larissa / Talita     | 0:2 (17:21, 19:21) | ausgeschieden   | ausgeschieden      | ausgeschieden    | ausgeschieden      | ausgeschieden    | ausgeschieden      | 9    |
| Laura Ludwig / Kira Walkenhorst  | el-Ghobashy / Meawad     | 2:0 (21:12, 21:15)        | 6            | 1            | Forrer / Vergé-Dépré | 2:0 (21:19, 21:10) | Bansley / Pavan | 2:0 (21:14, 21:14) | Larissa / Talita | 2:0 (21:18, 21:12) | Bárbara / Àgatha | 2:0 (21:18, 21:14) | Gold |
| Laura Ludwig / Kira Walkenhorst  | Broder / Valjas          | 2:0 (21:17, 21:11)        | 6            | 1            | Forrer / Vergé-Dépré | 2:0 (21:19, 21:10) | Bansley / Pavan | 2:0 (21:14, 21:14) | Larissa / Talita | 2:0 (21:18, 21:12) | Bárbara / Àgatha | 2:0 (21:18, 21:14) | Gold |
| Laura Ludwig / Kira Walkenhorst  | Menegatti / Giombini     | 2:1 (21:18, 18:21, 15:9)  | 6            | 1            | Forrer / Vergé-Dépré | 2:0 (21:19, 21:10) | Bansley / Pavan | 2:0 (21:14, 21:14) | Larissa / Talita | 2:0 (21:18, 21:12) | Bárbara / Àgatha | 2:0 (21:18, 21:14) | Gold |
| Männer                           |                          |                           |              |              |                      |                    |                 |                    |                  |                    |                  |                    |      |
| Markus Böckermann / Lars Flüggen | Kantor / Łosiak          | 0:2 (11:21, 21:23)        | 3            | 4            | ausgeschieden        | ausgeschieden      | ausgeschieden   | ausgeschieden      | ausgeschieden    | ausgeschieden      | ausgeschieden    | ausgeschieden      | 19   |
| Markus Böckermann / Lars Flüggen | Brouwer / Meeuwsen       | 1:2 (19:21, 21:17, 14:16) | 3            | 4            | ausgeschieden        | ausgeschieden      | ausgeschieden   | ausgeschieden      | ausgeschieden    | ausgeschieden      | ausgeschieden    | ausgeschieden      | 19   |
| Markus Böckermann / Lars Flüggen | Barsuk / Ljamin          | 0:2 (14:21, 17:21)        | 3            | 4            | ausgeschieden        | ausgeschieden      | ausgeschieden   | ausgeschieden      | ausgeschieden    | ausgeschieden      | ausgeschieden    | ausgeschieden      | 19   |

* Play-off-Runde „Lucky Losers“

### Bogenschießen
In einer nationalmannschaftsinternen Qualifikation im Juni 2016 setzten sich Lisa Unruh bei den Damen sowie Florian Floto bei den Herren durch.
| Athleten      | Wettbewerb | Qualifikation | Qualifikation | 1. Runde      | 1. Runde      | 2. Runde              | 2. Runde      | Achtelfinale | Achtelfinale  | Viertelfinale | Viertelfinale      | Halbfinale         | Halbfinale    | Finale        | Finale        | Rang   |
| Athleten      | Wettbewerb | Ringe         | Rang          | Gegner        | Ergebnis      | Gegner                | Ergebnis      | Gegner       | Ergebnis      | Gegner        | Ergebnis           | Gegner             | Ergebnis      | Gegner        | Ergebnis      | Rang   |
| ------------- | ---------- | ------------- | ------------- | ------------- | ------------- | --------------------- | ------------- | ------------ | ------------- | ------------- | ------------------ | ------------------ | ------------- | ------------- | ------------- | ------ |
| Frauen        |            |               |               |               |               |                       |               |              |               |               |                    |                    |               |               |               |        |
| Lisa Unruh    | Einzel     | 640           | 21            | Leidys Brito  | 6:4 (131:126) | Gabriela Bayardo      | 6:4 (135:133) | Cao Hui      | 6:2 (114:108) | Tan Ya-ting   | 6:5 (SO) (134:133) | Alejandra Valencia | 6:2 (105:103) | Chang Hye-jin | 2:6 (107:108) | Silber |
| Männer        |            |               |               |               |               |                       |               |              |               |               |                    |                    |               |               |               |        |
| Florian Floto | Einzel     | 677           | 11            | Samuli Piippo | 6:0 (86:74)   | Khairul Anuar Mohamad | 6:4 (136:135) | Ku Bon-chan  | 4:6 (137:141) | ausgeschieden | ausgeschieden      | ausgeschieden      | ausgeschieden | ausgeschieden | ausgeschieden | 9      |

### Boxen
| Athleten          | Wettbewerb                    | 1. Runde           | 1. Runde | Achtelfinale       | Achtelfinale  | Viertelfinale  | Viertelfinale | Halbfinale        | Halbfinale    | Finale        | Finale        | Rang   |
| Athleten          | Wettbewerb                    | Gegner             | Ergebnis | Gegner             | Ergebnis      | Gegner         | Ergebnis      | Gegner            | Ergebnis      | Gegner        | Ergebnis      | Rang   |
| ----------------- | ----------------------------- | ------------------ | -------- | ------------------ | ------------- | -------------- | ------------- | ----------------- | ------------- | ------------- | ------------- | ------ |
| Männer            |                               |                    |          |                    |               |                |               |                   |               |               |               |        |
| Hamza Touba       | Fliegengewicht bis 52 kg      | Elie Konki         | 0:3      | ausgeschieden      | ausgeschieden | ausgeschieden  | ausgeschieden | ausgeschieden     | ausgeschieden | ausgeschieden | ausgeschieden | 17     |
| Artem Harutiunian | Halbweltergewicht bis 64 kg   | –                  | –        | Arthur Biyarslanov | 2:0           | Batuhan Gözgeç | 3:0           | Lorenzo Sotomayor | 0:3           | ausgeschieden | ausgeschieden | Bronze |
| Araik Marutjan    | Weltergewicht bis 69 kg       | Gabriel Maestre    | 1:2      | ausgeschieden      | ausgeschieden | ausgeschieden  | ausgeschieden | ausgeschieden     | ausgeschieden | ausgeschieden | ausgeschieden |        |
| Serge Michel      | Halbschwergewicht bis 81 kg   | Carlos Andrés Mina | 0:3      | ausgeschieden      | ausgeschieden | ausgeschieden  | ausgeschieden | ausgeschieden     | ausgeschieden | ausgeschieden | ausgeschieden |        |
| David Graf        | Schwergewicht bis 91 kg       | Freilos            | Freilos  | Yamil Peralta      | 1:2           | ausgeschieden  | ausgeschieden | ausgeschieden     | ausgeschieden | ausgeschieden | ausgeschieden |        |
| Erik Pfeifer      | Superschwergewicht über 91 kg | Clayton Laurent    | 1:2      | ausgeschieden      | ausgeschieden | ausgeschieden  | ausgeschieden | ausgeschieden     | ausgeschieden | ausgeschieden | ausgeschieden |        |

### Fechten
| Athleten            | Wettbewerb     | 1. Runde | 1. Runde | 2. Runde             | 2. Runde | Achtelfinale    | Achtelfinale  | Viertelfinale | Viertelfinale | Halbfinale/Klassifikation | Halbfinale/Klassifikation | Finale/Platzierung | Finale/Platzierung | Rang          |
| Athleten            | Wettbewerb     | Gegner   | Ergebnis | Gegner               | Ergebnis | Gegner          | Ergebnis      | Gegner        | Ergebnis      | Gegner                    | Ergebnis                  | Gegner             | Ergebnis           | Rang          |
| ------------------- | -------------- | -------- | -------- | -------------------- | -------- | --------------- | ------------- | ------------- | ------------- | ------------------------- | ------------------------- | ------------------ | ------------------ | ------------- |
| Frauen              |                |          |          |                      |          |                 |               |               |               |                           |                           |                    |                    |               |
| Carolin Golubytskyi | Florett Einzel | Freilos  | Freilos  | Hanna Łyczbińska     | 9:14     | ausgeschieden   | ausgeschieden | ausgeschieden | ausgeschieden | ausgeschieden             | ausgeschieden             | ausgeschieden      | ausgeschieden      | ausgeschieden |
| Männer              |                |          |          |                      |          |                 |               |               |               |                           |                           |                    |                    |               |
| Peter Joppich       | Florett Einzel | Freilos  | Freilos  | Enzo Lefort          | 15:13    | Giorgio Avola   | 13:15         | ausgeschieden | ausgeschieden | ausgeschieden             | ausgeschieden             | ausgeschieden      | ausgeschieden      | ausgeschieden |
| Max Hartung         | Säbel Einzel   | Freilos  | Freilos  | Yemi Geoffrey Apithy | 15:9     | Daryl Homer     | 12:15         | ausgeschieden | ausgeschieden | ausgeschieden             | ausgeschieden             | ausgeschieden      | ausgeschieden      | ausgeschieden |
| Matyas Szabo        | Säbel Einzel   | Freilos  | Freilos  | Ali Pakdaman         | 15:11    | Pantscho Paskow | 15:6          | Daryl Homer   | 12:15         | ausgeschieden             | ausgeschieden             | ausgeschieden      | ausgeschieden      | ausgeschieden |

### Fußball
| Wettbewerb      | Frauen | Männer |
| --------------- | --- | --- |
| Athleten        | Saskia Bartusiak Melanie Behringer Laura Benkarth (TW) Sara Däbritz Lena Goeßling Josephine Henning Svenja Huth* Mandy Islacker Tabea Kemme Isabel Kerschowski Annike Krahn Simone Laudehr* Melanie Leupolz Leonie Maier Dzsenifer Marozsán Anja Mittag Babett Peter Alexandra Popp Almuth Schult (TW) | Robert Bauer Lars Bender Sven Bender Julian Brandt Max Christiansen Matthias Ginter Serge Gnabry Leon Goretzka* Timo Horn (TW) Jannik Huth (TW) Lukas Klostermann Philipp Max Max Meyer Eric Oelschlägel* (TW) Nils Petersen Grischa Prömel Davie Selke Niklas Süle Jeremy Toljan |
| Trainer         | Silvia Neid | Horst Hrubesch |
| P-Akkreditierte | Kathrin Hendrich Lina Magull Lisa Weiß (TW) | Leonardo Bittencourt Christian Günter Sebastian Kerk |
| Gruppenphase    | Simbabwe 6:1 (2:0) Australien 2:2 (1:2) Kanada 1:2 (1:1) | Mexiko 2:2 (0:0) Südkorea 3:3 (1:1) Fidschi 10:0 (6:0) |
| Viertelfinale   | Volksrepublik China 1:0 (0:0) | Portugal 4:0 (1:0) |
| Halbfinale      | Kanada 2:0 (1:0) | Nigeria 2:0 (1:0) |
| Finale          | Schweden 2:1 (0:0) | Brasilien 1:1 (0:1) n. V., 4:5 i. E. |
| Platzierung     | Gold | Silber |

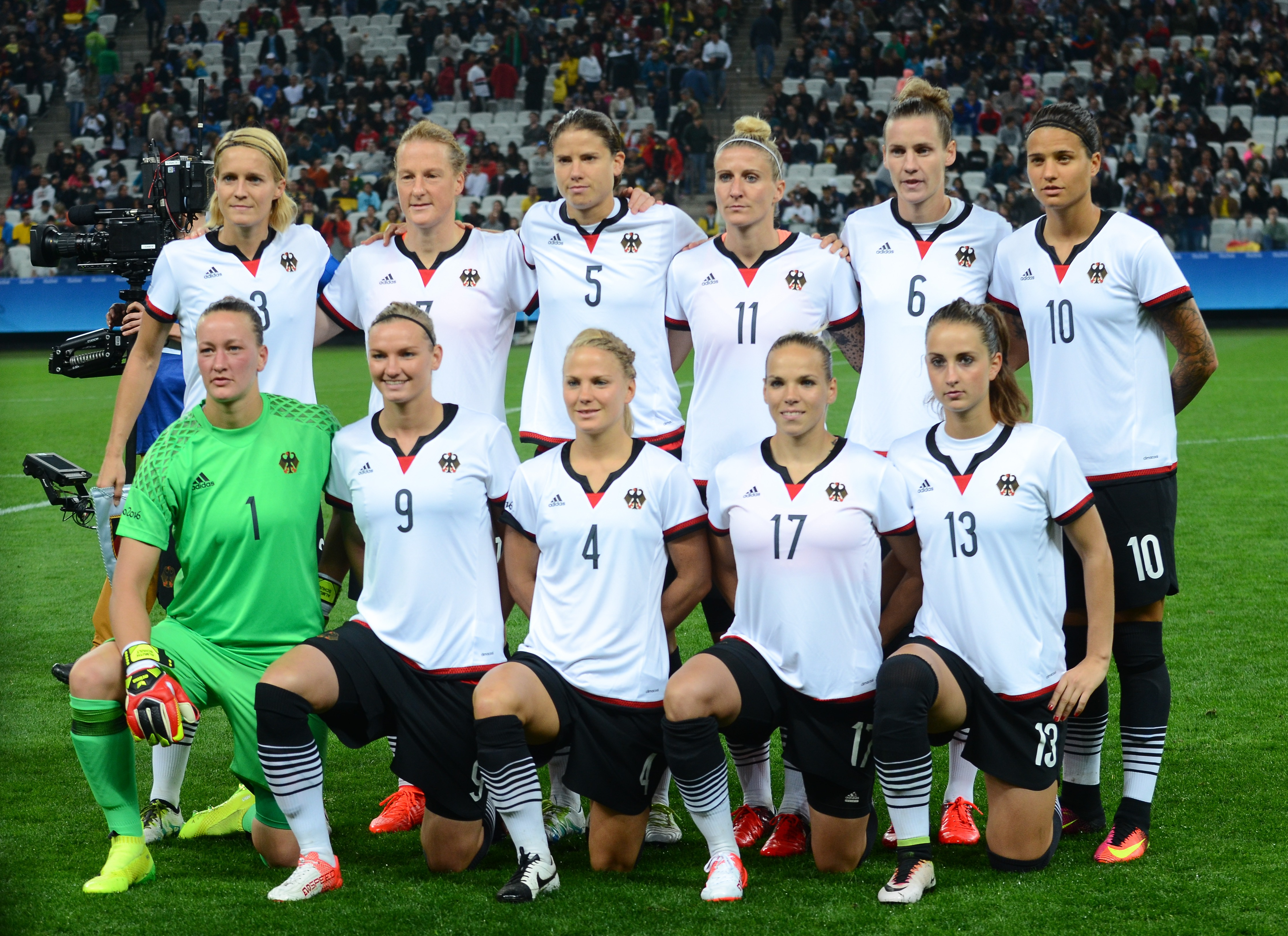
Die deutsche Frauenmannschaft vor ihrem Auftaktspiel gegen Simbabwe

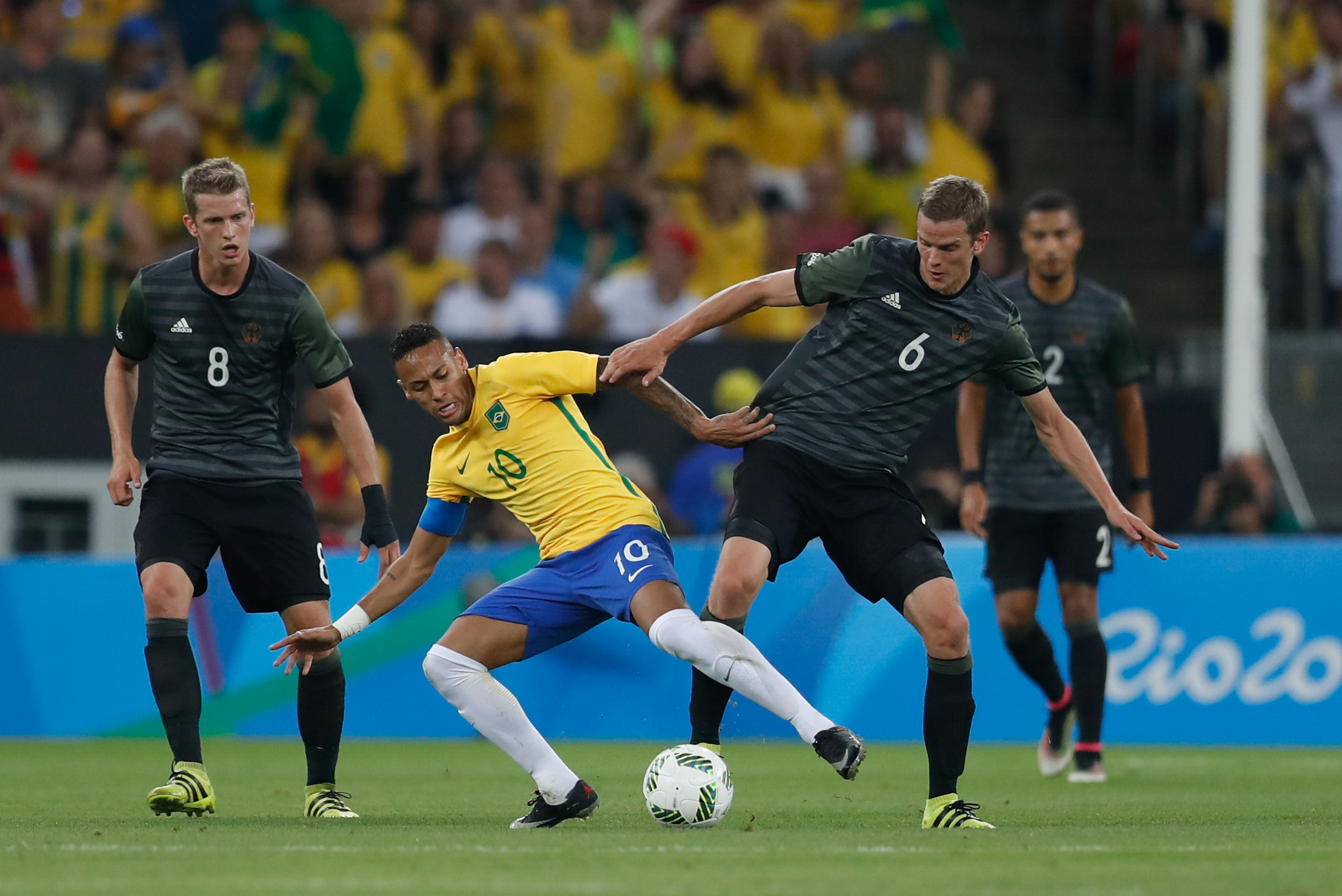
Finale der Männer: Sven Bender (6) im Zweikampf mit Neymar (10); links: Lars Bender (8), im Hintergrund: Jeremy Toljan (2)

* Die Ersatzspielerin Svenja Huth wurde nach der Gruppenphase für die verletzte Simone Laudehr akkreditiert.
* Eric Oelschlägel wurde für das Finale für den verletzten Leon Goretzka akkreditiert.

### Gewichtheben
| Athleten         | Wettbewerb         | Reißen  | Reißen | Stoßen  | Stoßen | Zweikampf | Zweikampf | Rang |
| Athleten         | Wettbewerb         | Gewicht | Rang   | Gewicht | Rang   | Gewicht   | Rang      | Rang |
| ---------------- | ------------------ | ------- | ------ | ------- | ------ | --------- | --------- | ---- |
| Frauen           |                    |         |        |         |        |           |           |      |
| Sabine Kusterer  | Klasse bis 58 kg   | 90 kg   | 9      | 110 kg  | 11     | 200 kg    | 10        | 10   |
| Männer           |                    |         |        |         |        |           |           |      |
| Nico Müller      | Klasse bis 77 kg   | 151 kg  | 11     | 181 kg  | 10     | 332 kg    | 10        | 10   |
| Jürgen Spieß     | Klasse bis 105 kg  | 170 kg  | 14     | 220 kg  | 5      | 390 kg    | 10        | 10   |
| Alexej Prochorow | Klasse über 105 kg | 180 kg  | 17     | 215 kg  | 16     | 395 kg    | 16        | 16   |
| Almir Velagic    | Klasse über 105 kg | 188 kg  | 11     | 232 kg  | 10     | 410 kg    | 9         | 9    |

### Golf
| Athleten        | Runde 1 | Runde 2 | Runde 3 | Runde 4 | Gesamt | Par | Rang |
| --------------- | ------- | ------- | ------- | ------- | ------ | --- | ---- |
| Frauen          |         |         |         |         |        |     |      |
| Sandra Gal      | 71      | 74      | 69      | 69      | 283    | −1  | 25   |
| Caroline Masson | 69      | 69      | 75      | 69      | 282    | −2  | 21   |
| Männer          |         |         |         |         |        |     |      |
| Alexander Cejka | 67      | 71      | 74      | 69      | 281    | −3  | 21   |
| Martin Kaymer   | 69      | 72      | 72      | 66      | 279    | −5  | 15   |

### Handball
| Wettbewerb       | Männer |
| ---------------- | --- |
| Athleten         | Christian Dissinger* Paul Drux Steffen Fäth* Uwe Gensheimer Patrick Groetzki* Kai Häfner Silvio Heinevetter (TW) Julius Kühn Finn Lemke Hendrik Pekeler Tobias Reichmann Martin Strobel Steffen Weinhold* Fabian Wiede Patrick Wiencek Andreas Wolff (TW) |
| Trainer          | Dagur Sigurðsson ( Island) |
| Gruppenphase     | Schweden 32:29 (18:15) Polen 32:29 (16:14) Brasilien 30:33 (16:17) Slowenien 28:25 (11:12) Ägypten 31:25 (15:12) |
| Viertelfinale    | Katar 34:22 (16:12) |
| Halbfinale       | Frankreich 28:29 (13:16) |
| Spiel um Platz 3 | Polen 31:25 (17:13) |
| Platzierung      | Bronze |

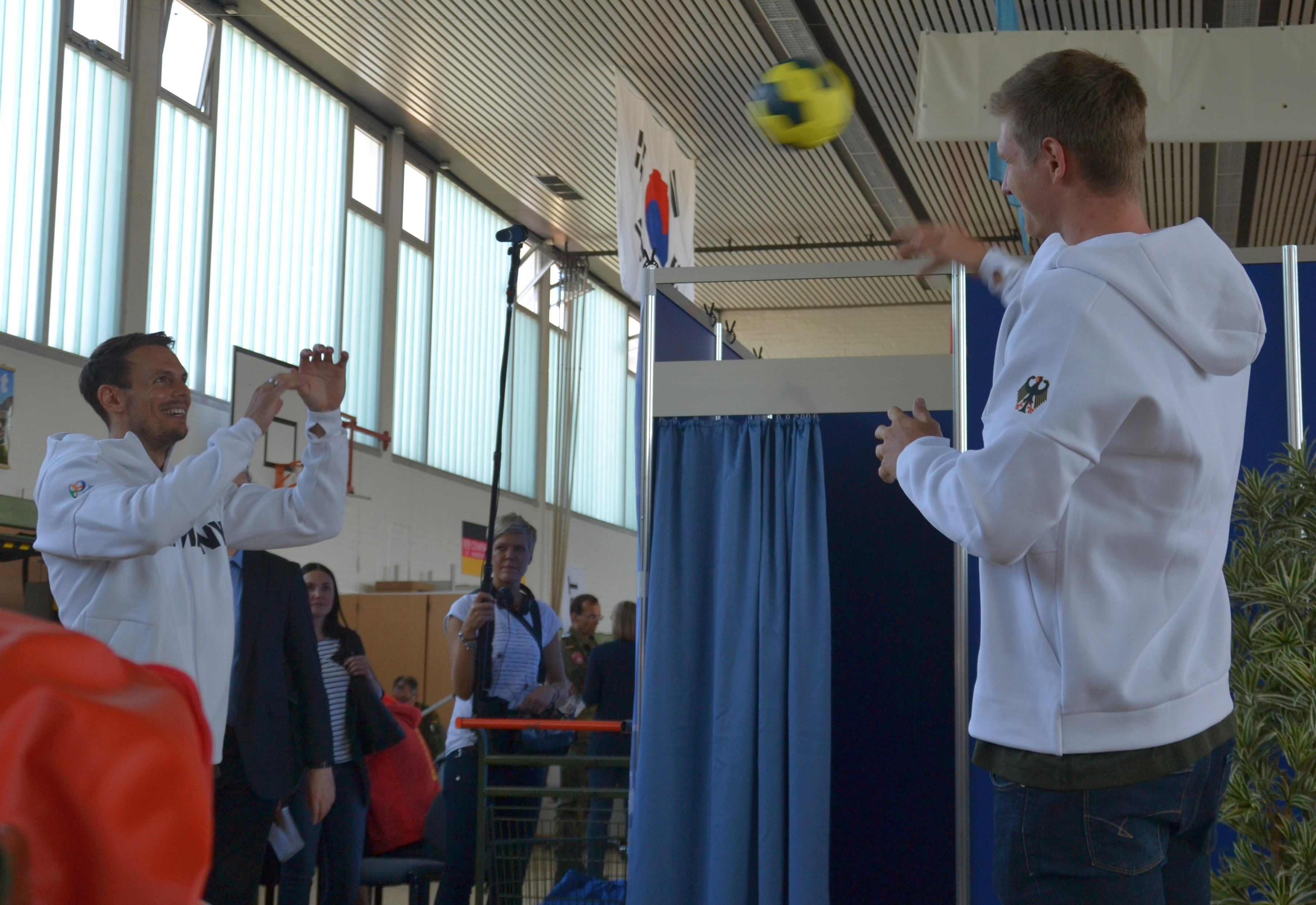
Kai Häfner und Finn Lemke bei der Olympiaeinkleidung

* Als Ersatzspieler (sogenannte Alternate Athletes) wurden Steffen Fäth und Steffen Weinhold benannt. Steffen Weinhold wurde nach dem zweiten Vorrundenspiel anstelle des verletzten Patrick Groetzki und Steffen Fäth nach der Vorrunde für den verletzten Christian Dissinger akkreditiert.

### Hockey
| Wettbewerb       | Frauen | Männer |
| ---------------- | --- | --- |
| Athleten         | Lisa Altenburg Franzisca Hauke Hannah Krüger Nike Lorenz Marie Mävers Julia Müller Janne Müller-Wieland Pia-Sophie Oldhafer Selin Oruz Katharina Otte* Cécile Pieper Kristina Reynolds (TW) Anne Schröder Lisa Schütze Annika Sprink* Charlotte Stapenhorst Jana Teschke | Linus Butt Florian Fuchs Moritz Fürste Mats Grambusch Tom Grambusch Martin Häner Tobias Hauke Timm Herzbruch Nicolas Jacobi (TW) Mathias Müller Timur Oruz Christopher Rühr Moritz Trompertz Niklas Wellen Christopher Wesley Martin Zwicker |
| P-Akkreditierte  | Yvonne Frank (TW) | Oskar Deecke Oliver Korn |
| Trainer          | Jamilon Mülders | Valentin Altenburg |
| Gruppenphase     | Volksrepublik China 1:1 (1:1) Neuseeland 2:1 (1:1) Südkorea 2:0 (0:0) Spanien 1:2 (1:2) Niederlande 0:2 (0:1) | Kanada 6:2 (4:1) Indien 2:1 (1:1) Irland 3:2 (1:1) Argentinien 4:4 (2:3) Niederlande 2:1 (1:0) |
| Viertelfinale    | Vereinigte Staaten 2:1 (2:0) | Neuseeland 3:2 (0:1) |
| Halbfinale       | Niederlande 1:1 (1:1), 3:4 n. S. | Argentinien 2:5 (0:3) |
| Spiel um Platz 3 | Neuseeland 2:1 (0:0) | Niederlande 1:1 (0:0), 4:3 n. S. |
| Platzierung      | Bronze | Bronze |

* Die Ersatzspielerin Katharina Otte wurde für das Spiel um den dritten Platz für die verletzte Annika Marie Sprink akkreditiert.

### Judo
| Athleten              | Wettbewerb  | 1. Runde      | 1. Runde         | 2. Runde             | 2. Runde      | Viertelfinale | Viertelfinale | Halbfinale/Trostrunde | Halbfinale/Trostrunde | Finale/Platz 3 | Finale/Platz 3   | Rang   |
| Athleten              | Wettbewerb  | Gegner        | Ergebnis         | Gegner               | Ergebnis      | Gegner        | Ergebnis      | Gegner                | Ergebnis              | Gegner         | Ergebnis         | Rang   |
| --------------------- | ----------- | ------------- | ---------------- | -------------------- | ------------- | ------------- | ------------- | --------------------- | --------------------- | -------------- | ---------------- | ------ |
| Frauen                |             |               |                  |                      |               |               |               |                       |                       |                |                  |        |
| Mareen Kräh           | bis 52 kg   | D. Skrypnik   | 011s2:001s2      | O. Giuffrida         | 000s1:001s3   | ausgeschieden | ausgeschieden | ausgeschieden         | ausgeschieden         | ausgeschieden  | ausgeschieden    | 9      |
| Miryam Roper Yearwood | bis 57 kg   | R. Silva      | 000s0:100s0      | ausgeschieden        | ausgeschieden | ausgeschieden | ausgeschieden | ausgeschieden         | ausgeschieden         | ausgeschieden  | ausgeschieden    | 17     |
| Martyna Trajdos       | bis 63 kg   | Freilos       | Freilos          | M. Silva             | 000s3:000s1   | ausgeschieden | ausgeschieden | ausgeschieden         | ausgeschieden         | ausgeschieden  | ausgeschieden    | 9      |
| Laura Vargas Koch     | bis 70 kg   | Freilos       | Freilos          | A. Moreira de Fátima | 100s0:000H    | B. Graf       | 100s0:000s0   | H. Tachimoto          | 000s0:010s2           | M. Bernabéu    | 010s0:000s0 (GS) | Bronze |
| Luise Malzahn         | bis 78 kg   | Freilos       | Freilos          | D. Pogorzelec        | 000s1:000s2   | M. Aguiar     | 000s1:000s0   | N. Powell             | 100s1:000s0           | A. Velenšek    | 000s1:100s0      | 5      |
| Jasmin Külbs          | über 78 kg  | K. Chibisova  | 000s0:101s1      | ausgeschieden        | ausgeschieden | ausgeschieden | ausgeschieden | ausgeschieden         | ausgeschieden         | ausgeschieden  | ausgeschieden    | 17     |
| Männer                |             |               |                  |                      |               |               |               |                       |                       |                |                  |        |
| Tobias Englmaier      | bis 60 kg   | F. Garrigós   | 001s3:000s1      | F. Kitadai           | 000s1:001s2   | ausgeschieden | ausgeschieden | ausgeschieden         | ausgeschieden         | ausgeschieden  | ausgeschieden    | 9      |
| Sebastian Seidl       | bis 66 kg   | F. Basile     | 000s0:100s0      | ausgeschieden        | ausgeschieden | ausgeschieden | ausgeschieden | ausgeschieden         | ausgeschieden         | ausgeschieden  | ausgeschieden    | 17     |
| Igor Wandtke          | bis 73 kg   | J. Deprez     | 000s0:000s1      | S. Muki              | 000s2:010s3   | ausgeschieden | ausgeschieden | ausgeschieden         | ausgeschieden         | ausgeschieden  | ausgeschieden    | 9      |
| Sven Maresch          | bis 81 kg   | S. Toma       | 000s4:101s2      | ausgeschieden        | ausgeschieden | ausgeschieden | ausgeschieden | ausgeschieden         | ausgeschieden         | ausgeschieden  | ausgeschieden    | 17     |
| Marc Odenthal         | bis 90 kg   | M. Baker      | 000s0:100s0      | ausgeschieden        | ausgeschieden | ausgeschieden | ausgeschieden | ausgeschieden         | ausgeschieden         | ausgeschieden  | ausgeschieden    | 17     |
| Karl-Richard Frey     | bis 100 kg  | M. Cirjenics  | 100s0:000s0 (GS) | N.S. Yan             | 100s0:000s0   | A. Bloschenko | 000s0:011s2   | R. Darwish            | 100s1:000s1           | C. Maret       | 000s0:100s0      | 5      |
| André Breitbarth      | über 100 kg | J. Krakowezki | 000s1:100s1      | ausgeschieden        | ausgeschieden | ausgeschieden | ausgeschieden | ausgeschieden         | ausgeschieden         | ausgeschieden  | ausgeschieden    | 17     |

### Kanu

#### Kanurennsport
| Athleten                                                       | Wettbewerb | Vorlauf      | Vorlauf | Halbfinale   | Halbfinale | Finale        | Finale        | Rang          |
| Athleten                                                       | Wettbewerb | Zeit         | Rang    | Zeit         | Rang       | Zeit          | Rang          | Rang          |
| -------------------------------------------------------------- | ---------- | ------------ | ------- | ------------ | ---------- | ------------- | ------------- | ------------- |
| Frauen                                                         |            |              |         |              |            |               |               |               |
| Conny Waßmuth                                                  | K-1 200 m  | 41,972 s     | 5       | 41,725 s     | 6          | ausgeschieden | ausgeschieden | ausgeschieden |
| Franziska Weber                                                | K-1 500 m  | 1:56,601 min | 4       | 1:56,515 min | 1          | 1:54,553 min  | 5             | 5             |
| Tina Dietze Franziska Weber                                    | K-2 500 m  | 1:42,184 min | 1       | –            | –          | 1:43,738 min  | 2             | Silber        |
| Tina Dietze Sabrina Hering Steffi Kriegerstein Franziska Weber | K-4 500 m  | 1:33,185 min | 3       | 1:34,710 min | 1          | 1:15,094 min  | 2             | Silber        |
| Männer                                                         |            |              |         |              |            |               |               |               |
| Ronald Rauhe                                                   | K-1 200 m  | 34,350 s     | 3       | 34,180 s     | 3          | 35,662 s      | 3             | Bronze        |
| Tom Liebscher Ronald Rauhe                                     | K-2 200 m  | 31,572 s     | 4       | 32,061 s     | 2          | 32,488 s      | 5             | 5             |
| Max Hoff                                                       | K-1 1000 m | 3:33,585 min | 2       | 3:36,136 min | 2          | 3:37,581 min  | 7             | 7             |
| Marcus Groß Max Rendschmidt                                    | K-2 1000 m | 3:19,258 min | 1       | –            | –          | 3:10,781 min  | 1             | Gold          |
| Marcus Groß Max Hoff Tom Liebscher Max Rendschmidt             | K-4 1000 m | 2:52,836 min | 1       | –            | –          | 3:02,143 min  | 1             | Gold          |
| Stefan Kiraj                                                   | C-1 200 m  | 41,198 s     | 5       | 43,171 s     | 6          | ausgeschieden | ausgeschieden | ausgeschieden |
| Sebastian Brendel                                              | C-1 1000 m | 3:58,044 min | 1       | –            | –          | 3:56,926 min  | 1             | Gold          |
| Sebastian Brendel Jan Vandrey                                  | C-2 1000 m | 3:33,482 min | 2       | −            | −          | 3:43,912 min  | 1             | Gold          |

#### Kanuslalom

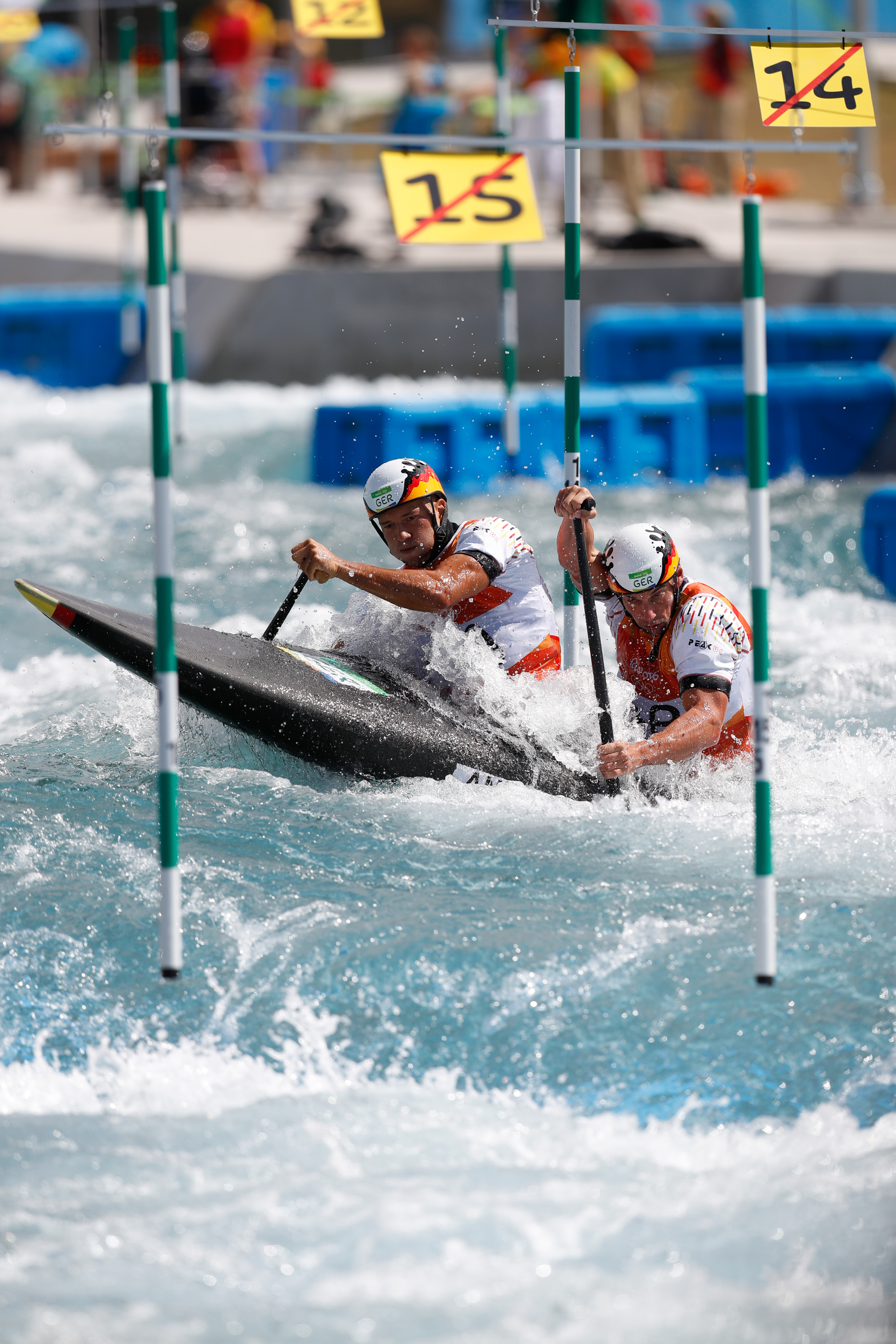
Anton/Benzien während des olympischen Wettkampfs

| Athleten                | Wettbewerb | Vorlauf  | Vorlauf | Halbfinale | Halbfinale | Finale   | Finale | Rang |
| Athleten                | Wettbewerb | Zeit     | Rang    | Zeit       | Rang       | Zeit     | Rang   | Rang |
| ----------------------- | ---------- | -------- | ------- | ---------- | ---------- | -------- | ------ | ---- |
| Frauen                  |            |          |         |            |            |          |        |      |
| Melanie Pfeifer         | K-1        | 107,30 s | 14      | 108,58 s   | 10         | 106,89 s | 7      | 7    |
| Männer                  |            |          |         |            |            |          |        |      |
| Hannes Aigner           | K-1        | 87,31 s  | 3       | 91,87 s    | 6          | 89,02 s  | 4      | 4    |
| Sideris Tasiadis        | C-1        | 92,23 s  | 1       | 95,63 s    | 1          | 97,90 s  | 5      | 5    |
| Franz Anton Jan Benzien | C-2        | 103,43 s | 5       | 107,93 s   | 1          | 103,58 s | 4      | 4    |

### Leichtathletik

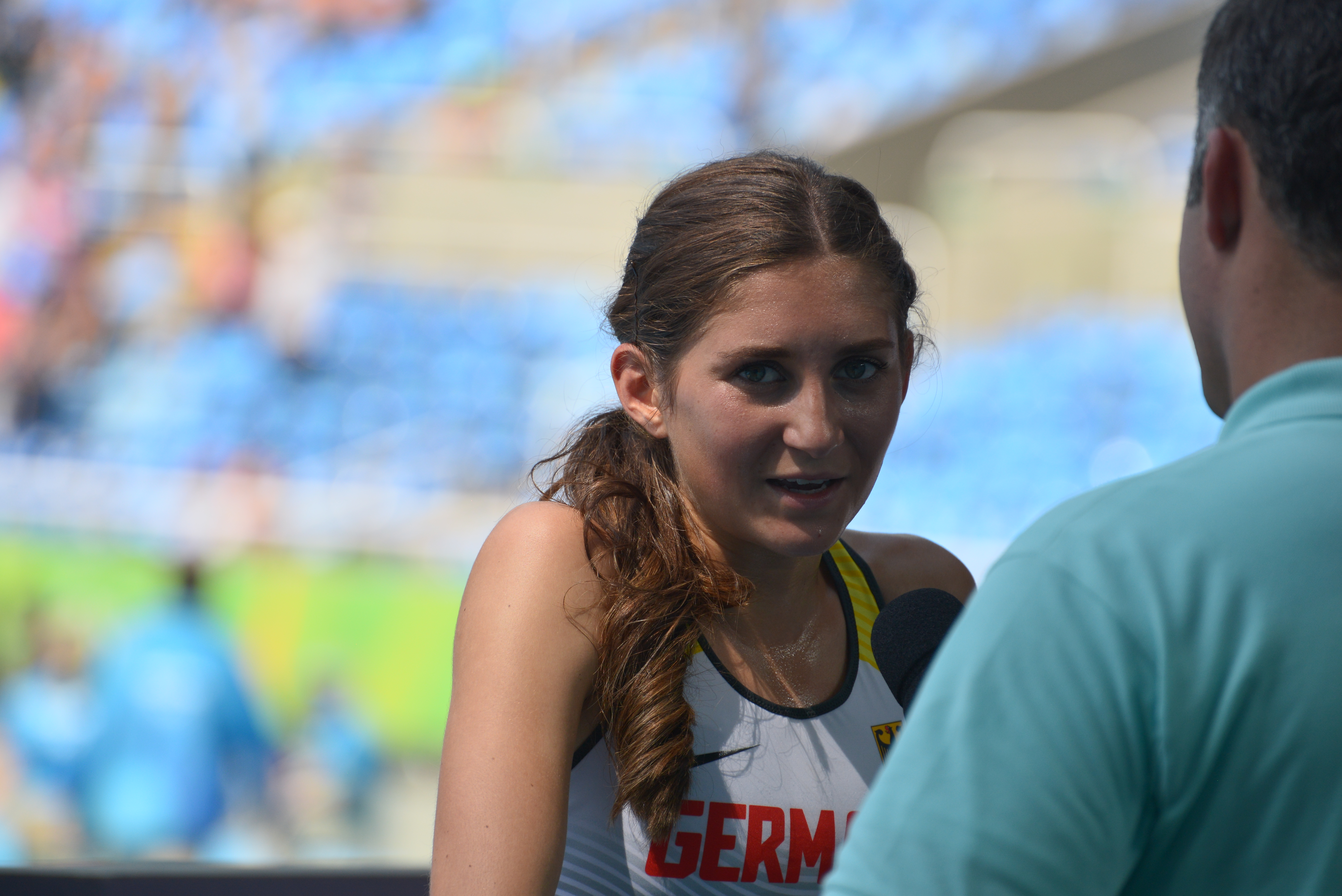
Gesa Felicitas Krause bei einem Interview nach dem Finale im 3000-Meter-Hindernislauf

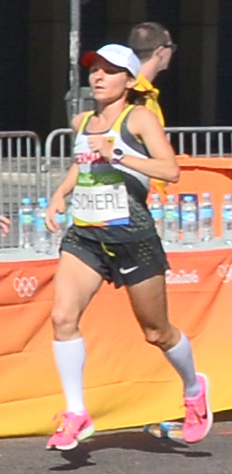
Anja Scherl beim Marathonlauf der Olympischen Spiele in Rio 2016

Laufen und Gehen 
| Athleten | Wettbewerb        | Runde 1      | Runde 1 | Halbfinale    | Halbfinale    | Finale        | Finale        | Rang |
| Athleten | Wettbewerb        | Zeit         | Rang    | Zeit          | Rang          | Zeit          | Rang          | Rang |
| --- | ----------------- | ------------ | ------- | ------------- | ------------- | ------------- | ------------- | ---- |
| Frauen |                   |              |         |               |               |               |               |      |
| Rebekka Haase | 100 m             | 11,47 s      | 32      | ausgeschieden | ausgeschieden | ausgeschieden | ausgeschieden | 32   |
| Tatjana Pinto | 100 m             | 11,31 s      | 17      | 11,32 s       | 21            | ausgeschieden | ausgeschieden | 21   |
| Nadine Gonska | 200 m             | 23,03 s      | 31      | ausgeschieden | ausgeschieden | ausgeschieden | ausgeschieden | 31   |
| Gina Lückenkemper | 200 m             | 22,80 s      | 19      | 22,73 s       | 14            | ausgeschieden | ausgeschieden | 14   |
| Lisa Mayer | 200 m             | 22,86 s      | 21      | 22,90 s       | 19            | ausgeschieden | ausgeschieden | 19   |
| Ruth Spelmeyer | 400 m             | 51,43 s      | 13      | 51,61 s       | 16            | ausgeschieden | ausgeschieden | 16   |
| Christina Hering | 800 m             | 2:01,04 min  | 33      | ausgeschieden | ausgeschieden | ausgeschieden | ausgeschieden | 33   |
| Fabienne Kohlmann | 800 m             | 2:05,36 min  | 55      | ausgeschieden | ausgeschieden | ausgeschieden | ausgeschieden | 55   |
| Konstanze Klosterhalfen | 1500 m            | 4:11,76 min  | 29      | 4:07,26 min   | 16            | ausgeschieden | ausgeschieden | 16   |
| Diana Sujew | 1500 m            | 4:09,07 min  | 18      | 4:10,15 min   | 20            | ausgeschieden | ausgeschieden | 20   |
| Anna Hahner | Marathon          | –            | –       | –             | –             | 2:45:32 h     | 81            | 81   |
| Lisa Hahner | Marathon          | –            | –       | –             | –             | 2:45:33 h     | 82            | 82   |
| Anja Scherl | Marathon          | –            | –       | –             | –             | 2:37:23 h     | 44            | 44   |
| Pamela Dutkiewicz | 100 m Hürden      | 12,90 s      | 17      | 12,92 s       | 12            | ausgeschieden | ausgeschieden | 12   |
| Nadine Hildebrand | 100 m Hürden      | 12,84 s      | 9       | 12,95 s       | 14            | ausgeschieden | ausgeschieden | 14   |
| Cindy Roleder | 100 m Hürden      | 12,86 s      | 12      | 12,69 s       | 5             | 12,74 s       | 5             | 5    |
| Jackie Baumann | 400 m Hürden      | 59,04 s      | 42      | ausgeschieden | ausgeschieden | ausgeschieden | ausgeschieden | 42   |
| Gesa Felicitas Krause | 3000 m Hindernis  | 9:19,70 min  | 6       | –             | –             | 9:18,41 min   | 6             | 6    |
| Sanaa Koubaa | 3000 m Hindernis  | 9:35,15 min  | 27      | –             | –             | ausgeschieden | ausgeschieden | 27   |
| Maya Rehberg | 3000 m Hindernis  | 9:51,73 min  | 44      | –             | –             | ausgeschieden | ausgeschieden | 44   |
| Alexandra Burghardt Rebekka Haase Yasmin Kwadwo Gina Lückenkemper Lisa Mayer Tatjana Pinto                                                                                           | 4 × 100-m-Staffel | 42,18 s      | 3       | –             | –             | 42,10 s       | 4             | 4    |
| Daniela Ferenz (kein Einsatz) Lara Hoffmann Laura Müller Friederike Möhlenkamp Ruth Spelmeyer                                                                                        | 4 × 400-m-Staffel | 3:26,02 min  | 9       | –             | –             | ausgeschieden | ausgeschieden | 9    |
| Männer |                   |              |         |               |               |               |               |      |
| Lucas Jakubczyk | 100 m             | 10,29 s      | 40      | ausgeschieden | ausgeschieden | ausgeschieden | ausgeschieden | 40   |
| Julian Reus | 100 m             | 10,34 s      | 45      | ausgeschieden | ausgeschieden | ausgeschieden | ausgeschieden | 45   |
| Robin Erewa | 200 m             | 20,61 s      | 45      | ausgeschieden | ausgeschieden | ausgeschieden | ausgeschieden | 45   |
| Aleixo-Platini Menga | 200 m             | 20,80 s      | 61      | ausgeschieden | ausgeschieden | ausgeschieden | ausgeschieden | 61   |
| Julian Reus | 200 m             | 20,39 s      | 24      | ausgeschieden | ausgeschieden | ausgeschieden | ausgeschieden | 24   |
| Homiyu Tesfaye | 1500 m            | 3:47,44 min  | 31      | 3:40,76 min   | 8             | ausgeschieden | ausgeschieden | 8    |
| Florian Orth | 5000 m            | 13:28,88 min | 21      | –             | –             | ausgeschieden | ausgeschieden | 21   |
| Richard Ringer | 5000 m            | 14:05,01 min | 38      | ausgeschieden | ausgeschieden | ausgeschieden | ausgeschieden | 38   |
| Julian Flügel* | Marathon          | –            | –       | –             | –             | 2:20:47 h     | 71            | 71   |
| Philipp Pflieger | Marathon          | –            | –       | –             | –             | 2:18:56 h     | 55            | 55   |
| Nils Brembach | 20 km Gehen       | –            | –       | –             | –             | 1:23:46 h     | 38            | 38   |
| Christopher Linke | 20 km Gehen       | –            | –       | –             | –             | 1:20:00 h     | 5             | 5    |
| Hagen Pohle | 20 km Gehen       | –            | –       | –             | –             | 1:21:44 h     | 18            | 18   |
| Carl Dohmann | 50 km Gehen       | –            | –       | –             | –             | nicht beendet | nicht beendet | –    |
| Hagen Pohle | 50 km Gehen       | –            | –       | –             | –             | nicht beendet | nicht beendet | –    |
| Matthias Bühler | 110 m Hürden      | 13,90 s      | 33      | ausgeschieden | ausgeschieden | ausgeschieden | ausgeschieden | 33   |
| Alexander John | 110 m Hürden      | 14,13 s      | 34      | ausgeschieden | ausgeschieden | ausgeschieden | ausgeschieden | 34   |
| Gregor Traber | 110 m Hürden      | 13,50 s      | 8       | 13,43 s       | 9             | ausgeschieden | ausgeschieden | 9    |
| Robert Hering Lucas Jakubczyk Sven Knipphals Julian Reus Robin Erewa (kein Einsatz) Alexander Kosenkow (kein Einsatz) Aleixo-Platini Menga (kein Einsatz) Roy Schmidt (kein Einsatz) | 4 × 100-m-Staffel | 38,26 s      | 9       | –             | –             | ausgeschieden | ausgeschieden | 9    |

Der bereits nominierte Marathonläufer Arne Gabius nahm verletzungsbedingt nicht teil.
 Springen und Werfen 
| Athleten                   | Wettbewerb     | Qualifikation | Qualifikation | Finale        | Finale        | Rang   |
| Athleten                   | Wettbewerb     | Weite/Höhe    | Rang          | Weite/Höhe    | Rang          | Rang   |
| -------------------------- | -------------- | ------------- | ------------- | ------------- | ------------- | ------ |
| Frauen                     |                |               |               |               |               |        |
| Marie-Laurence Jungfleisch | Hochsprung     | 1,94 m        | 12            | 1,93 m        | 7             | 7      |
| Annika Roloff              | Stabhochsprung | 4,45 m        | 21            | ausgeschieden | ausgeschieden | 21     |
| Lisa Ryzih                 | Stabhochsprung | 4,60 m        | 2             | 4,50 m        | 10            | 10     |
| Martina Strutz             | Stabhochsprung | 4,60 m        | 7             | 4,60 m        | 9             | 9      |
| Malaika Mihambo            | Weitsprung     | 6,82 m        | 2             | 6,95 m        | 4             | 4      |
| Sosthene Moguenara         | Weitsprung     | 6,55 m        | 11            | 6,61 m        | 10            | 10     |
| Alexandra Wester           | Weitsprung     | 5,98 m        | 34            | ausgeschieden | ausgeschieden | 34     |
| Jenny Elbe                 | Dreisprung     | 14,02 m       | 13            | ausgeschieden | ausgeschieden | 13     |
| Kristin Gierisch           | Dreisprung     | 14,26 m       | 4             | 13,96 m       | 11            | 11     |
| Sara Gambetta              | Kugelstoßen    | 17,24 m       | 20            | ausgeschieden | ausgeschieden | 20     |
| Christina Schwanitz        | Kugelstoßen    | 19,18 m       | 2             | 19,03 m       | 6             | 6      |
| Lena Urbaniak              | Kugelstoßen    | 16,62 m       | 30            | ausgeschieden | ausgeschieden | 30     |
| Shanice Craft              | Diskuswurf     | 60,23 m       | 12            | 59,83 m       | 11            | 11     |
| Julia Fischer              | Diskuswurf     | 61,83 m       | 9             | 62,67 m       | 9             | 9      |
| Nadine Müller              | Diskuswurf     | 63,67 m       | 5             | 63,13 m       | 6             | 6      |
| Betty Heidler              | Hammerwurf     | 71,17 m       | 6             | 73,71 m       | 4             | 4      |
| Kathrin Klaas              | Hammerwurf     | 67,92 m       | 18            | ausgeschieden | ausgeschieden | 18     |
| Charlene Woitha            | Hammerwurf     | 62,50 m       | 29            | ausgeschieden | ausgeschieden | 29     |
| Christin Hussong           | Speerwurf      | 62,17 m       | 11            | 57,70 m       | 12            | 12     |
| Christina Obergföll        | Speerwurf      | 62,18 m       | 10            | 62,94 m       | 8             | 8      |
| Linda Stahl                | Speerwurf      | 63,95 m       | 4             | 59,71 m       | 11            | 11     |
| Männer                     |                |               |               |               |               |        |
| Eike Onnen                 | Hochsprung     | 2,26 m        | 24            | ausgeschieden | ausgeschieden | 24     |
| Mateusz Przybylko          | Hochsprung     | 2,22 m        | 28            | ausgeschieden | ausgeschieden | 28     |
| Karsten Dilla              | Stabhochsprung | 5,30 m        | 28            | ausgeschieden | ausgeschieden | 28     |
| Raphael Holzdeppe          | Stabhochsprung | 5,45 m        | 26            | ausgeschieden | ausgeschieden | 26     |
| Tobias Scherbarth          | Stabhochsprung | 5,45 m        | 25            | ausgeschieden | ausgeschieden | 25     |
| Alyn Camara                | Weitsprung     | 5,16 m        | 30            | ausgeschieden | ausgeschieden | 30     |
| Fabian Heinle              | Weitsprung     | 7,79 m        | 18            | ausgeschieden | ausgeschieden | 18     |
| Max Heß                    | Dreisprung     | 16,56 m       | 15            | ausgeschieden | ausgeschieden | 15     |
| Tobias Dahm                | Kugelstoßen    | 19,62 m       | 22            | ausgeschieden | ausgeschieden | 22     |
| David Storl                | Kugelstoßen    | 20,47 m       | 10            | 20,64 m       | 7             | 7      |
| Robert Harting             | Diskuswurf     | 62,21 m       | 15            | ausgeschieden | ausgeschieden | 15     |
| Christoph Harting          | Diskuswurf     | 65,41 m       | 3             | 68,37 m       | 1             | Gold   |
| Daniel Jasinski            | Diskuswurf     | 62,83 m       | 11            | 67,05 m       | 3             | Bronze |
| Thomas Röhler              | Speerwurf      | 83,01 m       | 9             | 90,30 m       | 1             | Gold   |
| Johannes Vetter            | Speerwurf      | 85,96 m       | 2             | 85,32 m       | 4             | 4      |
| Julian Weber               | Speerwurf      | 84,46 m       | 3             | 81,36 m       | 9             | 9      |

 Mehrkampf 
| Athletinnen        | 100 m Hürden | 100 m Hürden | Hochsprung | Hochsprung | Kugelstoßen | Kugelstoßen | 200 m   | 200 m  | Weitsprung | Weitsprung | Speerwurf | Speerwurf | 800 m       | 800 m  | Punkte | Rang |
| Athletinnen        | Zeit         | Punkte       | Höhe       | Punkte     | Weite       | Punkte      | Zeit    | Punkte | Weite      | Punkte     | Weite     | Punkte    | Zeit        | Punkte | Punkte | Rang |
| ------------------ | ------------ | ------------ | ---------- | ---------- | ----------- | ----------- | ------- | ------ | ---------- | ---------- | --------- | --------- | ----------- | ------ | ------ | ---- |
| Siebenkampf Frauen |              |              |            |            |             |             |         |        |            |            |           |           |             |        |        |      |
| Jennifer Oeser     | 13,69 s      | 1023         | 1,86 m     | 1054       | 14,28 m     | 813         | 24,99 s | 888    | 6,19 m     | 908        | 47,22 m   | 806       | 2:13,82 min | 909    | 6401   | 9    |
| Claudia Rath       | 13,63 s      | 1031         | 1,74 m     | 903        | 12,83 m     | 716         | 24,48 s | 935    | 6,55 m     | 1023       | 39,39 m   | 656       | 2:07,22 min | 1006   | 6270   | 14   |
| Carolin Schäfer    | 13,12 s      | 1106         | 1,83 m     | 1016       | 14,57 m     | 832         | 23,99 s | 982    | 6,20 m     | 912        | 47,99 m   | 821       | 2:16,52 min | 871    | 6540   | 5    |

| Athleten         | 100 m   | 100 m | Weitsprung | Weitsprung | Kugelstoßen | Kugelstoßen | Hochsprung | Hochsprung | 400 m      | 400 m      | 110 m Hürden | 110 m Hürden | Diskuswurf | Diskuswurf | Stabhochsprung | Stabhochsprung | Speerwurf  | Speerwurf  | 1500 m      | 1500 m     | Punkte     | Rang       |
| Athleten         | Zeit    | Pkte. | Weite      | Pkte.      | Weite       | Pkte.       | Höhe       | Pkte.      | Zeit       | Pkte.      | Zeit         | Pkte.        | Weite      | Pkte.      | Höhe           | Pkte.          | Weite      | Pkte.      | Zeit        | Pkte.      | Punkte     | Rang       |
| ---------------- | ------- | ----- | ---------- | ---------- | ----------- | ----------- | ---------- | ---------- | ---------- | ---------- | ------------ | ------------ | ---------- | ---------- | -------------- | -------------- | ---------- | ---------- | ----------- | ---------- | ---------- | ---------- |
| Zehnkampf Männer |         |       |            |            |             |             |            |            |            |            |              |              |            |            |                |                |            |            |             |            |            |            |
| Arthur Abele     | 10,87 s | 890   | 6,97 m     | 807        | 15,03 m     | 792         | 1,98 m     | 785        | 49,02 s    | 860        | 14,12 s      | 959          | 44,66 m    | 760        | 4,50 m         | 760            | 64,13 m    | 800        | 4:53,07 min | 600        | 8013       | 15         |
| Rico Freimuth    | 10,73 s | 922   | 7,17 m     | 854        | 13,27 m     | 684         | aufgegeben | aufgegeben | aufgegeben | aufgegeben | aufgegeben   | aufgegeben   | aufgegeben | aufgegeben | aufgegeben     | aufgegeben     | aufgegeben | aufgegeben | aufgegeben  | aufgegeben | aufgegeben | aufgegeben |
| Kai Kazmirek     | 10,78 s | 910   | 7,69 m     | 982        | 14,20 m     | 741         | 2,10 m     | 896        | 46,75 s    | 971        | 14,62        | 896          | 43,25 m    | 731        | 5,00 m         | 910            | 64,60 m    | 807        | 4:31,25 min | 736        | 8580       | 4          |

* für den verletzten Hendrik Pfeiffer nachgerückt
Vorbehaltlich zusätzlicher Einladungen durch den Weltverband IAAF wurden Maren Kock, Diana Sujew und Timo Benitz jeweils über 1500 Meter, Charlene Woitha im Hammerwurf und Tobias Giehl über 400 Meter Hürden auf Abruf nominiert. Diese Einladungen wurden jedoch nicht ausgesprochen. Diana Sujew und Charlene Woitha erhielten nachträglich Starterlaubnis.

### Moderner Fünfkampf
| Athleten            | Fechten | Fechten | Schwimmen   | Schwimmen | Reiten     | Reiten | Combined     | Combined | Punkte | Rang |
| Athleten            | Bilanz  | Punkte  | Zeit        | Punkte    | Zeit       | Punkte | Zeit         | Punkte   | Punkte | Rang |
| ------------------- | ------- | ------- | ----------- | --------- | ---------- | ------ | ------------ | -------- | ------ | ---- |
| Frauen              |         |         |             |           |            |        |              |          |        |      |
| Lena Schöneborn     | 24:11   | 244     | 2:21,74 min | 275       | eliminiert | 0      | 12:54,21 min | 526      | 1045   | 31   |
| Annika Schleu       | 17:18   | 202     | 2:19,34 min | 282       | 68,06 s    | 293    | 12:21,95 min | 559      | 1336   | 4    |
| Männer              |         |         |             |           |            |        |              |          |        |      |
| Patrick Dogue       | 23:12   | 240     | 2:07,65 min | 318       | 12         | 288    | 11:23,36 min | 617      | 1463   | 6    |
| Christian Zillekens | 16:19   | 196     | 2:06,24 min | 322       | 28         | 286    | 11:27,45 min | 613      | 1417   | 21   |

### Radsport

#### Bahn

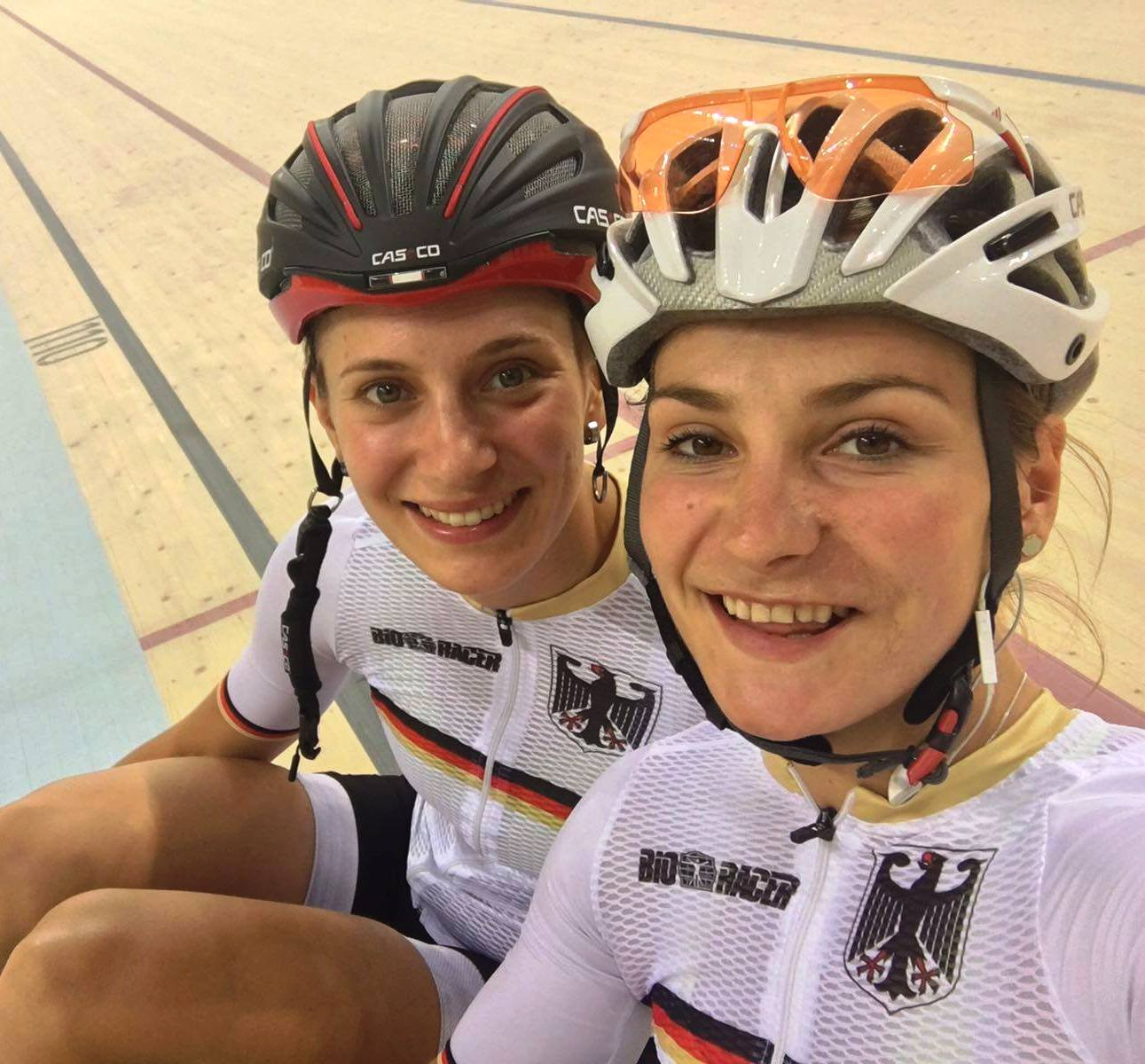
Miriam Welte (l.) und Kristina Vogel beim Training im Rio Olympic Velodrome, wenige Tage vor Beginn der Spiele

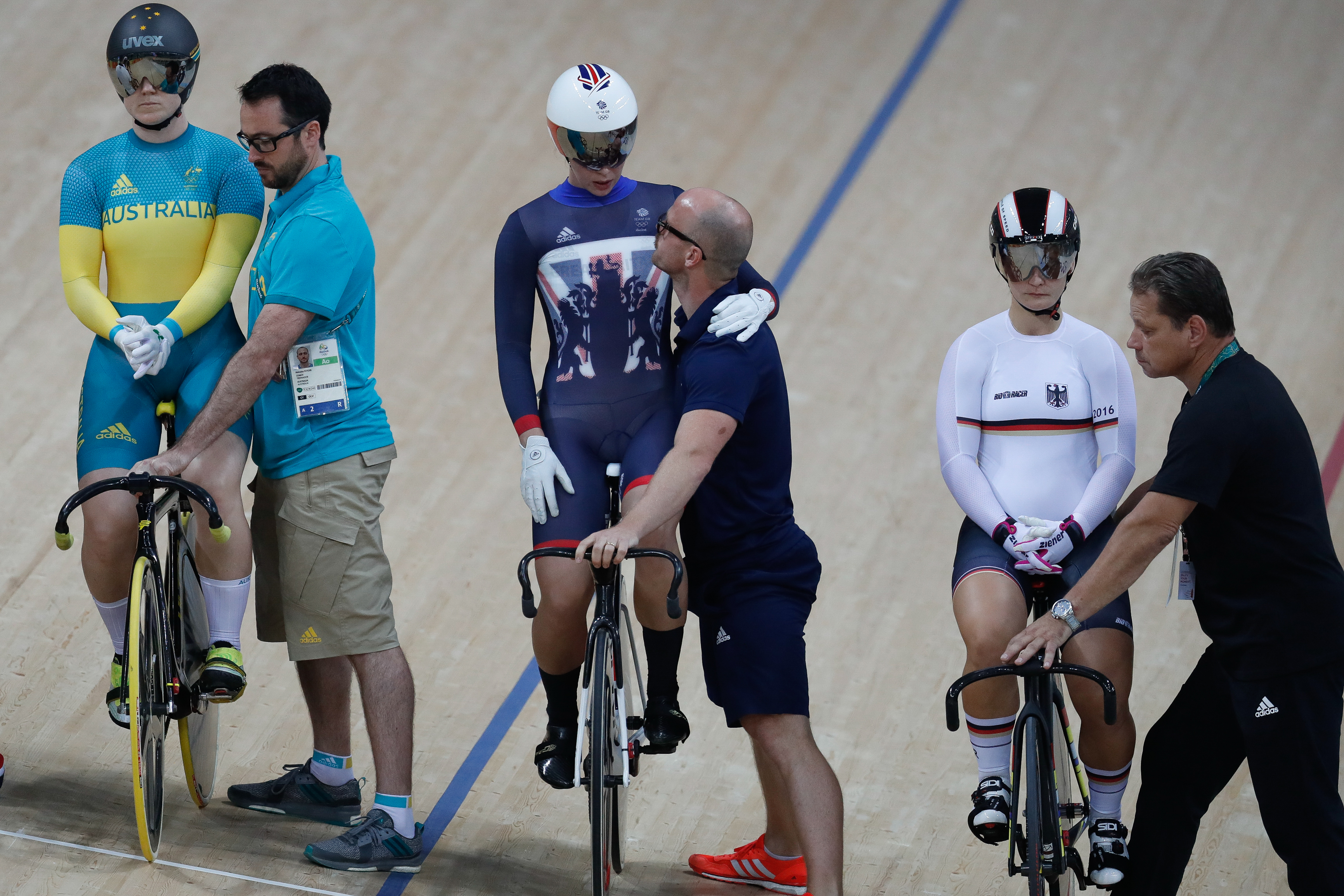
Kristina Vogel (rechts) am Start des olympischen Keirin-Rennens

| Athleten | Wettbewerb            | Qualifikation | Qualifikation | Finals        | Finals             | Rang   |
| Athleten | Wettbewerb            | Zeit          | Rang          | Zeit          | Rang               | Rang   |
| --- | --------------------- | ------------- | ------------- | ------------- | ------------------ | ------ |
| Frauen |                       |               |               |               |                    |        |
| Kristina Vogel                                                                                                | Sprint                | 10,865 s      | 6             |               |                    | Gold   |
| Miriam Welte                                                                                                  | Sprint                | 11,038 s      | 14            |               |                    | 11     |
| Kristina Vogel                                                                                                | Keirin                |               |               |               | 6                  | 6      |
| Miriam Welte                                                                                                  | Keirin                |               |               |               | nicht qualifiziert |        |
| Kristina Vogel Miriam Welte                                                                                   | Teamsprint            | 32,673 s      | 3             | 32,636 s      | 1                  | Bronze |
| Charlotte Becker Mieke Kröger Stephanie Pohl Gudrun Stock Ersatzfahrerin: Anna Knauer                         | Mannschaftsverfolgung | 4:30,068 min  | 9             | ausgeschieden | ausgeschieden      | 9      |
| Männer |                       |               |               |               |                    |        |
| Maximilian Levy                                                                                               | Sprint                | 10,035 s      | 18            | 10,275 s      | 9                  | 9      |
| Joachim Eilers                                                                                                | Sprint                | 9,908 s       | 12            | 10,450s       | 5                  | 5      |
| Joachim Eilers                                                                                                | Keirin                | 10,360 s      | 2             |               |                    | 4      |
| Maximilian Levy                                                                                               | Keirin                | 10,341 s      | 3             |               |                    | 21     |
| Joachim Eilers René Enders Maximilian Levy                                                                    | Teamsprint            | 43,711 s      | 7             | 43,455 s      | 5                  | 5      |
| Henning Bommel Nils Schomber Kersten Thiele Domenic Weinstein Ersatzfahrer: Theo Reinhardt (Einsatz 1. Runde) | Mannschaftsverfolgung | 4:00,911 min  | 6             |               |                    | 5      |

Omnium
| Frauen      |    |    |    |    |    |    |    |    |    |    |    |    |     |    |
| Anna Knauer | 16 | 10 | 13 | 16 | 8  | 26 | 10 | 22 | 10 | 22 | 11 | 3  | 99  | 13 |
| Männer      |    |    |    |    |    |    |    |    |    |    |    |    |     |    |
| Roger Kluge | 2  | 38 | 4  | 34 | 12 | 18 | 9  | 24 | 11 | 20 | 3  | 33 | 172 | 6  |

#### Straße
| Athleten            | Wettbewerb       | Zeit         | Rang |
| ------------------- | ---------------- | ------------ | ---- |
| Frauen              |                  |              |      |
| Lisa Brennauer      | Straßenrennen    | 3:56:34 h    | 17   |
| Romy Kasper         | Straßenrennen    | 4:02:07 h    | 44   |
| Claudia Lichtenberg | Straßenrennen    | 3:58:03 h    | 31   |
| Trixi Worrack       | Straßenrennen    | 4:01:33 h    | 43   |
| Lisa Brennauer      | Einzelzeitfahren | 45:22,62 min | 8    |
| Trixi Worrack       | Einzelzeitfahren | 46:52,77 min | 16   |
| Männer              |                  |              |      |
| Emanuel Buchmann    | Straßenrennen    | 6:13:03 h    | 14   |
| Simon Geschke       | Straßenrennen    | DNF          | DNF  |
| Maximilian Levy     | Straßenrennen    | DNF          | DNF  |
| Tony Martin         | Straßenrennen    | DNF          | DNF  |
| Simon Geschke       | Einzelzeitfahren | 1:15:49,88 h | 13   |
| Tony Martin         | Einzelzeitfahren | 1:15:33,75 h | 12   |

#### Mountainbike
| Athleten      | Wettbewerb    | Zeit      | Rang |
| ------------- | ------------- | --------- | ---- |
| Frauen        |               |           |      |
| Sabine Spitz  | Cross-Country | 1:39:16 h | 19   |
| Helen Grobert | Cross-Country | 1:34:08 h | 12   |
| Männer        |               |           |      |
| Manuel Fumic  | Cross-Country | 1:37:39 h | 13   |
| Moritz Milatz | Cross-Country | 1:43:14 h | 28   |

#### BMX
| Athleten       | Wettbewerb | Qualifikation | Qualifikation | Viertelfinale | Viertelfinale | Halbfinale | Halbfinale | Finale        | Finale        | Rang |
| Athleten       | Wettbewerb | Zeit          | Rang          | Punkte        | Rang          | Punkte     | Rang       | Zeit          | Rang          | Rang |
| -------------- | ---------- | ------------- | ------------- | ------------- | ------------- | ---------- | ---------- | ------------- | ------------- | ---- |
| Frauen         |            |               |               |               |               |            |            |               |               |      |
| Nadja Pries    | Race       | 37,152 s      | 14            | –             | –             | 19         | 7          | ausgeschieden | ausgeschieden | 14   |
| Männer         |            |               |               |               |               |            |            |               |               |      |
| Luis Brethauer | Race       | 35,379 s      | 15            | 7             | 2             | 23         | 8          | ausgeschieden | ausgeschieden | 15   |

Julian Schmidt wurde als Ersatzfahrer nominiert.

### Reiten

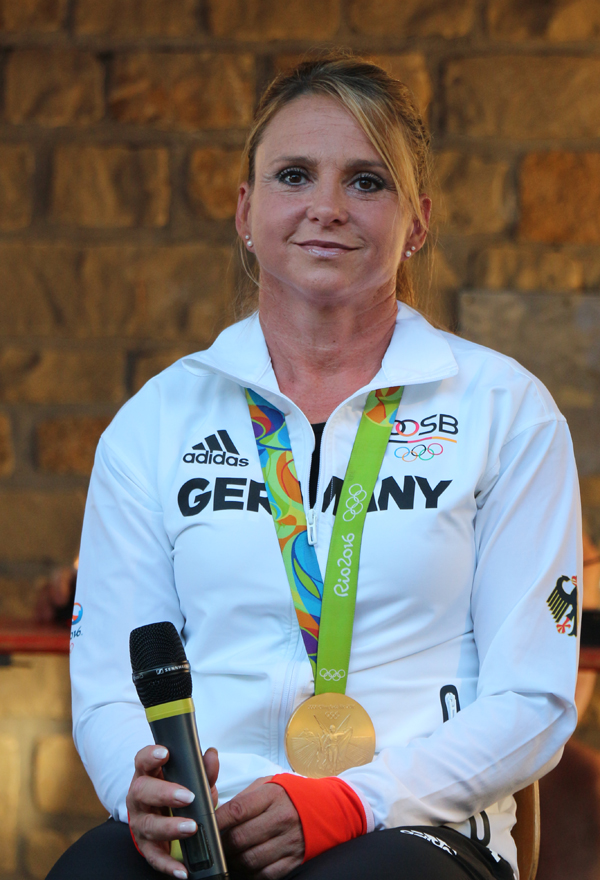
Dorothee Schneider beim Empfang in Framersheim nach der Rückkehr nach Deutschland

Insgesamt nahmen sieben Reiterinnen und fünf Reiter an den einzelnen Wettbewerben in Dressur, Springen und Vielseitigkeit teil. Zusammen mit bis zu drei Ersatzleuten (sogenannte Alternate Athletes) wurden sie während des CHIO Aachen am 16. Juli 2016 namentlich benannt.
Pünktlich zu den Olympischen Spielen führte der Weltpferdesportverband FEI im August 2016 in seinen Weltranglisten der olympischen Sportarten jeweils deutsche Reiter auf dem ersten Rang: Kristina Bröring-Sprehe mit Desperados FRH (Dressur), Christian Ahlmann (Springen) und Michael Jung (Vielseitigkeit).

#### Dressurreiten
| Athleten | Wettbewerb | Prozent    | Prozent    | Prozent      | Prozent | Rang   |
| Athleten | Wettbewerb | Grand Prix | GP Spécial | Durchschnitt | GP Kür  | Rang   |
| --- | ---------- | ---------- | ---------- | ------------ | ------- | ------ |
| Sönke Rothenberger mit Cosmo | Einzel     | 77,329     | 76,261     | –            | –       | 19     |
| Dorothee Schneider mit Showtime FRH | Einzel     | 80,986     | 82,619     | –            | 82,946  | 6      |
| Kristina Bröring-Sprehe mit Desperados FRH                                                                                                  | Einzel     | 82,257     | 81,401     | –            | 87,142  | Bronze |
| Isabell Werth mit Weihegold OLD | Einzel     | 80,643     | 83,711     | –            | 89,071  | Silber |
| Kristina Bröring-Sprehe mit Desperados FRH Sönke Rothenberger mit Cosmo Dorothee Schneider mit Showtime FRH Isabell Werth mit Weihegold OLD | Mannschaft | ⌀ 81,295   | ⌀ 82,577   | 81,936       |         | Gold   |

Reservereiter im Dressurreiten war Hubertus Schmidt mit Imperio. Sönke Rothenberger und Cosmo kamen im Grand Prix Spécial auf den 10. Platz. Da allerdings maximal drei Reiter pro Nation im Einzelfinale der besten 18 Reiter (der Grand Prix Kür) startberechtigt sind, wird er im Endergebnis auf dem 19. Rang geführt.

#### Springreiten
| Athleten | Wettbewerb | Strafpunkte      | Strafpunkte   | Strafpunkte   | Strafpunkte   | Strafpunkte   | Strafpunkte  | Rang   |
| Athleten | Wettbewerb | 1. Qualifikation | Nationenpreis | Nationenpreis | Nationenpreis | Einzelfinale  | Einzelfinale | Rang   |
| Athleten | Wettbewerb | 1. Qualifikation | 1. Umlauf     | 2. Umlauf     | Stechen       | 1. Umlauf     | 2. Umlauf    | Rang   |
| --- | ---------- | ---------------- | ------------- | ------------- | ------------- | ------------- | ------------ | ------ |
| Christian Ahlmann mit Taloubet Z | Einzel     | (0)              | (0)           | (4)           | (0)           | (0)           | (4)          | 9      |
| Meredith Michaels-Beerbaum mit Fibonacci | Einzel     | (0)              | (0)           | (5)           | (0)           | nicht beendet | -            | 35     |
| Daniel Deußer mit First Class van Eeckelghem | Einzel     | (0)              | (0)           | (4)           | (0)           | (0)           | (4)          | 9      |
| Ludger Beerbaum mit Casello | Einzel     | (4)              | (4)           | (0)           | –             | –             | –            | 36     |
| Christian Ahlmann mit Taloubet Z Ludger Beerbaum mit Casello Daniel Deußer mit First Class van Eeckelghem Meredith Michaels-Beerbaum mit Fibonacci | Mannschaft | (0)              | 0             | 8             | 0             | –             | –            | Bronze |

Da sich Marcus Ehnings Hengst Cornado NRW nach dem Warm-up-Springen, einen Tag vor Beginn der Springreitwettbewerbe, vertrat, verzichtete Ehning zur Vermeidung von gesundheitlichen Risiken auf einen Start. Für ihn rückte Reservereiterin Meredith Michaels-Beerbaum mit Fibonacci nach.

#### Vielseitigkeitsreiten
| Athleten | Wettbewerb | Minuspunkte Dressur | Minuspunkte Gelände | Minuspunkte Springen | Minuspunkte Springen | Minuspunkte Gesamt | Rang   |
| --- | ---------- | ------------------- | ------------------- | -------------------- | -------------------- | ------------------ | ------ |
| Sandra Auffarth mit Opgun Louvo                                                                                              | Einzel     | 41,60               | 24,80               | 0,00                 | 0,00                 | 66,40              | 11     |
| Michael Jung mit Sam FBW | Einzel     | 40,90               | 0,00                | 0,00                 | 0,00                 | 40,90              | Gold   |
| Ingrid Klimke mit Hale Bob OLD                                                                                               | Einzel     | 39,50               | 26,00               | 0,00                 | 4,00                 | 69,50              | 14     |
| Julia Krajewski mit Samourai du Thot                                                                                         | Einzel     | 44,80               | ausgeschieden       | –                    | –                    | 1000,00            | –      |
| Sandra Auffarth mit Opgun Louvo Michael Jung mit Sam FBW Ingrid Klimke mit Hale Bob OLD Julia Krajewski mit Samourai du Thot | Mannschaft | 122,00              | 50,80               | 0,00                 | 0,00                 | 172,80             | Silber |

Zunächst war Andreas Ostholt mit So is et als vierter Reiter in der Vielseitigkeit vorgesehen. Am Tag der Verfassungprüfung wurde entschieden, dass die Reservereiterin Julia Krajewski an seiner Stelle an den Start gehen wird.

### Ringen
| Athleten                         | Wettbewerb        | 1. Runde             | 1. Runde | Achtelfinale        | Achtelfinale   | Viertelfinale              | Viertelfinale  | Halbfinale     | Halbfinale     | Hoffnungsrunde Viertelfinale | Hoffnungsrunde Viertelfinale | Hoffnungsrunde Halbfinale | Hoffnungsrunde Halbfinale | Hoffnungsrunde Finale | Hoffnungsrunde Finale | Finale         | Finale         | Rang   |
| Athleten                         | Wettbewerb        | Gegner               | Ergebnis | Gegner              | Ergebnis       | Gegner                     | Ergebnis       | Gegner         | Ergebnis       | Gegner                       | Ergebnis                     | Gegner                    | Ergebnis                  | Gegner                | Ergebnis              | Gegner         | Ergebnis       | Rang   |
| -------------------------------- | ----------------- | -------------------- | -------- | ------------------- | -------------- | -------------------------- | -------------- | -------------- | -------------- | ---------------------------- | ---------------------------- | ------------------------- | ------------------------- | --------------------- | --------------------- | -------------- | -------------- | ------ |
| Freistil Frauen                  |                   |                      |          |                     |                |                            |                |                |                |                              |                              |                           |                           |                       |                       |                |                |        |
| Nina Hemmer                      | Klasse bis 53 kg  | Xuechun Zhong        | 1:3      | ausgeschieden       | ausgeschieden  | ausgeschieden              | ausgeschieden  | ausgeschieden  | ausgeschieden  | ausgeschieden                | ausgeschieden                | ausgeschieden             | ausgeschieden             | ausgeschieden         | ausgeschieden         | ausgeschieden  | ausgeschieden  | 14     |
| Luisa Niemesch                   | Klasse bis 58 kg  | Walerija Scholobowoa | 0:3      | Hoffnungsrunde      | Hoffnungsrunde | Hoffnungsrunde             | Hoffnungsrunde | Hoffnungsrunde | Hoffnungsrunde | Pürewdordschiin Orchon       | 0:5                          | ausgeschieden             | ausgeschieden             | ausgeschieden         | ausgeschieden         | ausgeschieden  | ausgeschieden  | 20     |
| Aline Focken                     | Klasse bis 69 kg  | Freilos              | Freilos  | Feng Zhou           | 3:1            | Anna Jenny Fransson        | 1:3            | ausgeschieden  | ausgeschieden  | ausgeschieden                | ausgeschieden                | ausgeschieden             | ausgeschieden             | ausgeschieden         | ausgeschieden         | ausgeschieden  | ausgeschieden  | 9      |
| Maria Selmaier                   | Klasse bis 75 kg  | Freilos              | Freilos  | Erica Wiebe         | 0:3            | ausgeschieden              | ausgeschieden  | ausgeschieden  | ausgeschieden  | ausgeschieden                | ausgeschieden                | ausgeschieden             | ausgeschieden             | ausgeschieden         | ausgeschieden         | ausgeschieden  | ausgeschieden  | 18     |
| griechisch-römischer Stil Männer |                   |                      |          |                     |                |                            |                |                |                |                              |                              |                           |                           |                       |                       |                |                |        |
| Frank Stäbler                    | Klasse bis 66 kg  | Freilos              | Freilos  | Edgaras Venckaitis  | 3:1            | Davor Štefanek             | 1:3            | Hoffnungsrunde | Hoffnungsrunde | Tomohiro Inoue               | 1:3                          | ausgeschieden             | ausgeschieden             | ausgeschieden         | ausgeschieden         | ausgeschieden  | ausgeschieden  | 7      |
| Denis Kudla                      | Klasse bis 85 kg  | Zhanarbek Kenzheev   | 3:0      | Roberti Kobliashvi  | 3:1            | Davit Chakvetadze          | 0:4            | Hoffnungsrunde | Hoffnungsrunde | Freilos                      | Freilos                      | Habibollah Akhlaghi       | 3:1                       | Viktor Lőrincz        | 3:1                   | Hoffnungsrunde | Hoffnungsrunde | Bronze |
| Eduard Popp                      | Klasse bis 130 kg | Freilos              | Freilos  | Nurmakhan Tinaliyev | 3:0            | Bashir Asgari Babajanzadeh | 3:1            | Rıza Kayaalp   | 0:4            | Freilos                      | Freilos                      | Freilos                   | Freilos                   | Sabah Shariati        | 0:5                   | Hoffnungsrunde | Hoffnungsrunde | 5      |

### Rudern
| Athleten | Wettbewerb                            | Vorlauf     | Vorlauf | Vorlauf       | Hoffnungslauf | Hoffnungslauf | Hoffnungslauf | Halbfinale  | Halbfinale | Halbfinale    | Finale      | Finale | Rang   |
| Athleten | Wettbewerb                            | Zeit        | Platz   | Qualifikation | Zeit          | Platz         | Qualifikation | Zeit        | Platz      | Qualifikation | Zeit        | Platz  | Rang   |
| --- | ------------------------------------- | ----------- | ------- | ------------- | ------------- | ------------- | ------------- | ----------- | ---------- | ------------- | ----------- | ------ | ------ |
| Frauen |                                       |             |         |               |               |               |               |             |            |               |             |        |        |
| Kerstin Hartmann Kathrin Marchand | Zweier ohne Steuerfrau                | 7:17,98 min | 3       | Halbfinale    | –             | –             | –             | 7:39,79 min | 5          | B-Finale      | 7:18,57 min | 2      | 8      |
| Mareike Adams Marie-Cathérine Arnold | Doppelzweier                          | 7:13,49 min | 4       | Hoffnungslauf | 7:00,54 min   | 1             | Halbfinale    | 6:58,70 min | 5          | B-Finale      | 7:39,82 min | 1      | 7      |
| Marie-Louise Dräger Ronja Fini Sturm | Leichtgewichts-Doppelzweier           | 7:11,08 min | 3       | Hoffnungslauf | 8:02,28 min   | 2             | Halbfinale    | 7:33,21 min | 6          | B-Finale      | 7:32,73 min | 5      | 11     |
| Carina Bär Julia Lier Lisa Schmidla Annekatrin Thiele                                                                                              | Doppelvierer                          | 6:30,86 min | 1       | Finale        | –             | –             | –             | –           | –          | –             | 6:49,39 min | 1      | Gold   |
| Männer |                                       |             |         |               |               |               |               |             |            |               |             |        |        |
| Marcel Hacker Stephan Krüger | Doppelzweier                          | 6:31,85 min | 3       | Halbfinale    | –             | –             | –             | 6:18,32 min | 4          | B-Finale      | 6:58,86 min | 2      | 8      |
| Moritz Moos Jason Osborne | Leichtgewichts-Doppelzweier           | 6:40,48 min | 4       | Hoffnungslauf | 7:05,36 min   | 1             | Halbfinale    | 6:59,28 min | 5          | B-Finale      | 6:32,30 min | 3      | 9      |
| Anton Braun Maximilian Korge Maximilian Planer Felix Wimberger                                                                                     | Vierer ohne Steuermann                | 5:59,74 min | 2       | Halbfinale    | –             | –             | –             | 6:35,90 min | 6          | B-Finale      | 6:06,24 min | 6      | 12     |
| Tobias Franzmann Jonathan Koch Lucas Schäfer Lars Wichert                                                                                          | Leichtgewichts-Vierer ohne Steuermann | 6:14,87 min | 4       | Hoffnungslauf | 6:03,29 min   | 2             | Halbfinale    | 6:18,43 min | 6          | B-Finale      | 6:35,83 min | 3      | 9      |
| Hans Gruhne Lauritz Schoof Karl Schulze Philipp Wende                                                                                              | Doppelvierer                          | 5:53,63 min | 3       | Hoffnungslauf | 5:51,43 min   | 1             | Finale        | –           | –          | –             | 6:06,81 min | 1      | Gold   |
| Felix Drahotta Malte Jakschik Eric Johannesen Andreas Kuffner Maximilian Munski Hannes Ocik Maximilian Reinelt Richard Schmidt Martin Sauer (Stm.) | Achter                                | 5:38,22 min | 1       | Finale        | –             | –             | –             | –           | –          | –             | 5:30,96 min | 2      | Silber |

Julia Richter (Doppelzweier und -vierer) sowie Tim Grohmann (Doppelzweier und -vierer), Johannes Weißenfeld (Achter, Vierer ohne Stm.) und Torben Johannesen (Achter, Vierer ohne Stm.) wurden als Ersatz nominiert.

### Schießen

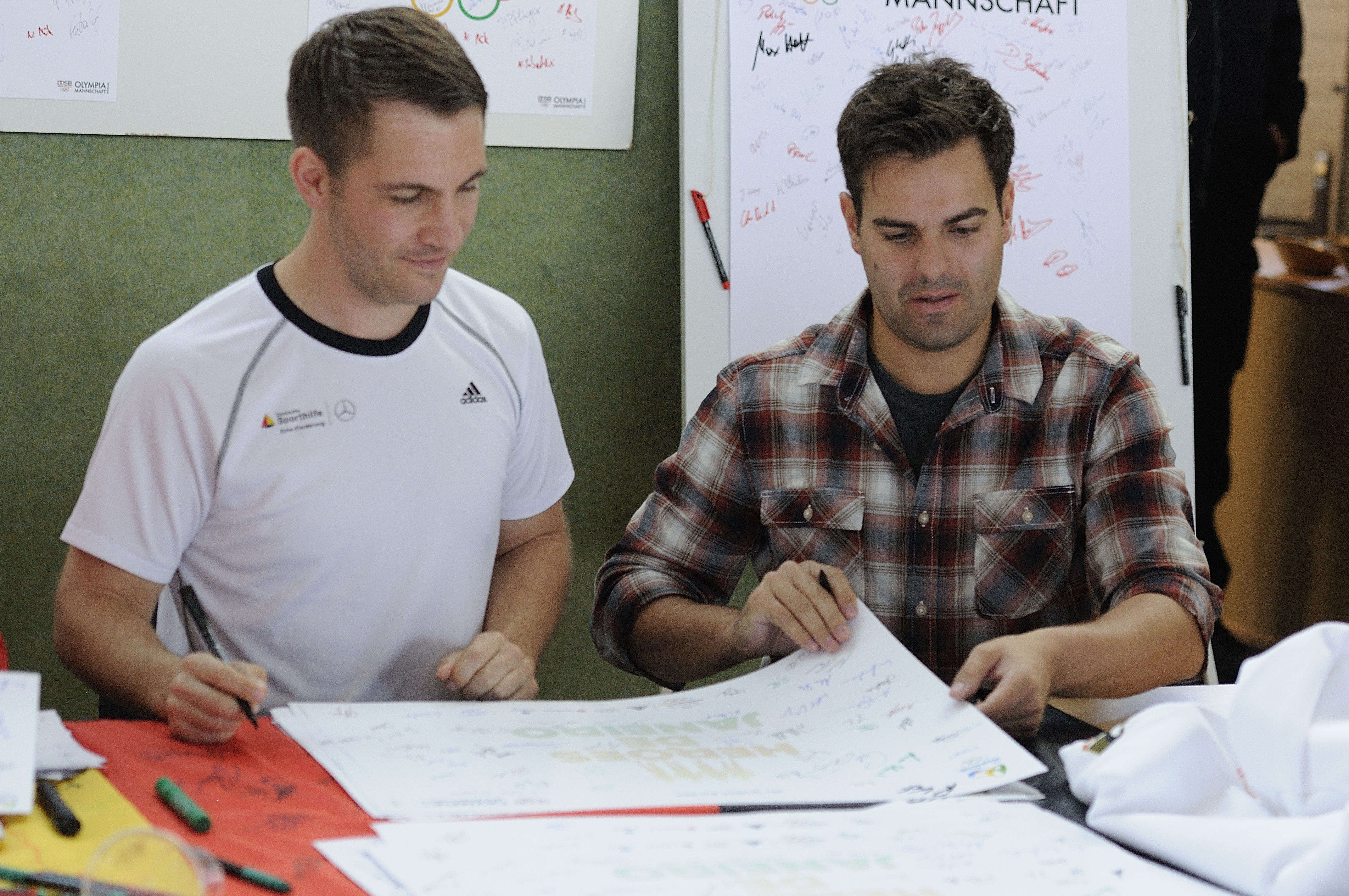
Henri Junghänel und Julian Justus bei der Olympiaeinkleidung Hannover

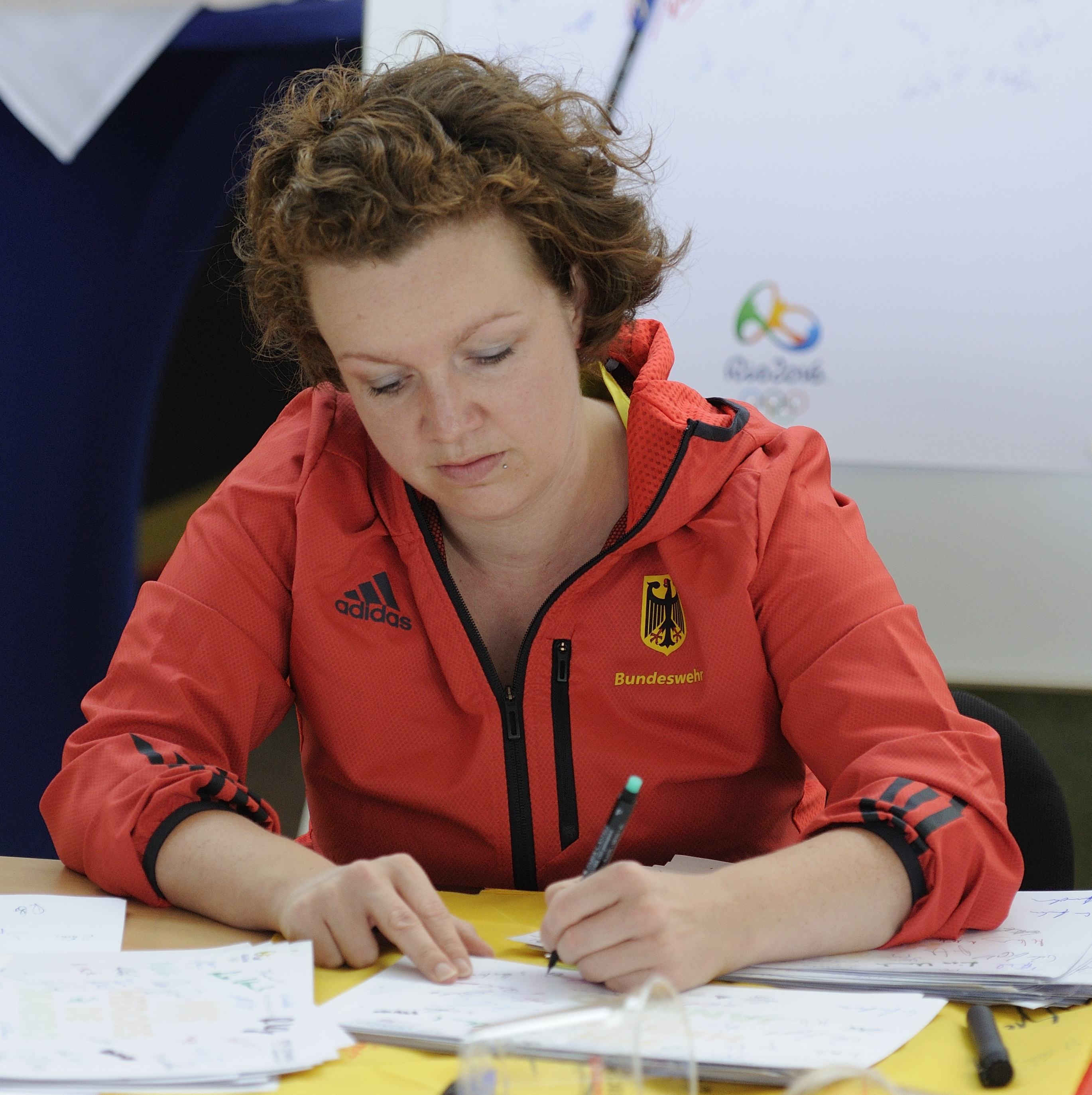
Eva Rösken schreibt Autogramme bei der Olympiaeinkleidung Hannover.

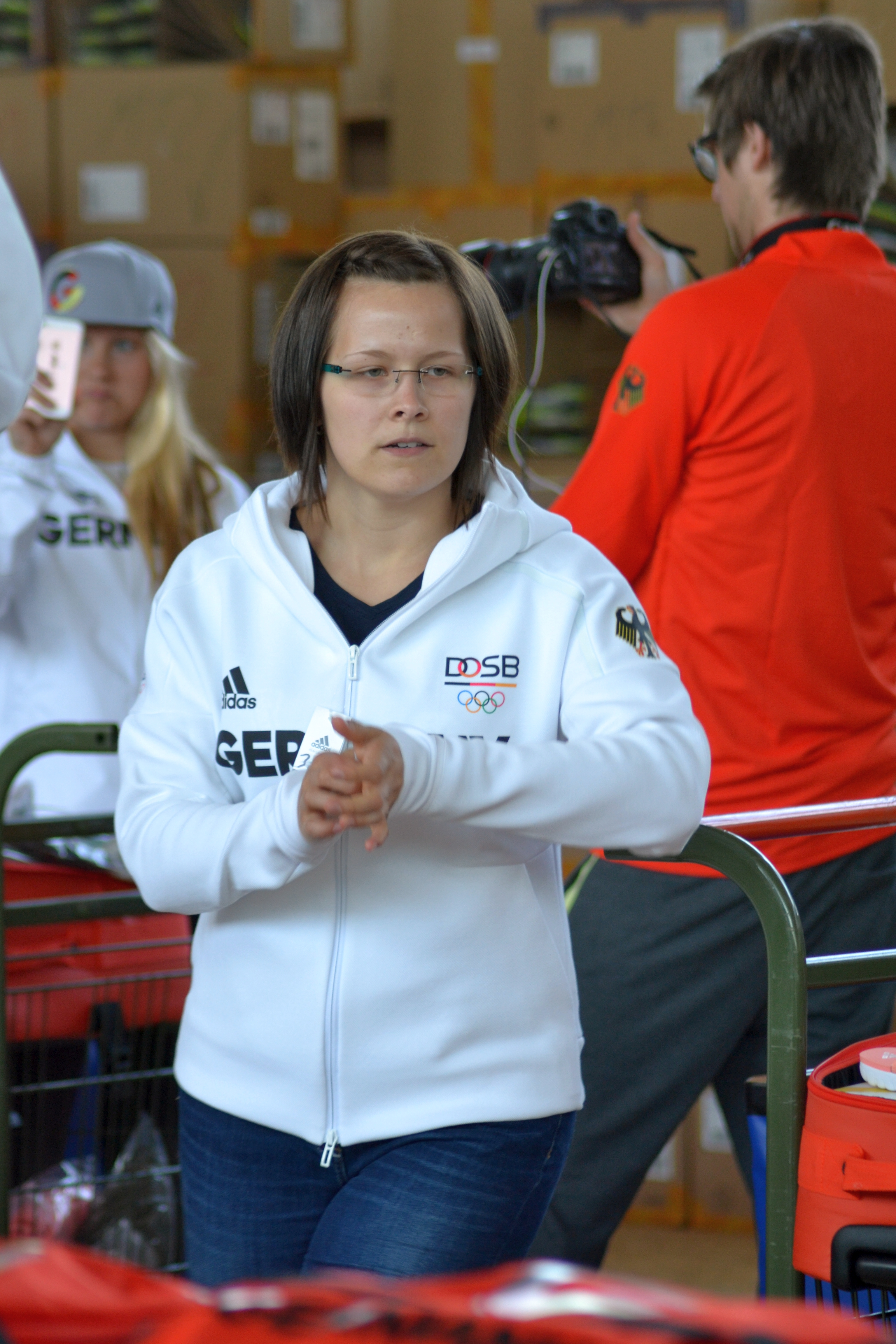
Selina Gschwandtner in Olympia-Kleidung

| Athleten            | Wettbewerb                               | Qualifikation   | Qualifikation | Finale          | Finale        | Ringe/ Scheiben | Rang   |
| Athleten            | Wettbewerb                               | Ringe/ Scheiben | Rang          | Ringe/ Scheiben | Rang          | Ringe/ Scheiben | Rang   |
| ------------------- | ---------------------------------------- | --------------- | ------------- | --------------- | ------------- | --------------- | ------ |
| Frauen              |                                          |                 |               |                 |               |                 |        |
| Monika Karsch       | Luftpistole 10 Meter                     | 379             | 25            | ausgeschieden   | ausgeschieden | 379             | 25     |
| Monika Karsch       | Sportpistole 25 Meter                    | 583             | 4             | 18              | 2             | 38              | Silber |
| Barbara Engleder    | Luftgewehr 10 Meter                      | 420,3           | 2             | 165,0           | 4             | 585,3           | 4      |
| Selina Gschwandtner | Luftgewehr 10 Meter                      | 414,8           | 13            | ausgeschieden   | ausgeschieden | 414,8           | 13     |
| Barbara Engleder    | Kleinkaliber Dreistellungskampf 50 Meter | 583-28x         | 5             | 458,6           | 1             | 1041,6          | Gold   |
| Eva Rösken          | Kleinkaliber Dreistellungskampf 50 Meter | 579-24x         | 14            | ausgeschieden   | ausgeschieden | 579             | 14     |
| Jana Beckmann       | Trap                                     | 61              | 19            | ausgeschieden   | ausgeschieden | 61              | 19     |
| Christine Wenzel    | Skeet                                    | 68              | 11            | ausgeschieden   | ausgeschieden | 68              | 11     |
| Männer              |                                          |                 |               |                 |               |                 |        |
| Oliver Geis         | Schnellfeuerpistole 25 Meter             | 572             | 17            | ausgeschieden   | ausgeschieden | 572             | 17     |
| Christian Reitz     | Schnellfeuerpistole 25 Meter             | 592             | 1             | 34              | 1             | 34              | Gold   |
| Michael Janker      | Luftgewehr 10 Meter                      | 620,8           | 29            | ausgeschieden   | ausgeschieden | 620,8           | 29     |
| Julian Justus       | Luftgewehr 10 Meter                      | 622,8           | 18            | ausgeschieden   | ausgeschieden | 622,8           | 18     |
| Daniel Brodmeier    | Kleinkaliber Dreistellungskampf 50 Meter | 1177-57x        | 2             | 435,6           | 4             | 1612,6          | 4      |
| André Link          | Kleinkaliber Dreistellungskampf 50 Meter | 1174-62x        | 7             | 424,6           | 5             | 1598,6          | 5      |
| Daniel Brodmeier    | Kleinkaliber liegend 50 Meter            | 619,2           | 37            | ausgeschieden   | ausgeschieden | 619,2           | 37     |
| Henri Junghänel     | Kleinkaliber liegend 50 Meter            | 624,8           | 8             | 209,5           | 1             | 834,3           | Gold   |
| Andreas Löw         | Doppeltrap                               | 140             | 1             | 25              | 6             | 165             | 6      |
| Ralf Buchheim       | Skeet                                    | 116             | 23            | ausgeschieden   | ausgeschieden | 116             | 23     |

### Schwimmen
| Athleten                                                                                                  | Wettbewerb                | Vorlauf         | Vorlauf         | Halbfinale    | Halbfinale    | Finale        | Finale        | Rang |
| Athleten                                                                                                  | Wettbewerb                | Zeit            | Rang            | Zeit          | Rang          | Zeit          | Rang          | Rang |
| --- | ------------------------- | --------------- | --------------- | ------------- | ------------- | ------------- | ------------- | ---- |
| Frauen |                           |                 |                 |               |               |               |               |      |
| Dorothea Brandt                                                                                           | 50 m Freistil             | 24,77 s         | 13              | 24,71 s       | 14            | ausgeschieden | ausgeschieden | 14   |
| Annika Bruhn                                                                                              | 200 m Freistil            | 1:58,48 min     | 20              | ausgeschieden | ausgeschieden | ausgeschieden | ausgeschieden | 20   |
| Sarah Köhler                                                                                              | 400 m Freistil            | 4:06,55 min     | 10              | –             | –             | ausgeschieden | ausgeschieden | 10   |
| Leonie Antonia Beck                                                                                       | 800 m Freistil            | 8:47,47 min     | 25              | –             | –             | ausgeschieden | ausgeschieden | 25   |
| Sarah Köhler                                                                                              | 800 m Freistil            | 8:24,65 min     | 7               | –             | –             | 8:27,75 min   | 8             | 8    |
| Alexandra Wenk                                                                                            | 100 m Schmetterling       | 58,49 s         | 21              | ausgeschieden | ausgeschieden | ausgeschieden | ausgeschieden | 21   |
| Franziska Hentke                                                                                          | 200 m Schmetterling       | 2:07,59 min     | 9               | 2:07,67 min   | 11            | ausgeschieden | ausgeschieden | 11   |
| Lisa Graf                                                                                                 | 200 m Rücken              | 2:08,67 min     | 4               | 2:09,56 min   | 13            | ausgeschieden | ausgeschieden | 13   |
| Jenny Mensing                                                                                             | 200 m Rücken              | 2:10,68 min     | 16              | 2:10,15 min   | 16            | ausgeschieden | ausgeschieden | 16   |
| Alexandra Wenk                                                                                            | 200 m Lagen               | 2:12,46 min     | 13              | 2:12,13 min   | 11            | ausgeschieden | ausgeschieden | 11   |
| Franziska Hentke                                                                                          | 400 m Lagen               | 4:43,32 min     | 21              | –             | –             | ausgeschieden | ausgeschieden | 21   |
| Annika Bruhn Sarah Köhler Leonie Kullmann Paulina Schmiedel                                               | 4 × 200-m-Freistilstaffel | 7:56,74 min     | 12              | –             | –             | ausgeschieden | ausgeschieden | 12   |
| Annika Bruhn Vanessa Grimberg Jenny Mensing Alexandra Wenk                                                | 4 × 100-m-Lagenstaffel    | 4:02,19 min     | 12              | –             | –             | ausgeschieden | ausgeschieden | 12   |
| Isabelle Härle                                                                                            | 10 km Freiwasser          | –               | –               | –             | –             | 1:57:22,1 h   | 6             | 6    |
| Männer |                           |                 |                 |               |               |               |               |      |
| Damian Wierling                                                                                           | 50 m Freistil             | 22,18 s         | 19              | ausgeschieden | ausgeschieden | ausgeschieden | ausgeschieden | 19   |
| Björn Hornikel                                                                                            | 100 m Freistil            | 49,62 s         | 39              | ausgeschieden | ausgeschieden | ausgeschieden | ausgeschieden | 39   |
| Damian Wierling                                                                                           | 100 m Freistil            | 48,35 s         | 7               | 48,66 s       | 15            | ausgeschieden | ausgeschieden | 15   |
| Paul Biedermann                                                                                           | 200 m Freistil            | 1:45,78 min     | 2               | 1:45,69 min   | 4             | 1:45,84 min   | 6             | 6    |
| Christoph Fildebrandt                                                                                     | 200 m Freistil            | 1:47,81 min     | 28              | ausgeschieden | ausgeschieden | ausgeschieden | ausgeschieden | 28   |
| Clemens Rapp                                                                                              | 400 m Freistil            | 3:49,10 min     | 24              | –             | –             | ausgeschieden | ausgeschieden | 24   |
| Florian Vogel                                                                                             | 400 m Freistil            | 3:45,49 min     | 9               | –             | –             | ausgeschieden | ausgeschieden | 9    |
| Florian Wellbrock                                                                                         | 1500 m Freistil           | 15:23,88 min    | 32              | –             | –             | ausgeschieden | ausgeschieden | 32   |
| Steffen Deibler                                                                                           | 100 m Schmetterling       | 52,14 s         | 18              | ausgeschieden | ausgeschieden | ausgeschieden | ausgeschieden | 18   |
| Christian vom Lehn                                                                                        | 100 m Brust               | 1:00,13 min     | 15              | 1:00,23 min   | 12            | ausgeschieden | ausgeschieden | 12   |
| Marco Koch                                                                                                | 200 m Brust               | 2:08,98 min     | 5               | 2:08,12 min   | 7             | 2:08,00 min   | 7             | 7    |
| Jan-Philip Glania                                                                                         | 100 m Rücken              | 53,87 s         | 15              | 53,94 s       | 12            | ausgeschieden | ausgeschieden | 12   |
| Christian Diener                                                                                          | 200 m Rücken              | 1:56,62 min     | 9               | 1:56,37 min   | 8             | 1:56,27 min   | 7             | 7    |
| Jan-Philip Glania                                                                                         | 200 m Rücken              | 1:56,50 min     | 6               | 1:56,53 min   | 9             | ausgeschieden | ausgeschieden | 9    |
| Philip Heintz                                                                                             | 200 m Lagen               | 1:57,59 min     | 2               | 1:58,85 min   | 8             | 1:57,48 min   | 6             | 6    |
| Jacob Heidtmann                                                                                           | 400 m Lagen               | disqualifiziert | disqualifiziert | –             | –             | ausgeschieden | ausgeschieden | –    |
| Johannes Hintze                                                                                           | 400 m Lagen               | 4:18,25 min     | 18              | –             | –             | ausgeschieden | ausgeschieden | 18   |
| Steffen Deibler Björn Hornikel Damian Wierling Philipp Wolf                                               | 4 × 100-m-Freistilstaffel | 3:14,97 min     | 11              | –             | –             | ausgeschieden | ausgeschieden | 11   |
| Paul Biedermann Christoph Fildebrandt (im Finale) Jacob Heidtmann (im Vorlauf) Clemens Rapp Florian Vogel | 4 × 200-m-Freistilstaffel | 7:07,66 min     | 4               | –             | –             | 7:07,28 min   | 6             | 6    |
| Steffen Deibler Jan-Philip Glania Marco Koch (im Finale) Christian vom Lehn (im Vorlauf) Damian Wierling  | 4 × 100-m-Lagenstaffel    | 3:33,67 min     | 8               | –             | –             | 3:33,50 min   | 7             | 7    |
| Christian Reichert                                                                                        | 10 km Freiwasser          | –               | –               | –             | –             | 1:53:04,7 h   | 9             | 9    |

### Segeln
Fleet Race
| Athleten                          | Wettbewerb      | Qualifikation | Qualifikation | Medal Race    | Medal Race    | Punkte | Rang   |
| Athleten                          | Wettbewerb      | Punkte        | Rang          | Punkte        | Rang          | Punkte | Rang   |
| --------------------------------- | --------------- | ------------- | ------------- | ------------- | ------------- | ------ | ------ |
| Frauen                            |                 |               |               |               |               |        |        |
| Victoria Jurczok Anika Lorenz     | 49er FX         | 94            | 10            | 16            | 8             | 110    | 9      |
| Annika Bochmann Marlene Steinherr | 470er           | 121           | 18            | ausgeschieden | ausgeschieden | 121    | 18     |
| Männer                            |                 |               |               |               |               |        |        |
| Toni Wilhelm                      | Windsurfen RS:X | 90            | 6             | 10            | 5             | 100    | 6      |
| Philipp Buhl                      | Laser           | 126           | 14            | ausgeschieden | ausgeschieden | 126    | 14     |
| Ferdinand Gerz Oliver Szymanski   | 470er           | 94            | 11            | ausgeschieden | ausgeschieden | 94     | 11     |
| Erik Heil Thomas Plößel           | 49er            | 67            | 2             | 16            | 8             | 83     | Bronze |
| Mixed                             |                 |               |               |               |               |        |        |
| Paul Kohlhoff Carolina Werner     | Nacra 17        | 112           | 13            | ausgeschieden | ausgeschieden | 112    | 13     |

### Taekwondo
| Athleten      | Wettbewerb       | Achtelfinale              | Achtelfinale     | Viertelfinale       | Viertelfinale    | Hoffnungsrunde Halbfinale | Hoffnungsrunde Halbfinale | Halbfinale       | Halbfinale       | Hoffnungsrunde Finale | Hoffnungsrunde Finale | Finale           | Finale           | Rang             |
| Athleten      | Wettbewerb       | Gegner                    | Ergebnis         | Gegner              | Ergebnis         | Gegner                    | Ergebnis                  | Gegner           | Ergebnis         | Gegner                | Ergebnis              | Gegner           | Ergebnis         | Rang             |
| ------------- | ---------------- | ------------------------- | ---------------- | ------------------- | ---------------- | ------------------------- | ------------------------- | ---------------- | ---------------- | --------------------- | --------------------- | ---------------- | ---------------- | ---------------- |
| Frauen        |                  |                           |                  |                     |                  |                           |                           |                  |                  |                       |                       |                  |                  |                  |
| Rabia Gülec   | Klasse bis 67 kg | Anastassija Baryschnikowa | 9:8              | Nur Tatar           | 1:5              | ausgeschieden             | ausgeschieden             | –                | –                | ausgeschieden         | ausgeschieden         | –                | –                | 9                |
| Männer        |                  |                           |                  |                     |                  |                           |                           |                  |                  |                       |                       |                  |                  |                  |
| Levent Tuncat | Klasse bis 58 kg | nicht angetreten          | nicht angetreten | nicht angetreten    | nicht angetreten | nicht angetreten          | nicht angetreten          | nicht angetreten | nicht angetreten | nicht angetreten      | nicht angetreten      | nicht angetreten | nicht angetreten | nicht angetreten |
| Tahir Gülec   | Klasse bis 80 kg | Moisés Hernández          | 4:2              | Cheick Sallah Cissé | 1:7              | Piotr Paziński            | 5:6                       | –                | –                | ausgeschieden         | ausgeschieden         | –                | –                | 7                |

### Tennis
| Athleten                            | Wettbewerb | 1. Runde                            | 1. Runde         | 2. Runde         | 2. Runde         | Achtelfinale     | Achtelfinale  | Viertelfinale | Viertelfinale | Halbfinale    | Halbfinale    | Finale        | Finale        | Rang          |               |
| Athleten                            | Wettbewerb | Gegner                              | Ergebnis         | Gegner           | Ergebnis         | Gegner           | Ergebnis      | Gegner        | Ergebnis      | Gegner        | Ergebnis      | Gegner        | Ergebnis      | Rang          |               |
| ----------------------------------- | ---------- | ----------------------------------- | ---------------- | ---------------- | ---------------- | ---------------- | ------------- | ------------- | ------------- | ------------- | ------------- | ------------- | ------------- | ------------- | ------------- |
| Frauen                              |            |                                     |                  |                  |                  |                  |               |               |               |               |               |               |               |               |               |
| Angelique Kerber                    | Einzel     | Mariana Duque Mariño                | 6:3, 7:5         | Eugenie Bouchard | 6:4, 6:2         | Samantha Stosur  | 6:0, 7:5      | Johanna Konta | 6:1, 6:2      | Madison Keys  | 6:3, 7:5      | Mónica Puig   | 4:6, 6:4, 1:6 | Silber        |               |
| Andrea Petković                     | Einzel     | Elina Switolina                     | 6:2, 1:6, 3:6    | ausgeschieden    | ausgeschieden    | ausgeschieden    | ausgeschieden | ausgeschieden | ausgeschieden | ausgeschieden | ausgeschieden | ausgeschieden | ausgeschieden | ausgeschieden | ausgeschieden |
| Annika Beck                         | Einzel     | Ana Konjuh                          | 6:75, 1:6        | ausgeschieden    | ausgeschieden    | ausgeschieden    | ausgeschieden | ausgeschieden | ausgeschieden | ausgeschieden | ausgeschieden | ausgeschieden | ausgeschieden | ausgeschieden | ausgeschieden |
| Laura Siegemund                     | Einzel     | Zwetana Pironkowa                   | 1:6, 6:4, 6:2    | Zhang Shuai      | 6:2, 6:4         | Kirsten Flipkens | 6:3, 6:3      | Mónica Puig   | 1:6, 1:6      | ausgeschieden | ausgeschieden | ausgeschieden | ausgeschieden | ausgeschieden |               |
| Angelique Kerber Andrea Petković    | Doppel     | Sara Errani Roberta Vinci           | 2:6, 2:6         | ausgeschieden    | ausgeschieden    | ausgeschieden    | ausgeschieden | ausgeschieden | ausgeschieden | ausgeschieden | ausgeschieden | ausgeschieden | ausgeschieden | ausgeschieden | ausgeschieden |
| Anna-Lena Grönefeld Laura Siegemund | Doppel     | Darja Kassatkina Swetlana Kusnezowa | 1:6, 4:6         | ausgeschieden    | ausgeschieden    | ausgeschieden    | ausgeschieden | ausgeschieden | ausgeschieden | ausgeschieden | ausgeschieden | ausgeschieden | ausgeschieden | ausgeschieden | ausgeschieden |
| Männer A                            |            |                                     |                  |                  |                  |                  |               |               |               |               |               |               |               |               |               |
| Philipp Kohlschreiber               | Einzel     | Guido Pella                         | 4:6, 6:1, 6:2    | Andrej Martin    | nicht angetreten | ausgeschieden    | ausgeschieden | ausgeschieden | ausgeschieden | ausgeschieden | ausgeschieden | ausgeschieden | ausgeschieden | ausgeschieden |               |
| Dustin Brown                        | Einzel     | Thomaz Bellucci                     | 6:4, 4:5 Aufgabe | ausgeschieden    | ausgeschieden    | ausgeschieden    | ausgeschieden | ausgeschieden | ausgeschieden | ausgeschieden | ausgeschieden | ausgeschieden | ausgeschieden | ausgeschieden | ausgeschieden |
| Jan-Lennard Struff                  | Einzel     | Jewgeni Donskoi                     | 3:6, 4:6         | ausgeschieden    | ausgeschieden    | ausgeschieden    | ausgeschieden | ausgeschieden | ausgeschieden | ausgeschieden | ausgeschieden | ausgeschieden | ausgeschieden | ausgeschieden | ausgeschieden |

### Tischtennis
| Athleten                                    | Wettbewerb | 1. Runde | 1. Runde | 2. Runde | 2. Runde | 3. Runde            | 3. Runde | 4. Runde      | 4. Runde      | Viertelfinale                                | Viertelfinale | Halbfinale    | Halbfinale    | Finale        | Finale        | Rang   |
| Athleten                                    | Wettbewerb | Gegner   | Ergebnis | Gegner   | Ergebnis | Gegner              | Ergebnis | Gegner        | Ergebnis      | Gegner                                       | Ergebnis      | Gegner        | Ergebnis      | Gegner        | Ergebnis      | Rang   |
| ------------------------------------------- | ---------- | -------- | -------- | -------- | -------- | ------------------- | -------- | ------------- | ------------- | -------------------------------------------- | ------------- | ------------- | ------------- | ------------- | ------------- | ------ |
| Frauen                                      |            |          |          |          |          |                     |          |               |               |                                              |               |               |               |               |               |        |
| Han Ying                                    | Einzel     | Freilos  | Freilos  | Freilos  | Freilos  | Nanthana Komwong    | 4:0      | Li Xue        | 4:1           | Ding Ning                                    | 0:4           | ausgeschieden | ausgeschieden | ausgeschieden | ausgeschieden | 5      |
| Petrissa Solja                              | Einzel     | Freilos  | Freilos  | Freilos  | Freilos  | Ri Myong Sun        | 0:4      | ausgeschieden | ausgeschieden | ausgeschieden                                | ausgeschieden | ausgeschieden | ausgeschieden | ausgeschieden | ausgeschieden | 17     |
| Han Ying Shan Xiaona Petrissa Solja         | Mannschaft | USA      | 3:0      | –        | –        | –                   | –        | –             | –             | Hongkong                                     | 3:1           | Japan         | 3:2           | China         | 0:3           | Silber |
| Männer                                      |            |          |          |          |          |                     |          |               |               |                                              |               |               |               |               |               |        |
| Timo Boll                                   | Einzel     | Freilos  | Freilos  | Freilos  | Freilos  | Alexander Schibajew | 4:3      | Quadri Aruna  | 2:4           | ausgeschieden                                | ausgeschieden | ausgeschieden | ausgeschieden | ausgeschieden | ausgeschieden | 9      |
| Dimitrij Ovtcharov                          | Einzel     | Freilos  | Freilos  | Freilos  | Freilos  | Li Ping             | 4:3      | Bojan Tokič   | 4:1           | Uladsimir Samsonau (engl. Vladimir Samsonov) | 2:4           | ausgeschieden | ausgeschieden | ausgeschieden | ausgeschieden | 5      |
| Timo Boll Dimitrij Ovtcharov Bastian Steger | Mannschaft | Taiwan   | 3:1      | –        | –        | –                   | –        | –             | –             | Österreich                                   | 3:1           | Japan         | 1:3           | Südkorea      | 3:1           | Bronze |

Als Ersatzspieler für den Mannschaftswettbewerb wurden Sabine Winter bei den Damen sowie Patrick Franziska bei den Herren benannt.

### Triathlon
Der Deutschen Triathlon Union (DTU) standen drei Startplätze bei den Frauen und zwei bei den Männern zu. Am 19. Juni reichte die DTU einen Nominierungsvorschlag ein. Der DOSB nominierte am 12. Juli 2016 aufgrund der anhaltend schwachen Ergebnisse aber lediglich Anne Haug und ließ so vier Startplätze unbesetzt. Nach einer Klage von Rebecca Robisch entschied das Landgericht Frankfurt am Main, dass der DOSB die Triathlon-Nominierungen neu regeln müsse. Diese Neuregelung ergab eine Nominierung von Laura Lindemann.
| Athleten        | Wettbewerb | Zeit      | Rang |
| --------------- | ---------- | --------- | ---- |
| Frauen          |            |           |      |
| Anne Haug       | Einzel     | 2:02:56 h | 36   |
| Laura Lindemann | Einzel     | 2:01:52 h | 28   |

### Turnen

#### Gerätturnen

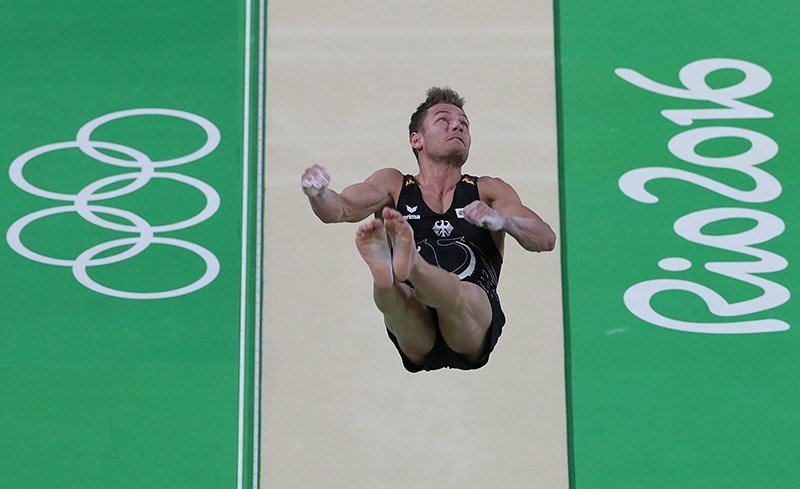
Andreas Bretschneider

| Athleten                                                                       | Wettbewerb           | Qualifikation    | Qualifikation    | Finale           | Finale           | Rang             |
| Athleten                                                                       | Wettbewerb           | Punkte           | Rang             | Punkte           | Rang             | Rang             |
| ------------------------------------------------------------------------------ | -------------------- | ---------------- | ---------------- | ---------------- | ---------------- | ---------------- |
| Frauen                                                                         |                      |                  |                  |                  |                  |                  |
| Tabea Alt                                                                      | Sprung               | nicht angetreten | nicht angetreten | nicht angetreten | nicht angetreten | nicht angetreten |
| Kim Bui                                                                        | Sprung               | nicht angetreten | nicht angetreten | nicht angetreten | nicht angetreten | nicht angetreten |
| Pauline Schäfer                                                                | Sprung               | nicht angetreten | nicht angetreten | nicht angetreten | nicht angetreten | nicht angetreten |
| Sophie Scheder                                                                 | Sprung               | nicht angetreten | nicht angetreten | nicht angetreten | nicht angetreten | nicht angetreten |
| Elisabeth Seitz                                                                | Sprung               | nicht angetreten | nicht angetreten | nicht angetreten | nicht angetreten | nicht angetreten |
| Tabea Alt                                                                      | Stufenbarren         | 14,666           | 25               | ausgeschieden    | ausgeschieden    | ausgeschieden    |
| Kim Bui                                                                        | Stufenbarren         | 14,800           | 19               | ausgeschieden    | ausgeschieden    | ausgeschieden    |
| Pauline Schäfer                                                                | Stufenbarren         | nicht angetreten | nicht angetreten | nicht angetreten | nicht angetreten | nicht angetreten |
| Sophie Scheder                                                                 | Stufenbarren         | 15,433           | 6                | 15,566           | 3                | Bronze           |
| Elisabeth Seitz                                                                | Stufenbarren         | 15,466           | 5                | 15,533           | 4                | 4                |
| Tabea Alt                                                                      | Schwebebalken        | 14,233           | 21               | ausgeschieden    | ausgeschieden    | ausgeschieden    |
| Kim Bui                                                                        | Schwebebalken        | nicht angetreten | nicht angetreten | nicht angetreten | nicht angetreten | nicht angetreten |
| Pauline Schäfer                                                                | Schwebebalken        | 14,400           | 15               | ausgeschieden    | ausgeschieden    | ausgeschieden    |
| Sophie Scheder                                                                 | Schwebebalken        | 12,933           | 62               | ausgeschieden    | ausgeschieden    | ausgeschieden    |
| Elisabeth Seitz                                                                | Schwebebalken        | 13,866           | 31               | ausgeschieden    | ausgeschieden    | ausgeschieden    |
| Tabea Alt                                                                      | Boden                | nicht angetreten | nicht angetreten | nicht angetreten | nicht angetreten | nicht angetreten |
| Kim Bui                                                                        | Boden                | 13,766           | 29               | ausgeschieden    | ausgeschieden    | ausgeschieden    |
| Pauline Schäfer                                                                | Boden                | 14,300           | 12               | ausgeschieden    | ausgeschieden    | ausgeschieden    |
| Sophie Scheder                                                                 | Boden                | 13,266           | 47               | ausgeschieden    | ausgeschieden    | ausgeschieden    |
| Elisabeth Seitz                                                                | Boden                | 13,666           | 34               | ausgeschieden    | ausgeschieden    | ausgeschieden    |
| Tabea Alt                                                                      | Mehrkampf Einzel     | nicht angetreten | nicht angetreten | nicht angetreten | nicht angetreten | nicht angetreten |
| Kim Bui                                                                        | Mehrkampf Einzel     | nicht angetreten | nicht angetreten | nicht angetreten | nicht angetreten | nicht angetreten |
| Pauline Schäfer                                                                | Mehrkampf Einzel     | nicht angetreten | nicht angetreten | nicht angetreten | nicht angetreten | nicht angetreten |
| Sophie Scheder                                                                 | Mehrkampf Einzel     | 55,598           | 28               | 53,907           |                  | 23               |
| Elisabeth Seitz                                                                | Mehrkampf Einzel     | 57,098           | 11               | 56,366           |                  | 17               |
| Tabea Alt Kim Bui Pauline Schäfer Sophie Scheder Elisabeth Seitz               | Mehrkampf Mannschaft | 173,263          | 6                | 173,672          |                  | 6                |
| Männer                                                                         |                      |                  |                  |                  |                  |                  |
| Andreas Bretschneider                                                          | Boden                | 14,800           | 23               |                  |                  |                  |
| Lukas Dauser                                                                   | Boden                | DNS (Reserve)    | DNS (Reserve)    | –                | –                | –                |
| Fabian Hambüchen                                                               | Boden                | 14,041           | 43               |                  |                  |                  |
| Marcel Nguyen                                                                  | Boden                | 14,500           | 30               |                  |                  |                  |
| Andreas Toba                                                                   | Boden                | 1,633            | 72               |                  |                  |                  |
| Andreas Bretschneider                                                          | Pauschenpferd        | 13,641           | 52               |                  |                  |                  |
| Lukas Dauser                                                                   | Pauschenpferd        | 13,733           | 50               |                  |                  |                  |
| Fabian Hambüchen                                                               | Pauschenpferd        | DNS (Reserve)    | DNS (Reserve)    | –                | –                | –                |
| Marcel Nguyen                                                                  | Pauschenpferd        | 13,433           | 54               |                  |                  |                  |
| Andreas Toba                                                                   | Pauschenpferd        | 14,233           | 32               |                  |                  |                  |
| Andreas Bretschneider                                                          | Ringe                | 14,158           | 40               |                  |                  |                  |
| Lukas Dauser                                                                   | Ringe                | 13,916           | 50               |                  |                  |                  |
| Fabian Hambüchen                                                               | Ringe                | DNS (Reserve)    | DNS (Reserve)    | –                | –                | –                |
| Marcel Nguyen                                                                  | Ringe                | 14,733           | 17               |                  |                  |                  |
| Andreas Toba                                                                   | Ringe                | DNS (verletzt)   | DNS (verletzt)   | –                | –                | –                |
| Andreas Bretschneider                                                          | Sprung               |                  |                  |                  |                  |                  |
| Lukas Dauser                                                                   | Sprung               |                  |                  |                  |                  |                  |
| Fabian Hambüchen                                                               | Sprung               |                  |                  |                  |                  |                  |
| Marcel Nguyen                                                                  | Sprung               |                  |                  |                  |                  |                  |
| Andreas Toba                                                                   | Sprung               |                  |                  |                  |                  |                  |
| Andreas Bretschneider                                                          | Barren               | 14,833           | 36               |                  |                  |                  |
| Lukas Dauser                                                                   | Barren               | 15,266           | 19               |                  |                  |                  |
| Fabian Hambüchen                                                               | Barren               | DNS (Reserve)    | DNS (Reserve)    | –                | –                | –                |
| Marcel Nguyen                                                                  | Barren               | 15,466           | 11               |                  |                  |                  |
| Andreas Toba                                                                   | Barren               | DNS (verletzt)   | DNS (verletzt)   | –                | –                | –                |
| Andreas Bretschneider                                                          | Reck                 | 13,633           | 55               |                  |                  |                  |
| Lukas Dauser                                                                   | Reck                 | DNS (Reserve)    | DNS (Reserve)    | –                | –                | –                |
| Fabian Hambüchen                                                               | Reck                 | 15,533           | 1                | 15,766           | 1                | Gold             |
| Marcel Nguyen                                                                  | Reck                 | 13,366           | 62               |                  |                  |                  |
| Andreas Toba                                                                   | Reck                 | 14,633           | 26               |                  |                  |                  |
| Andreas Bretschneider                                                          | Mehrkampf Einzel     | 85,698           | 24               | 84,965           | 20               | 20               |
| Lukas Dauser                                                                   | Mehrkampf Einzel     | DNS (Reserve)    | DNS (Reserve)    | –                | –                | –                |
| Fabian Hambüchen                                                               | Mehrkampf Einzel     | DNS (Reserve)    | DNS (Reserve)    | –                | –                | –                |
| Marcel Nguyen                                                                  | Mehrkampf Einzel     | 86,098           | 22               | 86,031           | 19               | 19               |
| Andreas Toba                                                                   | Mehrkampf Einzel     | DNF (verletzt)   | DNF (verletzt)   | –                | –                | –                |
| Andreas Bretschneider Lukas Dauser Fabian Hambüchen Marcel Nguyen Andreas Toba | Mehrkampf Mannschaft | 260,518          | 8                | 261,275          | 7                | 7                |

#### Rhythmische Sportgymnastik
| Athletinnen                                                                                   | Wettbewerb           | Qualifikation | Qualifikation | Finale        | Finale        | Rang |
| Athletinnen                                                                                   | Wettbewerb           | Punkte        | Rang          | Punkte        | Rang          | Rang |
| --------------------------------------------------------------------------------------------- | -------------------- | ------------- | ------------- | ------------- | ------------- | ---- |
| Frauen                                                                                        |                      |               |               |               |               |      |
| Jana Berezko-Marggrander                                                                      | Mehrkampf Einzel     | 68,249        | 18            | ausgeschieden | ausgeschieden | 18   |
| Natalie Hermann Anastasija Khmelnytska Daniela Potapova Julia Stavickaja Sina Tkaltschewitsch | Mehrkampf Mannschaft | 32,40         | 10            | ausgeschieden | ausgeschieden | 10   |

#### Trampolinturnen
| Athleten    | Wettbewerb | Qualifikation | Qualifikation | Finale        | Finale        | Rang |
| Athleten    | Wettbewerb | Punkte        | Rang          | Punkte        | Rang          | Rang |
| ----------- | ---------- | ------------- | ------------- | ------------- | ------------- | ---- |
| Frauen      |            |               |               |               |               |      |
| Leonie Adam | Einzel     | 97,885        | 10            | ausgeschieden | ausgeschieden | 10   |

### Wasserspringen

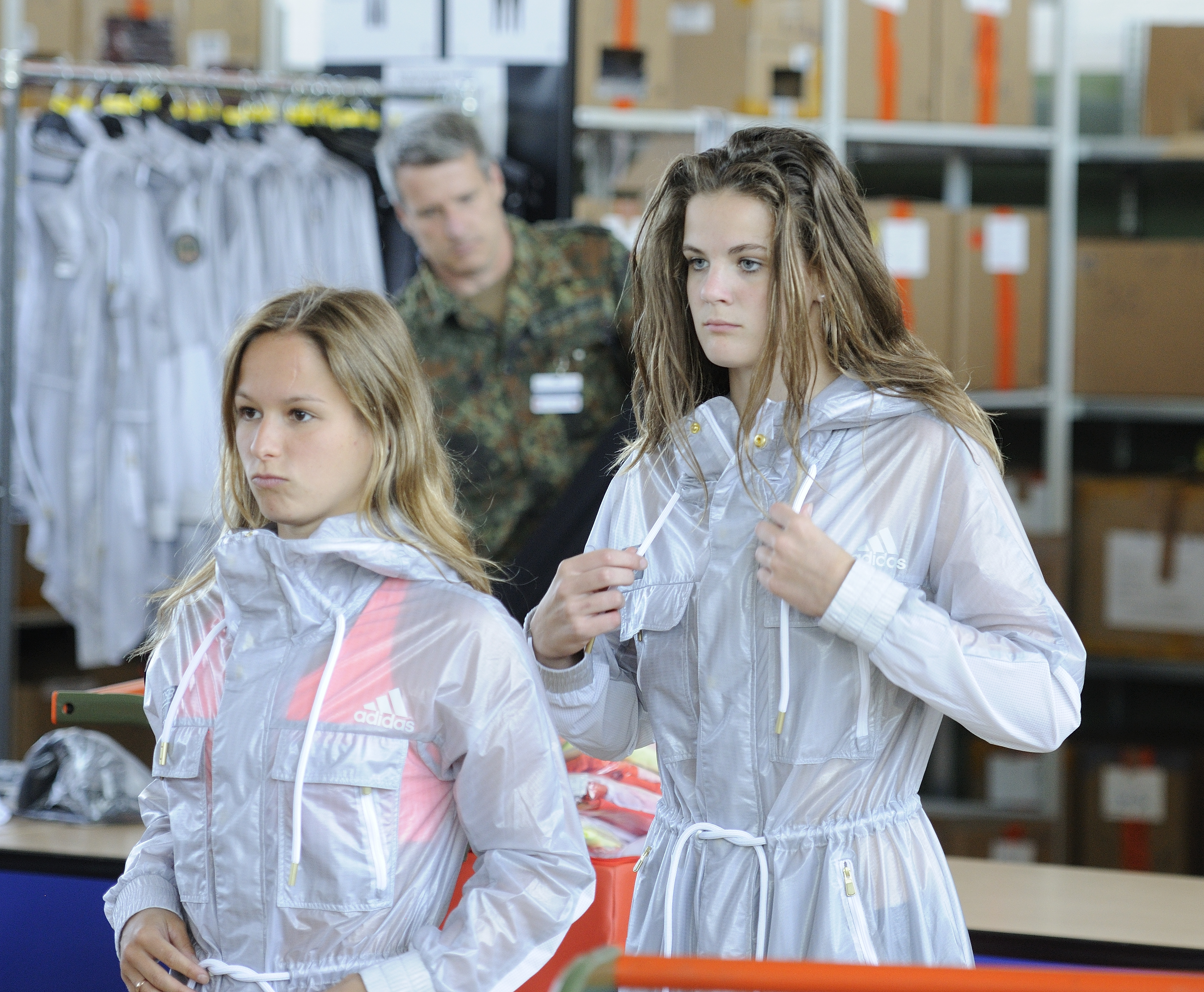
Maria Kurjo und Elena Wassen bei der Olympiaeinkleidung Hannover

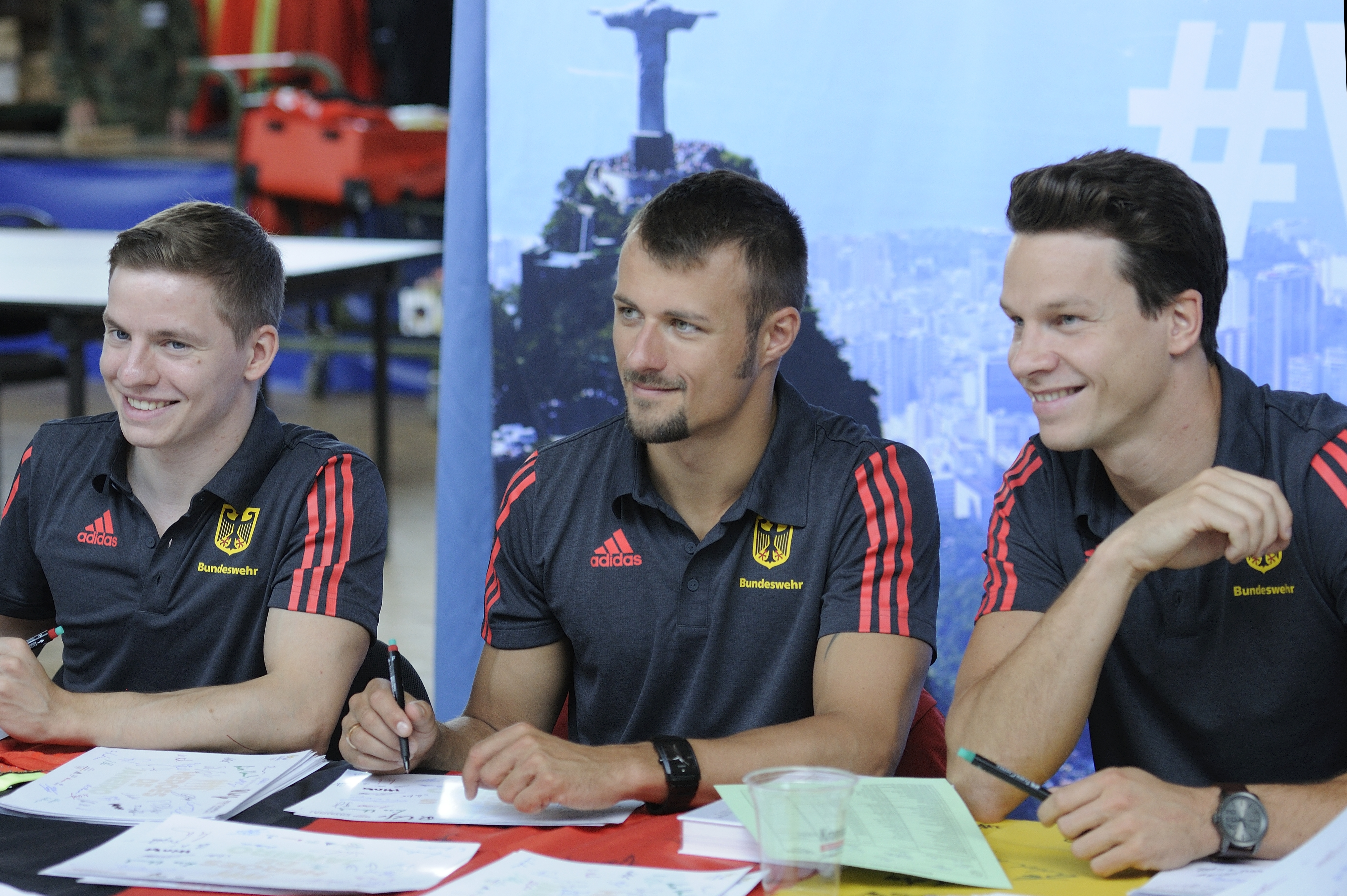
Martin Wolfram, Patrick Hausding und Sascha Klein bei der Olympiaeinkleidung

| Athleten                      | Wettbewerb            | Vorkampf | Vorkampf | Halbfinale    | Halbfinale    | Finale        | Finale        | Rang   |
| Athleten                      | Wettbewerb            | Punkte   | Rang     | Punkte        | Rang          | Punkte        | Rang          | Rang   |
| ----------------------------- | --------------------- | -------- | -------- | ------------- | ------------- | ------------- | ------------- | ------ |
| Frauen                        |                       |          |          |               |               |               |               |        |
| Tina Punzel                   | Kunstspringen 3 m     | 307,95   | 13       | 291,60        | 17            | ausgeschieden | ausgeschieden | 17     |
| Nora Subschinski              | Kunstspringen 3 m     | 302,05   | 16       | 308,25        | 12            | 317,10        | 9             | 9      |
| Maria Kurjo                   | Turmspringen 10 m     | 287,00   | 21       | ausgeschieden | ausgeschieden | ausgeschieden | ausgeschieden | 21     |
| Elena Wassen                  | Turmspringen 10 m     | 291,90   | 16       | 276,40        | 17            | ausgeschieden | ausgeschieden | 17     |
| Tina Punzel Nora Subschinski  | Synchronspringen 3 m  | –        | –        | –             | –             | 284,25        | 7             | 7      |
| Männer                        |                       |          |          |               |               |               |               |        |
| Stephan Feck                  | Kunstspringen 3 m     | 423,50   | 9        | 354,20        | 17            | ausgeschieden | ausgeschieden | 17     |
| Patrick Hausding              | Kunstspringen 3 m     | 440,00   | 6        | 413,50        | 10            | 498,90        | 3             | Bronze |
| Sascha Klein                  | Turmspringen 10 m     | 463,40   | 7        | 475,00        | 5             | 424,15        | 9             | 9      |
| Martin Wolfram                | Turmspringen 10 m     | 468,80   | 6        | 466,15        | 8             | 492,90        | 5             | 5      |
| Stephan Feck Patrick Hausding | Synchronspringen 3 m  | –        | –        | –             | –             | 410,10        | 4             | 4      |
| Patrick Hausding Sascha Klein | Synchronspringen 10 m | –        | –        | –             | –             | 438,42        | 4             | 4      |